# 軍用機事故の一覧
軍用機事故の一覧（ぐんようきじこのいちらん）では、軍用機が平時の訓練や航空ショーなどで起こした航空事故について記述する。日本国内で発生した在日米軍（進駐軍）による航空事故は、日本におけるアメリカ軍機事故の一覧を参照のこと。

## 凡例
1. 事故発生日
2. 所属
3. 製造元と機種
4. 犠牲者数
5. 事故の状況
6. 個別の記事がある場合には詳細として内部リンク

## 1920年代

### 1921年
- 1921年8月23日
  - 所属：アメリカ海軍（未就役）
  - 機種：ショート R38（硬式飛行船）
  - 死者：44人
  - 状況：イギリスヨークシャーのハル上空にて、引き渡し前の試験飛行中に爆発、墜落した。乗員49人中44人が死亡した。
  - 詳細：「R38 (飛行船)#運用歴」を参照。

### 1922年
- 1922年2月21日
  - 所属：アメリカ陸軍
  - 機種：SCA ローマ（半硬式飛行船）
  - 死者：34人
  - 状況：イタリア政府から購入した飛行船の試験飛行中、バージニア州ノーフォークに墜落した。
  - 詳細：「ローマ (飛行船)#概要」を参照。

### 1925年
- 1925年9月3日
  - 所属：アメリカ海軍
  - 機種：シェナンドー（硬式飛行船）
  - 死者：14人
  - 状況：飛行中暴風雨に遭遇し、オハイオ州コールドウェル（英語版）付近に墜落した。
  - 詳細：「シェナンドー墜落事故」を参照。

## 1930年代

### 1933年
- 1933年4月4日
  - 所属：アメリカ海軍
  - 機種：グッドイヤー・ツェッペリン アクロン（硬式飛行船）
  - 死者：73人
  - 状況：ニューイングランド沖合で突風に巻き込まれて墜落。飛行船史上最悪の死亡事故となった。
  - 詳細：「アクロン墜落事故」を参照。

### 1935年
- 1935年2月26日
  - 所属：アメリカ海軍
  - 機種：グッドイヤー・ツェッペリン メイコン（硬式飛行船）
  - 死者：2人
  - 状況：破損した尾翼が未修復のままでの飛行中に乱気流に遭遇、尾翼が剥がれてガスが漏洩し、カリフォルニア州沖に着水・沈没した。
  - 詳細：「メイコン不時着事故」を参照。
- 1935年4月7日
  - 所属：日本海軍（水上機母艦神威）
  - 機種：機種不明
  - 死者：1人
  - 状況：福岡県福岡市の中島町上空を飛行中の演習機1機が機体の故障により自転車工場に墜落。搭乗者の河合芳郎三等航空兵曹が翌日死亡。

### 1937年
- 1937年6月17日
  - 所属：日本海軍（横須賀海軍航空隊）
  - 機種：機種不明
  - 死者：8人
  - 状況：横浜本牧沖の東京湾上空を飛行中の練習機2機が接触して2機とも東京湾へ墜落。乗員全員死亡。

## 1940年代

### 1945年
- 1945年7月28日
  - 所属：アメリカ陸軍航空軍
  - 機種：ノースアメリカン B-25
  - 死者：14人
  - 状況：ニューヨーク上空で濃霧のため操縦を誤りエンパイアステートビルディングの79–80階に激突。外壁が損傷を受け衝突階に火災が発生し、搭乗員3人とビル内の11人が死亡した。ビル自体に影響はなかった。
  - 詳細：「1945年エンパイア・ステート・ビルディングB-25爆撃機衝突事故」を参照。
- 1945年10月12日
  - 所属：アメリカ陸軍航空軍
  - 機種：カーチス C-46F-1-CU
  - 死者：59人
  - 状況：北京南苑空港へ中国の軍人を空輸中、悪天候の中航法設備が未整備だったため、商業放送を頼りに飛行していたところ放送塔に衝突し、搭乗していた59人全員が死亡した。C-46の事故では最悪の死者数となった。
  - 詳細：「1945年北京C-46墜落事故（英語版）」を参照。
- 1945年12月5日
  - 所属：アメリカ海軍
  - 機種：ゼネラルモーターズ TBM-3/1E/1C、マーティン PBM-5
  - 死者：27人
  - 状況：フロリダ沖で訓練中のTBMの編隊5機が航法の誤りにより未帰還となり、捜索に向かったPBM-5飛行艇も空中爆発により失われ二重遭難となった。バミューダトライアングルで発生した原因不明の失踪事件としてしばしば引用されるが、事実は左の通りである。

### 1946年
- 1946年3月17日
  - 便名： 中華民国空軍
  - 機種： ダグラス DC-3
  - 死者： 20人、この中には戴笠が含まれている。
  - 状況： 青島から南京に向かっているところ、南京が悪天候となり上海へ向かおうとするものの、上海も悪天候となっていたために徐州へ向かおうとしたものの墜落する。
  - 詳細 : 「1946年中華民国空軍222号要人輸送機墜落事故（中国語版）」を参照

### 1948年
- 1948年1月8日
  - 所属：アメリカ空軍
  - 機種：ノースアメリカン P-51
  - 死者：1人
  - 状況：アメリカ海軍が極秘で試験飛行させていたスカイフック気球を未確認飛行物体と誤認し、追跡中に墜落した。追跡中に高高度に達したため、酸欠状態に陥って意識を失い墜落したものと考えられている。
  - 詳細：「マンテル大尉事件」を参照。
- 1948年7月21日
  - 所属：アメリカ空軍
  - 機種：ボーイング F-13
  - 死者：なし
  - 状況：高度の判断を誤り、ネバダ州にあるミード湖に不時着水した。5人の乗組員は全員脱出して無事だった。
  - 詳細：「1948年ミード湖B-29墜落事故」を参照。

## 1950年代

### 1950年
- 1950年1月26日
  - 所属：アメリカ空軍戦略航空軍団
  - 機種：ダグラス・エアクラフト C-54D
  - 死者：44人全員行方不明（後日死亡認定）。
  - 状況：アラスカ州のエルメンドルフ空軍基地からモンタナ州のグレートフォールズ空軍基地へ向かう途中に行方不明となった。
  - 詳細：「1950年ダグラスC-54D行方不明事件」を参照。
- 1950年2月13日
  - 所属：アメリカ空軍
  - 機種：コンベア B-36B
  - 死者：5人
  - 状況：カナダのブリティッシュコロンビア州で模擬核攻撃訓練中にエンジン火災が発生、乗員17人は墜落前にパラシュートで脱出したが、5人が死亡した。搭載していた核爆弾「マーク4」は墜落前に投棄された。
  - 詳細：「1950年ブリティッシュコロンビアB-36爆撃機墜落事故」を参照。

### 1951年
- 1951年3月23日
  - 所属：アメリカ空軍
  - 機種：ダグラス・エアクラフト C-124A-DL
  - 死者：53人
  - 状況：アイルランド沖で行方不明となる。のちに残骸が見つかり空中爆発と判明するがその原因は不明。
  - 詳細：「1951年大西洋C-124行方不明事件（英語版）」を参照。

### 1952年
- 1952年9月5日
  - 所属：デ・ハビラント社
  - 機種：デ・ハビラント シービクセン（試作機）
  - 死者：31人
  - 状況：ハンプシャー州で開催された航空ショーでの展示飛行中に機体が空中分解した。
  - 詳細：「ファーンボロー航空ショー墜落事故」を参照。
- 1952年11月22日
  - 所属：アメリカ空軍
  - 機種：ダグラス・エアクラフト C-124A-DL
  - 死者：52人
  - 状況：アラスカ州のエルメンドルフ空軍基地にアプローチ中、アンカレッジ近くに墜落した。
  - 詳細：「1952年ギャネット山C-124墜落事故（英語版）」を参照。

### 1955年
- 1955年3月22日
  - 所属：アメリカ海軍
  - 機種：ダグラス・エアクラフト R6D-1
  - 死者：66人
  - 状況：ハワイオアフ島のヒッカム空軍基地からカリフォルニア州のトラヴィス空軍基地（英語版）に向かう途中で機器が故障し、オアフ島に引き返すが航法を誤りワイアナエ山脈（英語版）に衝突した。
  - 詳細：「1955年ハワイR6D-1墜落事故（英語版）」を参照。
- 1955年7月8日
  - 所属：海上自衛隊鹿屋航空隊
  - 機種：ロッキード PV-2
  - 死者：5人
  - 状況：計器飛行訓練のため離陸直後に墜落し、乗員5人が死亡した。

### 1956年
- 1956年8月16日
  - 所属：航空自衛隊臨時築城派遣隊
  - 機種：ロッキード T-33A
  - 死者：1人
  - 状況：連絡飛行中に宮城県松島沖に墜落し、乗員1名が死亡した[1]。
- 1956年9月29日
  - 所属：航空自衛隊臨時築城派遣隊
  - 機種：ロッキード T-33A
  - 死者：2人
  - 状況：連絡飛行中にジョンソン基地近くに墜落し、乗員2人が死亡した[1]。
- 1956年9月30日
  - 所属：イギリス空軍第230機種転換部隊（英語版）
  - 機種：アブロ バルカン B1
  - 死者：4人
  - 状況：激しい雨の中、ヒースロー空港への着陸進入中、機体が滑走路の約3,000ft手前で接地し、制御不能に陥って墜落。操縦士2人が脱出に成功したが、他の乗員と同乗していたアブロ社の社員が死亡した[2]。
  - 詳細：「1956年アブロバルカン墜落事故（英語版）」を参照。

### 1957年
- 1957年4月19日
  - 所属：海上自衛隊鹿屋航空隊
  - 機種：ロッキード PV-2
  - 死者：8人
  - 状況：山口県岩国沖で訓練中に墜落し、乗員8名が死亡した。
- 1957年6月4日
  - 所属：航空自衛隊第1航空団
  - 機種：ロッキード T-33A
  - 死者：2人
  - 状況：浜松基地を離陸直後に墜落し、乗員2人が死亡。うち1人は第1飛行隊長の小林照彦2等空佐だった[1]。
- 1957年9月30日
  - 所属：航空自衛隊臨時築城派遣隊
  - 機種：ロッキード T-33A
  - 死者：2人
  - 状況：天候偵察中に墜落し、乗員2人が死亡した[1]。
- 1957年10月10日
  - 所属：タイ王国空軍
  - 機種：ダグラス・エアクラフト DC-3
  - 死者：なし
  - 状況：立川基地を離陸後、エンジン故障のため砂川町役場近くの住宅地に墜落。乗員4人と住民4人が負傷した。

### 1958年
- 1958年10月24日
  - 所属：イギリス空軍第83飛行隊（英語版）
  - 機種：アブロ バルカン B1
  - 死者：5人
  - 状況：カナダのグースベイ空軍基地（英語版）からアメリカのネブラスカ州リンカーン空軍基地（英語版）へ飛行中、ミシガン州デトロイト上空で電気系統の不具合が発生して墜落。乗員全員が死亡した[2]。

## 1960年代

### 1960年
- 1960年9月8日
  - 所属：不詳（横田基地所属）
  - 機種：ボーイング WB-50
  - 死者：11人
  - 状況：不明。
  - 詳細：WB-50は気象観測機である。何らかの理由で福島県石川町の山林に墜落[3]。
- 1960年12月17日
  - 所属：アメリカ空軍第3空軍
  - 機種：コンベア C-131D-CO
  - 死者：52人
  - 状況：ミュンヘン・リーム空港（英語版）を離陸直後にエンジン1基が停止し、空港から10kmほどのバイエル通りに墜落した。墜落時に路面電車2台が巻き込まれ、搭乗者20人全員に加えて地上で32人が死亡した。
  - 詳細：「1960年ミュンヘンC-131墜落事故」を参照。

### 1961年
- 1961年1月24日
  - 所属：アメリカ空軍戦略航空軍団
  - 機種：ボーイング B-52G
  - 死者：3人
  - 状況：マーク39核爆弾2発を搭載し「カバーオール」作戦に従事していた当該機が、右翼からの燃料漏れのため機体の制御ができなくなり、乗組員全員が脱出した後にノースカロライナ州ゴールズボロの北約20キロメートルの地点に墜落した。乗組員5人は無事に生還したものの、3人が死亡した。搭載していた核爆弾2発は墜落前に脱落したものの、うち1つは地中深くに埋没したため発掘作業は断念された。
  - 詳細：「1961年ゴールズボロ空軍機事故」を参照。
- 1961年3月14日
  - 所属：アメリカ空軍戦略航空軍団
  - 機種：ボーイング B-52F
  - 死者：なし
  - 状況：カリフォルニア州マザー空軍基地（英語版）を離陸後、燃料枯渇によりカリフォルニア州ユバシティ近郊に墜落した。
  - 詳細：「1961年ユバシティB-52墜落事故（英語版）」を参照。
- 1961年9月14日
  - 所属：西ドイツ空軍
  - 機種：リパブリック・アビエーション F-84F
  - 死者：なし
  - 状況：軍事演習のためバイエルン州レヒフェルト航空基地を離陸し、ヴュルツブルクからランを経由してメミンゲンへの三角航路を飛行予定だったF-84F戦闘爆撃機2機が、飛行航路を逸脱し東ドイツ領空を侵犯。ソ連軍戦闘機が追撃する中、雲中に身を隠しベルリン・テーゲル空港に着陸した。
  - 詳細：「1961年の西ドイツ空軍F-84機による領空侵犯事件」を参照。
- 1961年12月9日
  - 所属：海上自衛隊
  - 機種：富士重工業 T-6
  - 死者：2人
  - 状況：小月教育航空群所属機が訓練飛行中に山口市北方の山頂付近に激突。

### 1962年
- 1962年3月17日
  - 所属：航空自衛隊
  - 機種：ノースアメリカン F-86F×2
  - 死者：なし
  - 状況：築城基地から入間基地に向かっていた4機編隊が富士山山頂上空で猛烈な晴天乱気流に遭遇。急減速した衝撃のため、2機の燃料パイプが破損、エンジンの再始動が不可能になった。そのため、2機の操縦士は機体の放棄を決定。被害が出ないところまで誘導したうえで操縦士が脱出することにした。1機は小田原郊外の石垣山の山林に墜落した。もう1機は海まで誘導したうえで脱出したが、その後機体が運悪く大きく旋回して陸地に戻り、国鉄東海道本線の国府津駅近くの住宅地に墜落。民家など5棟を破壊し線路に残骸が散らばったが人的被害は出なかった。これ以後、富士山上空の山岳波の存在が注目されることになった。
- 1962年9月3日
  - 所属：海上自衛隊
  - 機種：ロッキード P-2V
  - 死者：13人
  - 状況：手術に必要な輸血用血液を空中投下するため災害派遣された鹿屋基地所属のP-2V対潜哨戒機が、空中投下のため低空飛行中に奄美市奄美実業高校のマツに左翼が接触。そのまま付近の住宅地に墜落した。乗員12人と地元住民1人の13人が死亡、全焼家屋31棟[4]。災害派遣史上最悪の事故。現在までの災害派遣での殉職者のうち、およそ1/4がこの事故による。

### 1963年
- 1963年3月2日
  - 所属：航空自衛隊
  - 機種：ノースアメリカン F-86F
  - 死者：1人
  - 状況：新田原基地所属のF-86F戦闘機4機が宮崎県の勲八山上空を編隊飛行中にそのうちの1機の主翼が突然根元から折れ、そのまま山中に墜落して大破。乗員1人が死亡[5]。
- 1963年4月10日
  - 所属：航空自衛隊
  - 機種：ロッキード F-104J
  - 死者：1人
  - 状況：千歳基地所属のF-104J戦闘機1機が千歳基地を離陸直後に滑走路の南端約300mの畑に墜落。パイロットは即死した[6]。

### 1964年
- 1964年1月13日
  - 所属：アメリカ空軍戦略航空軍団
  - 機種：ボーイング B-52D
  - 死者：3人
  - 状況：マサチューセッツ州ウエストオーバー空軍基地（英語版）を離陸し、ジョージア州ターナー空軍基地（英語版）へ向けて飛行していたB-52D爆撃機が、メリーランド州のカンバーランド西方約32キロメートルのアパラチア山脈山中に墜落。当該機は水爆を2発搭載していたが墜落当時は信管を外した状態だったので爆発には至らなかった。
  - 詳細：「1964年サヴェージ山B-52墜落事故（英語版）」を参照。
- 1964年5月11日
  - 所属：アメリカ空軍
  - 機種：ボーイング C-135
  - 死者：74人
  - 状況：ハワイよりフィリピンのクラーク空軍基地へ向けて飛行していた米空軍のC-135輸送機がクラーク基地の滑走路手前800メートルに墜落。この事故で乗り組んでいた83人のうち73人と地上に居た住民1人の合計74人が死亡した[7]。
- 1964年5月19日
  - 所属：航空自衛隊
  - 機種：ノースアメリカン F-86
  - 死者：1人
  - 状況：松島基地所属航空自衛隊F-86戦闘機が岩手県にある月山の山腹に墜落。パイロットの遺体は墜落した機体の残骸の中から発見された[8]。
- 1964年8月21日午前10時頃
  - 所属：航空自衛隊
  - 機種：カーチス・ライト C-46
  - 死者：なし（重軽傷者2人）
  - 状況：岡山県の岡山空港にて離着陸訓練を行っていた航空自衛隊のC-46輸送機が、その日3回目の同着陸への着陸を試みた際に主脚タイヤがパンク。これによりバランスを崩してそのまま滑走路から逸れ滑走路脇の草むらに突っ込んだ。機体停止後に右エンジンから火を噴き1時間半に渡って燃え続け機体は全焼。乗員4名はすぐさま避難したがうち2人が全治2ヶ月の火傷を負うなどした[9]。
- 1964年9月15日
  - 所属：航空自衛隊
  - 機種：シコルスキー H19
  - 死者：6人
  - 状況：埼玉県の入間基地所属の航空自衛隊入間救援群分隊のヘリコプターが埼玉県岩槻市大口の水田に墜落した。
- 1964年11月30日
  - 所属：航空自衛隊
  - 機種：カーチス・ライト C-46
  - 死者：なし
  - 状況：午前10時06分頃、美保基地所属のC-46輸送機が羽田空港のC滑走路へ着陸時に進入高度が低すぎたために滑走路手前のコンクリート防波堤に左車輪を接触。この衝撃で左車輪はもぎ取られてしまい輸送機はそのまま滑走路に胴体着陸して炎上。乗員12人は全員無事に避難したが機体はそのまま全焼した。この事故によりC滑走路は終日閉鎖された。
- 1964年12月8日
  - 所属：アメリカ空軍
  - 機種：コンベア B-58A
  - 死者：1人
  - 状況：インディアナ州バンカーヒル（後のグリソム）基地の凍結した誘導路上で走路を逸れ降着装置を損壊し炎上。積まれていた5発の核弾頭も燃えたものの汚染は比較的小規模にとどまった。

### 1965年
- 1965年7月13日
  - 所属：海上自衛隊
  - 機種：富士重工業 KM-2
  - 死者：2人
  - 状況：小月教育航空群所属機が訓練飛行中に山口市北方の山頂付近に激突。
- 1965年7月29日
  - 所属：海上自衛隊
  - 機種：グラマン UF-2
  - 死者：7人
  - 状況：大村航空基地所属の9051号機が夜間訓練飛行中に北海道幌泉郡豊似岳中腹に激突。

### 1966年
- 1966年1月17日
  - 所属：アメリカ空軍戦略航空軍団
  - 機種：ボーイング B-52G、ボーイング KC-135A
  - 死者：4人（大規模な放射能汚染のため健康被害多数か）
  - 状況：空中給油中に爆撃機が接触したため空中給油機が墜落、爆撃機は降下する際に水爆3発をスペインのパロマレス近くの地上に落下させ、1発を地中海に落下させてしまった。地上に落下した水爆2発の爆縮用通常火薬が爆発し放射能物質を撒き散らした。
  - 詳細：「パロマレス米軍機墜落事故」を参照。
- 1966年6月8日
  - 所属：アメリカ空軍
  - 機種：ロッキード F-104N、ノースアメリカン XB-70
  - 死者：2人
  - 状況：エドワーズ空軍基地近辺でゼネラルエレクトリック製エンジン搭載の軍用機を集めて同社の宣伝用フィルムを撮影する編隊飛行が行われていたが、撮影終了後にF-104戦闘機がXB-70試作戦略爆撃機の垂直尾翼に激突。F-104は空中爆発し、XB-70も操縦不能に陥り墜落。戦闘機と爆撃機のパイロット2人が死亡した。唯一、XB-70の機長だけが脱出カプセルで生還した。
- 1966年6月29日
  - 所属：イギリス空軍第543飛行隊（英語版）
  - 機種：ハンドレページ ヴィクターB(SR).2
  - 死者：4人
  - 状況：ワイトン空軍基地（英語版）でのデモ飛行中、90度近いターンを行った直後に空中分解して墜落。乗員4人が死亡した[10]。

### 1967年
- 1967年2月1日
  - 所属：航空自衛隊
  - 機種：ロッキード T-33A
  - 死者：なし
  - 状況：小牧基地所属機が訓練飛行中に春日井市内に墜落。名鉄小牧線の線路をえぐり、味美二子山古墳に突っ込み炎上。

- 1967年12月13日
  - 所属：海上自衛隊
  - 機種：シコルスキー・エアクラフト S-55A
  - 死者：4人
  - 状況：鹿屋航空基地所属機が訓練飛行中に鹿屋市郊外に墜落。

### 1968年
- 1968年1月21日
  - 所属：アメリカ空軍戦略航空軍団
  - 機種：ボーイング B-52G
  - 死者：1人（大規模な放射能汚染のため健康被害多数か）
  - 状況：水素爆弾4発を搭載し、グリーンランドチューレ空軍基地上空でアラート任務に就いていたB-52爆撃機の機内で火災が発生、機体はチューレ空軍基地西方の氷上に墜落し搭載されていた水爆の爆縮用通常火薬が爆発、大規模な放射能汚染が生じた。2009年1月時点で1発の爆弾が完全に回収されていない。
  - 詳細：「チューレ空軍基地米軍機墜落事故」を参照。
- 1968年3月27日
  - 所属：ソ連空軍
  - 機種：ミコヤン MiG-15UTI
  - 死者：2人（ウラジーミル・セリョーギンとユーリイ・ガガーリン）
  - 状況：定期訓練飛行中に自然的もしくは人為的事故により墜落。
  - 詳細：「ユーリイ・ガガーリンの死（英語版）」を参照。
- 1968年5月25日
  - 所属：ソ連海軍航空隊
  - 機種：ツポレフ Tu-16
  - 死者：7人
  - 状況：ノルウェー海を航行中のアメリカ海軍の空母「エセックス」に対して異常接近を行う、威力偵察飛行中に墜落。

### 1969年
- 1969年2月8日
  - 所属：航空自衛隊第6航空団第205飛行隊
  - 機種：ロッキード F-104J
  - 死者：4人
  - 状況：第6航空団第205飛行隊所属のF-104J 戦闘機が落雷の直撃を受け金沢市の市街地に墜落。パイロットは脱出して無事だったが地上の住民が犠牲になった。死者4人のほか重軽傷者22人、被災戸数149戸[11]。
- 1969年12月15日
  - 所属：陸上自衛隊航空学校
  - 機種：ベル・ヘリコプター H-13
  - 死者：1人
  - 状況：百里飛行場の北端から約100m先の山林に不時着。着陸時に機体が傾いたため機外へ出た操縦者が回転翼にはねられて死亡。同乗者1人が軽傷[12]。

## 1970年代

### 1970年
- 1970年2月2日
  - 所属：アメリカ空軍
  - 機種：コンベア F-106
  - 死者：なし
  - 状況：空中戦演習中にフラットスピンの状態になった当該機が、射出座席を発射してパイロットが脱出した後に姿勢を回復し、モンタナ州の積雪した農地に無人のまま胴体着陸した。機体は後に修理されて任務に復帰した。
  - 詳細：「コーンフィールド・ボンバー」を参照。
- 1970年5月10日
  - 所属：アメリカ空軍
  - 機種：ロッキード SR-71A
  - 死者：なし
  - 状況：タイのコラート空軍基地（英語版）付近で空中給油後に失速して墜落。乗員2名は緊急脱出して無事だった[13]。
- 1970年5月12日
  - 所属：航空自衛隊千歳基地第二航空団第203飛行隊
  - 機種：ロッキード F-104J
  - 死者：1名
  - 状況：北海道八雲町上空で消息を絶ってから2日後の5月14日、捜索中の自衛隊ヘリコプターが厚沢部町山中で山腹に激突、散乱した機体を発見した[14]。
- 1970年6月17日
  - 所属：アメリカ空軍
  - 機種：ロッキード SR-71A、ボーイング KC-135Q
  - 死者：なし
  - 状況：KC-135Q空中給油機と空中接触してテキサス州エルパソ近郊に墜落。乗員2名は緊急脱出して無事だった[13]。
- 1970年9月2日
  - 所属：航空自衛隊新田原救難隊
  - 機種：三菱重工業 MU-2S
  - 死者：4名
  - 状況：新田原救難隊機が小松基地への航法訓練中、滋賀県彦根市上空で、きりもみ状態になり住宅地に墜落した。乗員全員死亡、民家2軒が焼失したが住民に死亡・負傷者なし[15]。

### 1971年
- 1971年7月16日
  - 所属：海上自衛隊
  - 機種：ロッキード P2V-7
  - 死者：11名
  - 状況：早朝濃霧の中、下総航空基地に着陸しようとした航法訓練中の対潜哨戒機が滑走路から400m離れた民家近くの松の木に接触し右翼の予備燃料タンクが落下した。そのため、着陸を中止しパイロットが「操縦がやや困難なのでバランスをとるために左予備タンクを海上に落としたい」と連絡、海上に向かったが犬吠埼南西20km沖合いに墜落した。回収されたボイスレコーダーの解析から、機体制御を喪失して墜落したとされた。

### 1972年
- 1972年7月20日
  - 所属：アメリカ空軍
  - 機種：ロッキード SR-71A
  - 死者：なし
  - 状況：沖縄県嘉手納基地で着陸事故により機体が大破。乗員2名は脱出して無事だった[13]。
- 1972年7月26日
  - 所属：海上自衛隊
  - 機種：ロッキード P2V-7
  - 死者：7名
  - 状況：台風退避の下総から鹿屋航空基地に帰投中鹿屋から東約6マイルの高隅山に激突。
- 1972年9月24日
  - 所属：スペクトラム・エア
  - 機種：カナディア セイバー Mk5
  - 死者：22名（地上）
  - 状況：カリフォルニア州サクラメントのエグゼクティブ空港（英語版）で開催された航空ショーでセイバーが離陸に失敗し、空港向かいにあったアイスクリームパーラーに突入。パイロットは生き延びたものの、店内にいた22名（内12名は子供）が死亡した。

### 1973年
- 1973年4月11日
  - 所属：航空自衛隊新田原救難隊
  - 機種：三菱重工業 MU-2S
  - 死者：4名
  - 状況：新田原救難隊機が宮崎県の尾鈴山で訓練飛行中に墜落した。
- 1973年4月12日
  - 所属：アメリカ海軍
  - 機種：ロッキード P-3C
  - 死者：5名（NASA側は11名）
  - 状況：モフェット・フェデラル飛行場（英語版）付近で測量機器のテストを行っていたNASAのコンベア990-30A-5と空中衝突した。
  - 詳細：「1973年マウンテンビュー空中衝突事故」を参照。
- 1973年4月17日
  - 所属：海上自衛隊
  - 機種：ロッキード P2V-7
  - 死者：8名
  - 状況：硫黄島に着陸のため進入中に同島の東方約4海里で消息不明になった。
- 1973年6月23日
  - 所属：陸上自衛隊
  - 機種：富士重工業 LM-1
  - 死者：1名行方不明（死亡確定）。
  - 状況：酒に酔った3等陸曹が北宇都宮駐屯地から突然乗り逃げした。以後、現在に至るまで行方不明であるが、墜落したと思われる。
  - 詳細：「自衛隊機乗り逃げ事件」を参照。

### 1974年
- 1974年7月8日
  - 所属：航空自衛隊 第三航空団第8航空隊
  - 機種：三菱F-86 Sabre
  - 死者：4名
  - 状況：愛知県の小牧基地を離陸直後、小牧市西之島の国道155号線交差点付近の農家宅に墜落、地面をバウンドしながら滑走したのち炎上。乗員1名と住民3名が死亡、2人が重軽傷を負う。[16]
- 1974年8月27日
  - 所属：航空自衛隊第5航空団
  - 機種：ロッキード F-104J
  - 死者：0人
  - 状況：第5航空団所属の F-104J戦闘機が離陸後まもなく、高度5000m付近でフレームアウトを起こした。再起動を試みるも作動しなかったためパイロットは脱出、機体はそのまま宮崎県須木村の宮崎県道143号中河間多良木線に墜落、付近の民家3軒が全焼した。住民は直後に逃げ出して無事。日本に導入された F-104Jのうち20機目の墜落事例となった[17]。

### 1975年
- 1975年1月16日
  - 所属：陸上自衛隊中部方面隊
  - 機種：セスナ L-19
  - 死者：なし、重傷2人
  - 状況：防府基地を出発して八尾基地を向け徳島県内を飛行中、濃霧に遭遇したため高度を下げたところ尾翼が高圧線か樹木に接触して失速。そのまま高度を上げられないまま池田町沼谷地内の水田へ墜落した。機体は真っ二つになったが、重傷を負った乗員2人は救出された[18]。

### 1976年
- 1976年9月27日
  - 所属：航空自衛隊第二航空団（F-104）および第81飛行隊（T-33）
  - 機種：ロッキード F-104J、ロッキード T-33
  - 状況：八戸市沖合で空戦訓練中に2機が空中で接触、両機が墜落した。1人救助、2人行方不明[19]。
- 1976年10月25日
  - 所属：アメリカ空軍
  - 機種：ロッキード SR-71A
  - 死者：なし
  - 状況：夜間訓練飛行中、ネバダ州ラブロック（英語版）近郊に墜落。乗員2名は緊急脱出して無事だった[13]。
- 1976年11月17日
  - 所属：航空自衛隊第302飛行隊
  - 機種：マクドネル・ダグラス F-4EJ
  - 状況：北海道襟裳岬沖合で空中戦の訓練をしていた機体が墜落。乗員は墜落前に射出座席を作動させて脱出、近くを航行していた漁船に救助されたが1人死亡、1人重傷[20]。

### 1977年
- 1977年4月6日
  - 所属：海上自衛隊
  - 機種：新明和工業 PS-1
  - 死者：1名
  - 状況：岩国基地の南2キロの沖合で着水に失敗し、機体が二つに折れ沈没。
- 1977年5月27日
  - 所属：海上自衛隊
  - 機種：富士重工業 KM-2×2
  - 死者：1名
  - 状況：小月教育航空群所属の6258号機と6265号機が編隊飛行中に空中接触し、65号機は不時着、58号機は墜落。

### 1978年
- 1978年1月10日
  - 所属：ソビエト連邦海軍航空隊（英語版）
  - 機種：ツポレフ Tu-95RS
  - 死者：10名
  - 状況：西太平洋上を任務飛行中に墜落。
- 1978年5月17日
  - 所属：海上自衛隊
  - 機種：新明和工業 PS-1
  - 死者：13名
  - 状況：対潜哨戒機が訓練飛行中、高知県内の山林に墜落。
- 1978年9月8日
  - 所属：航空自衛隊
  - 機種：ロッキード T-33
  - 死者：2名
  - 状況：入間基地を離陸直後、機首にある機銃格納庫扉が突如開放。緊急着陸のため入間基地に引き返す途中でエンジン停止し、狭山市上奥宮に墜落。民家1軒が全焼、アパート1棟が半焼した。2人の航空自衛官は脱出できず殉職した。住民の被害はなかった。
- 1978年10月
  - 所属：アメリカ海軍
  - 機種：ロッキード P-3
  - 死者：2名。行方不明3名
  - 状況：横田基地を飛び立ったP-3対潜哨戒機がアリューシャン列島で墜落。乗員15名のうち10名はソ連の漁船に救助された。残り5名については2名が遺体で発見されたが3名は行方不明のままとなった。

### 1979年
- 1979年3月14日
  - 所属：中国人民解放軍空軍
  - 機種：ホーカー・シドレー トライデント
  - 死者：180名以上
  - 状況：北京西郊空港を離陸後北京市郊外の工場に墜落。乗員・乗客12人のほか工場の従業員らが多数巻き込まれた[21]。
- 1979年7月21日
  - 所属： フィリピン航空飛行学校訓練機
  - 機種： セスナ（機種不明）
  - 死者： 乗員2人死亡。
  - 詳細： ルソン島沖合で訓練中にアメリカ空軍の戦闘機（F-4）に煽られ、左翼が折れて海中に墜落。米比間の国際問題に発展した[22]。
- 1979年9月21日
  - 所属： イギリス空軍
  - 機種： ホーカー・シドレー ハリアー
  - 死者： 2人死亡、8人負傷。
  - 詳細： イギリスケンブリッジシャー上空で訓練中の2機が空中衝突して墜落。それぞれの乗員2人は脱出に成功したが、機体の一つが住宅地に墜落して民家3軒を巻き込み、住民らが犠牲となった[23]。

## 1980年代

### 1980年
- 1980年7月27日
  - 所属：ソビエト連邦海軍航空隊（英語版）
  - 機種：ツポレフ Tu-16R
  - 死者：7名
  - 状況：日本海を偵察飛行中、佐渡島北方110キロメートルの地点に墜落。近くを航行していた海上自衛隊輸送艦「ねむろ」（LST-4103）が乗員3人の遺体を収容。

### 1982年
- 1982年11月14日
  - 所属：航空自衛隊 ブルーインパルス
  - 機種：三菱重工業 T-2
  - 死者：1名。周辺住民12名が負傷。
  - 状況：航空自衛隊浜松基地の航空祭で曲技飛行中のブルーインパルスが「下向き空中開花」を演技中、編隊長の指示が遅れたため4番機の機首上げが間に合わず基地近くの駐車場に墜落。
- 1982年12月15日
  - 所属：アメリカ空軍 第8戦術戦闘航空団 第35戦術戦闘飛行隊
  - 機種：ジェネラル・ダイナミクス F-16A
  - 死者：なし
  - 状況：黄海、韓国西海岸沖でのアメリカ海兵隊所属のF-4とのDACT(異機種間戦闘訓練)において、互いにマッハ1の速度で正面から交錯した際、F-4の右主翼がF-16の胴体部分に接触したことで、同機エンジンのギアボックスが損傷。F-16は回復できず乗員は緊急脱出した。[24]

### 1983年
- 1983年4月19日
  - 所属：航空自衛隊
  - 機種：川崎重工業 C-1×2
  - 死者：14名
  - 状況：飛行中のC-1輸送機2機が濃霧による視界不良のため、三重県鳥羽市沖の菅島に続けて墜落。
  - 詳細：「菅島事故」を参照。
- 1983年4月26日
  - 所属：海上自衛隊
  - 機種：新明和工業 PS-1
  - 死者：11名
  - 状況：岩国基地所属の対潜哨戒機が訓練飛行中、左旋回飛行したところ失速して岩国基地内に墜落。
- 1983年5月1日
  - 所属：イスラエル航空宇宙軍第106飛行隊、第116飛行隊
  - 機種：マクドネル・ダグラス F-15D、ダグラス・エアクラフト A-4N
  - 死者：なし
  - 状況：イスラエル南部、ネゲヴ砂漠上空で異種航空機戦闘訓練（英語版）を行っていたイスラエル空軍第106飛行隊所属のF-15Dと第116飛行隊所属のA-4Nが空中衝突し、A-4Nは墜落（パイロットは脱出）、F-15Dは右主翼が失われた状態で約15km離れたラモン空軍基地に帰投した。
  - 詳細： 「ネゲヴ空中衝突事故 (1983年)」を参照。
- 1983年10月20日
  - 所属：航空自衛隊
  - 機種：三菱重工業 F-15DJ
  - 死者：2名
  - 状況：四国沖で洋上低空飛行中、接水。

### 1984年
- 1984年2月27日
  - 所属：海上自衛隊
  - 機種：新明和工業 PS-1
  - 死者：12名
  - 状況：岩国基地所属のPS-1対潜哨戒機が訓練飛行中、旋回飛行中に高度が下がりすぎて伊予灘に墜落。
- 1984年4月20日
  - 所属：ソビエト連邦海軍航空隊
  - 機種：ツポレフ Tu-142
  - 死者：9名
  - 状況：オホーツク海上を飛行中に墜落。

### 1985年
- 1985年2月14日
  - 所属：ソビエト連邦海軍航空隊
  - 機種：ツポレフ Tu-95RU
  - 死者：9名
  - 状況：南シナ海を飛行中に墜落。

### 1988年
- 1988年8月17日
  - 所属：パキスタン空軍
  - 機種：ロッキード C-130B
  - 死者：31名
  - 状況：離陸直後に墜落し、ムハンマド・ジア＝ウル＝ハク大統領やアメリカ大使ら全員が死亡した。
  - 詳細：「ムハンマド・ジア＝ウル＝ハクの死」を参照。

- 1988年8月28日
  - 所属：イタリア空軍 フレッチェ・トリコローリ
  - 機種：アエルマッキ MB-339
  - 死者：75名、345名負傷。
  - 状況：ドイツのラムシュタイン空軍基地で開催されていた航空ショーで曲技飛行隊の3機が空中衝突を起こし墜落。そのうち1機が観衆の中に墜落したため、地上の観客とパイロット合わせて75名の死者を出す大惨事になった。この惨事以降はドイツ国内のアメリカ空軍基地の航空ショーは開催されなくなった。
  - 詳細：「ラムシュタイン航空ショー墜落事故」を参照。

### 1989年
- 1989年4月21日
  - 所属：アメリカ空軍
  - 機種：ロッキード SR-71A
  - 死者：なし
  - 状況：沖縄県嘉手納基地を離陸後、エンジンが爆発して南シナ海に墜落。乗員2名は脱出して無事だった[13]。
- 1989年7月4日
  - 所属：ソ連空軍
  - 機種：ミグ MiG-23
  - 死者：1名
  - 状況：ポーランドの基地を離陸した戦闘機が東ドイツ（当時）上空でエンジントラブルを起こしたため、高度を維持できなくなりパイロットは危険を感じ射出座席で脱出した。ところが、戦闘機は無人のまま自動操縦で高度130m~150mで飛行したため、当時「鉄のカーテン」と呼ばれた東西ドイツ国境を侵犯した。同機に対してただちに在独米軍機がスクランブル発進したが、撃墜許可を得ていなかったため、そのまま西ドイツ（当時）領内を通過した。フランス領内に入った場合にはフランス空軍が撃墜する準備をしていたが、その前に燃料枯渇のためベルギー北西部のコルトリクに墜落。その際に農民1人が巻き込まれ死亡した。
  - 詳細：「1989年ベルギーMiG-23墜落事故」を参照。

## 1990年代

### 1990年
- 1990年2月17日
  - 所属：陸上自衛隊
  - 機種：三菱重工業 LR-1
  - 死者：4名
  - 詳細：宮古島へ急患輸送任務（災害派遣）で向かっていたLR-1が海上に墜落し、乗員3名と添乗医師1名が死亡した。

### 1991年
- 1991年2月6日
  - 所属：アメリカ空軍
  - 機種：ボーイング KC-135
  - 死者：0名
  - 詳細：1991年アメリカ空軍KC-135エンジン脱落事故
- 1991年3月12日
  - 所属：アメリカ海軍
  - 機種：ロッキード P-3
  - 死者：27名
  - 詳細：2機がサンディエゴ近郊を哨戒中に空中衝突した。
- 1991年7月1日
  - 所属：航空自衛隊
  - 機種：川崎重工業 T-4
  - 死者：2名
  - 詳細：三沢基地所属のT-4が、訓練前の天候偵察中に墜落。後日、機体をサルベージした事でピトー管の製作不良を発見。
- 1991年7月4日
  - 所属：航空自衛隊
  - 機種：三菱重工業 T-2
  - 死者：2名
  - 詳細：松島基地所属の戦技研究班ブルーインパルスが金華山沖でアクロ訓練中、2番機と4番機が墜落。海霧が低く広がっていたことから、海霧によって水平感覚が低下してしまう空間識失調が原因ではないかと考えられ、その後の事故対策として1番機に編隊長資格のある乗員を後席に同乗させるようになった。

### 1992年
- 1992年3月31日
  - 所属：海上自衛隊
  - 機種：ロッキード P-3C
  - 死者：なし
  - 状況：硫黄島航空基地で胴体着陸し炎上、搭乗員は全員無事だったが、機体は修理不能とされ廃棄された。対地接近警報装置をオフにしていた上に、降着装置を出し忘れるというヒューマンエラーが原因とされる。
- 1992年12月10日
  - 所属：エクアドル空軍
  - 機種：ノースアメリカン セイバーライナー
  - 死者：13名
  - 状況：首都キトにてビルに激突し住宅街へ墜落した。エクアドル陸軍司令官を含む10名の搭乗員全員と地上の3名が死亡した。

### 1993年
- 1993年2月8日
  - 所属：イラン空軍
  - 機種：スホーイ Su-24
  - 死者：2名（旅客機側は131名）
  - 状況：イランの首都テヘラン近郊の上空でイランエアツアーズのツポレフTu-154M旅客機と空中衝突した。
  - 詳細：「テヘラン空中衝突事故」を参照。
- 1993年4月
  - 所属：アメリカ空軍
  - 機種：ジェネラル・ダイナミクス F-16
  - 死者：不明
  - 状況：三沢基地所属の当該機が韓国のソウル南部にある烏山空軍基地の沖で空中支援訓練中に墜落。

### 1994年
- 1994年3月23日
  - 所属：アメリカ空軍
  - 機種：ジェネラル・ダイナミクス F-16D、ロッキード C-130E、ロッキードC-141B
  - 死者：24名（地上）
  - 状況：ノースカロライナ州のポープ空軍基地（英語版）で、フレームアウト訓練中だったF-16が滑走路23に最終進入していたC-130の右昇降舵を切断する形で空中衝突。F-16の乗員は緊急脱出を行い、C-130も点検後に着陸に成功したため両機の搭乗者は全員無事だったものの、墜落したF-16が横滑りする形で地上に駐機していたC-141および第82空挺師団の隊員の待機場所（通称・グリーンランプ）に突入。多数の死傷者を出した。この事故は第二次世界大戦以降、同師団が平時に被った人命損失として、現在でも最悪の数字を記録し続けている。
  - 詳細：「1994年ポープ基地多重衝突事故（英語版）」を参照。
- 1994年6月2日
  - 所属：イギリス空軍
  - 機種：ボーイング CH-47 (HC.2)
  - 死者：29名
  - 状況：濃霧の中を飛行中、キンタイア岬に墜落。
  - 詳細：「1994年イギリス空軍チヌーク墜落事故（英語版）」を参照。
- 1994年6月24日
  - 所属：アメリカ空軍
  - 機種：ボーイング B-52H
  - 死者：4名
  - 状況：ワシントン州のフェアチャイルド空軍基地（英語版）でデモ飛行中のB-52（シリアルナンバー：61-0026）が、突如失速し90度傾いた上で左翼から地上に激突し爆発炎上した。事故原因はB-52を操縦していた機長が急旋回の為に無茶な飛行を強いたためであった。この機長は以前から無茶な飛行をしていた要注意人物であったが空軍では技量を買っていたため一切不問にしてきたことが世論から非難された。また事故機に搭乗していた士官の1人が墜落前にパラシュートで脱出したが、彼も爆発に巻き込まれ殉職した。
  - 詳細： 「1994年のフェアチャイルド空軍基地でのB-52機の墜落事故」を参照。
  - 事故の瞬間の映像：undefined）
- 1994年10月19日
  - 所属：航空自衛隊
  - 機種：三菱重工業 MU-2S
  - 死者：4名
  - 状況：秋田分屯基地所属の救難隊機が遠州灘で整備試験飛行中に墜落した。
- 1994年12月2日
  - 所属：航空自衛隊
  - 機種：シコルスキー・エアクラフト UH-60J
  - 死者：4名
  - 北海道奥尻島に急患輸送任務で向かう途中の千歳救難隊機が山に墜落した。

### 1995年
- 1995年2月21日
  - 所属：海上自衛隊
  - 機種：新明和工業 US-1A
  - 死者：乗組員12人中11人が死亡
  - 状況：豊後水道上空を飛行中の9080号機が墜落。
- 1995年6月6日
  - 所属：海上自衛隊
  - 機種：シコルスキー・エアクラフト MH-53E
  - 死者：8名
  - 状況：相模湾で掃海訓練中の8626号機が着水、炎上、水没[25]。
- 1995年7月4日
  - 所属：海上自衛隊
  - 機種：三菱重工業・シコルスキー・エアクラフト SH-60J
  - 死者：1名
  - 状況：護衛艦しらゆき搭載機が、北海道襟裳岬北東4浬の海上でソナーケーブルが不時に巻き出し、接水横転し水没。
- 1995年9月22日
  - 所属：アメリカ空軍
  - 機種：ボーイング E-3B
  - 死者：24名
  - 状況：アラスカ州エルメンドルフ空軍基地を離陸中にエンジンへバードストライクを受け、基地の北東約3kmに墜落した[26][27]。
  - 詳細：「1995年アラスカE-3墜落事故（英語版）」を参照。
- 1995年11月22日
  - 所属：航空自衛隊
  - 機種：マクドネル・ダグラス F-15J
  - 死者：なし
  - 状況：航空自衛隊小松基地所属のF-15戦闘機が、訓練中にミサイルを誤射して僚機を撃墜、パイロットは脱出して無事であった。訓練中とはいえ、F-15が航空機によって撃墜された世界初の事例となった。
  - 詳細：「F-15僚機撃墜事故」を参照。

### 1996年
- 1996年4月3日
  - 所属：アメリカ空軍第86空輸航空団（英語版）第76空輸飛行隊（英語版）
  - 機種：ボーイング CT-43A
  - 死者：35人
  - 状況：悪天候の中、クロアチアのドゥブロヴニク空港（英語版）に着陸進入した際、同空港の北東2.6キロメートルの山中に墜落。ロン・ブラウン（英語版）商務長官ら貿易使節団が犠牲となった。
  - 詳細：「アメリカ空軍IFO-21便墜落事故」を参照。
- 1996年6月4日
  - 所属：アメリカ海軍
  - 機種：グラマン A-6
  - 死者：なし
  - 状況：環太平洋合同演習にて海上自衛隊の護衛艦ゆうぎりが20mm機関砲(CIWS)による射撃訓練を実施中、標的を曳航していたA-6を誤射し撃墜してしまった。パイロットは脱出して無事だった。

### 1997年
- 1997年2月9日
  - 所属：アメリカ海兵隊
  - 機種：マクドネル・ダグラス F/A-18D
  - 死者：なし（2名行方不明）
  - 状況：岩国基地所属の当該機が、韓国のソウル南部にある烏山空軍基地近くの沖で墜落した。
- 1997年8月21日
  - 所属：陸上自衛隊 第1ヘリコプター団 第2ヘリコプター隊
  - 機種：ヒューズ・ヘリコプターズ OH-6D
  - 死者：3名
  - 状況：演習場へ移動のため木更津飛行場から八戸飛行場へ向け飛行中、茨城県竜ヶ崎市長山の蛇沼付近で民間の軽飛行機と空中衝突し、OH-6に搭乗していた2名と軽飛行機の1名全員が死亡した[28]。

### 1998年
- 1998年2月3日
  - 所属：アメリカ海兵隊
  - 機種：グラマン EA-6B
  - 死者：地上の20人が死亡
  - 状況：イタリア国内で訓練飛行中のアメリカ海兵隊のEA-6Bが山岳地帯を超低空飛行をしていたところ、カバレーゼ近郊にあるスキー場のロープウェイのケーブルを切断。運行中のロープウェイのゴンドラ1台が100m下に落下し、乗っていた乗客20人全員が即死した。事故原因は地上150mの飛行禁止の軍規に違反して地上80m上空を飛行していた海兵隊機の過失であった。そのうえ乗員の撮影していた映像を上官が破棄して証拠隠滅を図っていたことも判明した。海兵隊はイタリア当局の身柄引き渡し請求を拒否し、自軍の軍法会議で処分し無罪とされた。
  - 詳細：「チェルミス・ロープウェイ切断事件」を参照。
- 1998年7月13日
  - 所属：ウクライナ国防省
  - 機種：S・V・イリユーシン記念航空複合体 Il-76
  - 死者：8名
  - 状況：アラブ首長国連邦のラアス・アル＝ハイマ国際空港を離陸直後、ペルシャ湾に墜落し、機体が炎上した[29]。
- 1998年7月21日
  - 所属：海上自衛隊教育航空集団第211教育航空隊
  - 機種：ヒューズ・川崎重工業 OH-6D
  - 死者：なし
  - 状況：鹿屋航空基地で高度約2mでのホバータキシー訓練中に横転し、乗員2名のうち1名が軽傷を負った[30]。
- 1998年8月20日
  - 所属：アメリカ海兵隊
  - 機種：マクドネル・ダグラス F/A-18
  - 死者：1名
  - 状況：オーストラリアのティンダル空軍基地（英語版）の南約110kmにある射爆場で訓練中に墜落し、乗員1名が死亡した[31]。
- 1998年8月25日
  - 所属：航空自衛隊第3航空団第3飛行隊
  - 機種：三菱重工業 F-1
  - 死者：2名
  - 状況：岩手県沖を3機編隊で夜間低空飛行訓練中、久慈市沖約60kmの海上に2機が墜落した[32]。僚機は三沢基地に帰還後「火の玉が見えた」と報告した。
- 1998年9月4日
  - 所属：アメリカ空軍
  - 機種：シコルスキー・エアクラフト HH-60G
  - 死者：12名
  - 状況：ネバダ州で夜間訓練飛行中、2機のHH-60Gが空中衝突し、ラスベガスの北西約70kmの山腹に墜落した。空中衝突した双方の乗員計12名が死亡した[31]。
- 1998年10月9日
  - 所属：航空自衛隊第3航空団第8飛行隊
  - 機種：三菱重工業 F-4EJ改
  - 死者：2名
  - 状況：航空総隊総合演習訓練後、千歳基地から三沢基地へ帰投中、三沢市北東沖約75kmの太平洋上に墜落。乗員2名が殉職した[33][34]。

### 1999年
- 1999年1月27日
  - 所属：ドイツ空軍第38戦闘爆撃航空団
  - 機種：パナヴィア・エアクラフト（英語版） トーネード IDS
  - 死者：なし（2名行方不明）
  - 状況：訓練飛行中にノルダーナイ島北方30キロの北海上空で空中衝突して墜落した。1機の乗員2名は救助されたが、もう1機の乗員が行方不明になった[35]。
- 1999年3月2日
  - 所属：ロシア軍
  - 機種：M・L・ミーリ記念モスクワ・ヘリコプター工場 Mi-8
  - 死者：18名
  - 状況：タジキスタンを飛行中に墜落。タジキスタン駐在のロシア国境軍参謀長を含む、乗員18名全員が死亡した[36]。
- 1999年3月3日
  - 所属：ロシア軍
  - 機種：M・L・ミーリ記念モスクワ・ヘリコプター工場 Mi-24
  - 死者：3名
  - 状況：ダゲスタン共和国で墜落し、乗員3名全員が死亡した[36]。
- 1999年3月7日
  - 所属：インド空軍
  - 機種：O・K・アントーノウ記念航空科学技術複合体 An-32
  - 死者：18名（地上の民間人3名）
  - 状況：インディラ・ガンディー国際空港に着陸しようとしたAn-32が、滑走路から約2キロ離れた住宅地区に墜落。乗員18名全員と墜落現場の建設中の貯水施設付近にいた住民3名が巻き添えで死亡した。事故当時、空港周辺は濃霧に覆われていた[37]。
- 1999年3月26日
  - 所属：アメリカ空軍第56戦闘航空団（英語版）
  - 機種：ジェネラル・ダイナミクス F-16C
  - 死者：なし
  - 状況：訓練飛行中に墜落。乗員は緊急脱出して無事だった[38]。
- 1999年3月28日
  - 所属：イスラエル空軍
  - 機種：ジェネラル・ダイナミクス F-16D
  - 死者：なし
  - 状況：訓練飛行中にエンジントラブルが発生し、アシュケロンの西35マイル地点に墜落した[36]。
- 1999年6月11日
  - 所属：イギリス空軍
  - 機種：ロッキード C-130
  - 死者：なし
  - 状況：アルバニア北部のクカス空港（英語版）への着陸に失敗し、爆発炎上。操縦士が重傷を負い、搭乗員は自力で脱出した[39]。
- 1999年6月12日
  - 所属：ロシア空軍
  - 機種：スホーイ Su-30MK
  - 死者：なし
  - 状況：パリ航空ショーでのデモフライト中に墜落。乗員は緊急脱出して無事だった[40]。
- 1999年6月15日
  - 所属：アメリカ海軍第154戦闘飛行隊（英語版）
  - 機種：グラマン F-14A
  - 死者：なし
  - 状況：ペルシャ湾で飛行訓練中にエンジントラブルで墜落。乗員2名は緊急脱出して救助された[41]。
- 1999年6月23日
  - 所属：インド空軍
  - 機種：ミコヤーン・グレーヴィチ設計局 MiG-21 bis
  - 死者：1名
  - 状況：ジャンムー・カシミール州に展開していた3機のうち1機が墜落し、乗員1名が死亡した[42]。
- 1999年6月30日
  - 所属：インド空軍
  - 機種：ヒンドスタン航空機 ジャギュア
  - 死者：なし
  - 状況：パンジャーブ州で墜落し、乗員は緊急脱出して無事だった[41]。
- 1999年7月30日
  - 所属：ドイツ空軍
  - 機種：パナヴィア・エアクラフト トーネード IDS
  - 死者：なし
  - 状況：ノルウェーのリュッゲ空軍基地からアンドーヤ空軍基地へ向けて訓練飛行中に墜落。乗員は緊急脱出して無事だった[43]。
- 1999年8月15日
  - 所属：航空自衛隊第5航空団第301飛行隊
  - 機種：三菱重工業 F-4EJ改
  - 死者：2名
  - 状況：新田原基地に所属するF-4EJ改が、東シナ海から日本領空へ接近する国籍不明機に対する対領空侵犯措置任務中に墜落し、パイロット2名が殉職した。
  - 詳細：「F-4EJ改福江島沖墜落事故」を参照。
- 1999年9月24日
  - 所属：ドイツ空軍
  - 機種：パナヴィア・エアクラフト トーネード IDS
  - 死者：なし
  - 状況：アメリカ合衆国ニューメキシコ州ホロマン空軍基地（英語版）に展開していたトーネードIDSのうち2機が、訓練飛行中に墜落し、両機の乗員は緊急脱出して無事だった[44]。
- 1999年10月12日
  - 所属：トルコ空軍
  - 機種：マクドネル・ダグラス F-4E
  - 死者：2名
  - 状況：アンカラ近郊のアクンジュ空軍基地（英語版）から3kmの地点に墜落、乗員2名が死亡した[45]。
- 1999年10月12日
  - 所属：フランス空軍
  - 機種：ダッソー ミラージュ2000C
  - 死者：なし
  - 状況：チェコのチャスラフ空軍基地への着陸に失敗して墜落。乗員は緊急脱出して無事だった[45]。
- 1999年10月14日
  - 所属：イギリス空軍
  - 機種：パナヴィア・エアクラフト トーネードGR.1
  - 死者：2名
  - 状況：マレー州ロジーマス空軍基地（英語版）を離陸後、イングランド北東部ニューカッスル近郊に墜落、乗員2名が死亡した[45]。
- 1999年10月15日
  - 所属：中華民国空軍第2戦術戦闘航空団
  - 機種：ダッソー ミラージュ2000-5Di
  - 死者：なし
  - 状況：新竹空軍基地（英語版）を離陸後、バードストライクによるエンジントラブルで海上に墜落した[45]。
- 1999年10月21日
  - 所属：コロンビア空軍第212戦闘飛行隊
  - 機種：ダッソー ミラージュ5
  - 死者：なし
  - 状況：訓練飛行中にマグダレナ渓谷で墜落。乗員は緊急脱出して無事だった[45]。
- 1999年10月28日
  - 所属：アメリカ海軍ブルーエンジェルス
  - 機種：マクドネル・ダグラス F/A-18B
  - 死者：2名
  - 状況：ジョージア州ムーディ空軍基地の北約2マイル地点で飛行展示課目の練習中に空中衝突し、乗員2名が死亡した[46]。
- 1999年11月22日
  - 所属：航空自衛隊
  - 機種：ロッキード T-33A
  - 死者：2名
  - 状況：入間基地に所属するT-33Aが事故に遭遇。機体が狭山市内の入間川河川敷に墜落する際、送電線を切断したために埼玉県南部及び東京都西部を中心とする約80万世帯が停電、並びに信号機及び鉄道が停止した。エンジントラブルを起こした機体の住宅地への墜落を避けるため、2名の乗員は脱出せず操縦を続行、民家に被害が及ばないことが確実になった段階で、射出座席を作動させたが間に合わず、乗員2名は殉職した。
  - 詳細：「T-33A入間川墜落事故」を参照。

## 2000年代

### 2000年
- 2000年3月19日
  - 所属：アメリカ空軍第78戦闘飛行隊（英語版）
  - 機種：ジェネラル・ダイナミクス F-16C
  - 死者：1名
  - 状況：テキサス州キングスビル海軍航空基地で開催された航空ショーでのデモフライト中に墜落し、乗員1名が死亡した[47]。
- 2000年3月22日
  - 所属：航空自衛隊第4航空団第21飛行隊
  - 機種：三菱重工業 T-2
  - 死者：1名
  - 状況：松島基地第4航空団所属のT-2が単独飛行訓練を終えて帰投中だったT-2が女川町の山岳地帯に墜落炎上。
  - 詳細：「T-2女川墜落事故」を参照。
- 2000年3月30日
  - 所属：スリランカ空軍
  - 機種：O・K・アントーノウ記念航空科学技術複合体 An-26
  - 死者：36名
  - 状況：パライからコロンボへ向かっていたAn-26がタワラで墜落。乗員、搭乗員36名が死亡した[48]。
- 2000年4月5日
  - 所属：ロシア空軍
  - 機種：ミコヤーン・グレーヴィチ設計局 MiG-31
  - 死者：1名
  - 状況：アルハンゲリスク州コトラス付近で墜落、乗員1名が死亡し、もう1名は救助された[48]。
- 2000年4月8日
  - 所属：アメリカ海兵隊
  - 機種：ベル・ヘリコプター・ボーイング・ヘリコプターズ MV-22
  - 死者：19名
  - 状況：アリゾナ州での夜間侵攻での兵員輸送を想定した作戦試験時に墜落事故を起こし、乗員4名と海兵隊員15名の計19名全員が死亡した[47]。
  - 詳細：「2000年マラナV-22墜落事故（英語版）」を参照。
- 2000年4月26日
  - 所属：インド空軍
  - 機種：ミコヤーン・グレーヴィチ設計局 MiG-23
  - 死者：1名
  - 状況：パンジャーブ州ナブハでMiG-23が墜落し、乗員1名が死亡した[49]。
- 2000年5月14日
  - 所属：ロシア軍
  - 機種：M・L・ミーリ記念モスクワ・ヘリコプター工場 Mi-8
  - 死者：なし
  - 状況：カバルダ・バルカル共和国ナリチクでエンジントラブルにより墜落。墜落の際に5階建てアパートに向けて空対地ミサイル2発を誤射した[49]。
- 2000年5月16日
  - 所属：ギリシャ空軍
  - 機種：LTV A-7H
  - 死者：1名
  - 状況：ソウダ空軍基地を離陸後に墜落、乗員1名が死亡した[49]。
- 2000年5月16日
  - 所属：インド空軍
  - 機種：ミコヤーン・グレーヴィチ設計局 MiG-23
  - 死者：なし
  - 状況：パンジャーブ州ハルワラ空軍基地（英語版）近くにMiG-23が墜落、乗員は緊急脱出して無事だった[49]。
- 2000年5月18日
  - 所属：ギリシャ空軍
  - 機種：マクドネル・ダグラス F-4E
  - 死者：2名（地上の民間人2名）
  - 状況：飛行中にアテネの北西140km付近で墜落。墜落した機体は民家の庭に突っ込み、乗員2名と地上にいた民間人2名が死亡した[49]。
- 2000年5月24日
  - 所属：トルコ空軍
  - 機種：ジェネラル・ダイナミクス F-16
  - 死者：なし
  - 状況：電気制御系統の故障で、エーゲ海近くに墜落した[49]。
- 2000年6月16日
  - 所属：アメリカ空軍
  - 機種：ジェネラル・ダイナミクス F-16
  - 死者：なし
  - 状況：アリゾナ州で飛行中に墜落、乗員は緊急脱出して無事だった[50]。
- 2000年6月18日
  - 所属：アメリカ海軍
  - 機種：グラマン F-14A
  - 死者：2名
  - 状況：ペンシルベニア州ウィローグローブ海軍統合予備役航空基地（英語版）で墜落し、乗員2名が死亡した[50]。
- 2000年6月21日
  - 所属：アメリカ空軍
  - 機種：ジェネラル・ダイナミクス F-16
  - 死者：なし
  - 状況：カナダでのメイプル・フラッグ演習中にコールドレイクの演習空域で墜落した[50]。
- 2000年6月28日
  - 所属：航空自衛隊第3輸送航空隊
  - 機種：川崎重工業 C-1
  - 死者：5名
  - 状況：隠岐近海で失速特性の飛行試験中に美保基地所属の輸送機が失速し墜落。
  - 詳細：「C-1隠岐諸島沖墜落事故」を参照。
- 2000年7月2日
  - 所属：フィリピン空軍
  - 機種：GAF N.22B
  - 死者：13名
  - 状況：パラワン州西部の海上に墜落し、乗員13名が死亡。犠牲者の中にはフィリピン軍西部方面コマンド（英語版）司令官が含まれていた[51]。
- 2000年7月4日
  - 所属：航空自衛隊第4航空団第11飛行隊（ブルーインパルス）
  - 機種：川崎重工業 T-4
  - 死者：3名
  - 状況：アクロ訓練からの帰投中に濃霧による視界不良の中、牡鹿町泊浜裏山に2機が衝突、パイロット3人が殉職した。女川原発に近く、飛行制限空域にかなり接近した可能性もあり、地元や反原発団体の非難を浴びた。
  - 詳細：「ブルーインパルス牡鹿半島墜落事故」を参照。
- 2000年7月10日
  - 所属：アリゾナ州陸軍（英語版）
  - 機種：マクドネル・ダグラス AH-64A
  - 死者：2名
  - 状況：夜間演習中に墜落し、乗員2名が死亡した[51]。
- 2000年7月11日
  - 所属：アメリカ海軍海軍テストパイロット学校
  - 機種：ノースロップ T-38A
  - 死者：2名
  - 状況：メリーランド州パタクセント・リバー海軍航空基地に着陸進入中に墜落し、乗員2名が死亡した[51]。
- 2000年7月13日
  - 所属：インド空軍
  - 機種：ミコヤーン・グレーヴィチ設計局 MiG-21bis
  - 死者：2名
  - 状況：西ベンガル州で飛行中に墜落し、乗員2名が死亡した[51]。
- 2000年7月18日
  - 所属：オマーン空軍第6飛行隊
  - 機種：BAEシステムズ ホークMk.203
  - 死者：1名
  - 状況：首都マスカットの東280kmで墜落し、乗員は死亡した[51]。
- 2000年8月3日
  - 所属：アメリカ空軍第48戦闘航空団（英語版）第493戦闘飛行隊（英語版）
  - 機種：マクドネル・ダグラス F-15C
  - 死者：なし
  - 状況：グリーンフラッグ演習中、ネバダ州ネリス空軍基地の東にある訓練空域で墜落。乗員は緊急脱出し、アメリカ陸軍のUH-60Lに救助された[51]。
- 2000年9月16日
  - 所属：スリランカ空軍
  - 機種：M・L・ミーリ記念モスクワ・ヘリコプター工場 Mi-17
  - 死者：10名
  - 状況：コロンボ北東約70kmで墜落し、選挙運動のため搭乗していた港湾相ら10名が死亡した[52]。
- 2000年10月27日
  - 所属：アメリカ海軍
  - 機種：マクドネル・ダグラス F/A-18
  - 死者：なし
  - 状況：ネバダ州モハーヴェ砂漠上空で訓練飛行中、2機のF/A-18が空中衝突し、1機は乗員の緊急脱出後に墜落、もう1機は翼に深刻なダメージを受けたもののファロン海軍航空基地まで帰投した[53]。
- 2000年11月13日
  - 所属：イエメン空軍（英語版）
  - 機種：M・L・ミーリ記念モスクワ・ヘリコプター工場 Mi-17
  - 死者：5名
  - 状況：特殊部隊隊員2名を乗せての通常訓練中に墜落し、搭乗していた5名全員が死亡した[53]。
- 2000年11月16日
  - 所属：アメリカ空軍
  - 機種：ジェネラル・ダイナミクス F-16C
  - 死者：なし（民間機側は2名）
  - 状況：フロリダ州サラソータ近郊で、F-16Cと民間の軽飛行機が空中衝突し、軽飛行機の乗員2名が死亡した。F-16の乗員は緊急脱出して無事だった[53]。
- 2000年12月5日
  - 所属：陸上自衛隊第13旅団第13飛行隊
  - 機種：ヒューズ・ヘリコプターズ OH-6D
  - 死者：なし
  - 状況：岡山県日本原駐屯地から広島県海田市駐屯地へ向けて飛行中、ピッチレバーの機能に異常をきたし広島県竹原市賀茂川中学校のグラウンドに不時着した[53]。
- 2000年12月11日
  - 所属：アメリカ海兵隊第204海兵中型ティルトローター訓練飛行隊
  - 機種：ベル・ヘリコプター・ボーイング・ヘリコプターズ MV-22
  - 死者：4名
  - 状況：夜間飛行訓練中、ノースカロライナ州ジャクソンビルから約16kmの森林地帯に墜落し、乗員4名全員が死亡した[53]。

### 2001年
- 2001年2月2日
  - 所属：ポーランド空軍第23試験飛行隊
  - 機種：PZL TS-11
  - 死者：2名
  - 状況：クヤヴィ＝ポモージェ県ブィドゴシュチュ空軍基地（ポーランド語版）へ着陸進入中に墜落、乗員2名が死亡した[54]。
- 2001年3月3日
  - 所属：ドイツ空軍
  - 機種：パナヴィア・エアクラフト トーネード IDS
  - 死者：2名
  - 状況：レッドフラッグ演習中にネバダ州ネバダ演習場内で墜落、乗員2名が死亡した[54]。
- 2001年3月26日
  - 所属：アメリカ空軍第493戦闘飛行隊（英語版）
  - 機種：マクドネル・ダグラス F-15C×2機
  - 死者：1名
  - 状況：スコットランド北部のハイランド地方で低空飛行訓練中に墜落した[54]。
- 2001年4月1日
  - 所属：中国人民解放軍空軍、アメリカ海軍
  - 機種：瀋陽航空機工業 J-8II、ロッキード EP-3E
  - 死者：1名行方不明（死亡確定）。
  - 状況：南シナ海上空の公海上で中華人民共和国国内の無線通信傍受の偵察活動をしていたアメリカ海軍所属の電子偵察機 EP-3E と中国人民解放軍海軍航空隊所属の J-8II 戦闘機が空中衝突、戦闘機が墜落しパイロットが行方不明になった。もう一方のアメリカ海軍機は海南島に不時着陸したが、米中間の国際問題に発展した。
  - 詳細：「海南島事件」を参照。
- 2001年4月3日
  - 所属：ナイジェリア空軍（英語版）
  - 機種：M・L・ミーリ記念モスクワ・ヘリコプター工場 Mi-35
  - 死者：なし
  - 状況：デルタ州ワリ近郊のオスビ飛行場（英語版）で離陸直後に墜落し、乗員3名が重傷を負った[55]。
- 2001年4月9日
  - 所属：イギリス空軍
  - 機種：ウエストランド・エアクラフト ピューマ HC Mk.1
  - 死者：2名
  - 状況：KFORで展開中、コソボ・メトヒヤ自治州とマケドニア共和国の国境近くの山岳地帯に墜落。乗員2名が死亡し、5名が負傷した[54]。
- 2001年4月12日
  - 所属：イタリア空軍第132飛行隊
  - 機種：AMXインターナショナル（英語版） AMX
  - 死者：1名
  - 状況：エミリア＝ロマーニャ州リミニの東25kmのアドリア海に墜落、乗員1名は脱出して救助されたが、病院へ搬送前に死亡した[55]。
- 2001年7月4日
  - 所属：インド空軍
  - 機種：ミコヤーン・グレーヴィチ設計局 MiG-29
  - 死者：1名
  - 状況：パンジャーブ州でMiG-29が墜落し、乗員1名が死亡した[56]。
- 2001年7月5日
  - 所属：インド空軍
  - 機種：ミコヤーン・グレーヴィチ設計局 MiG-23UB
  - 死者：なし
  - 状況：ラージャスターン州のタール砂漠にMiG-23UBが墜落。乗員2名は脱出して無事だった[56]。
- 2001年7月10日
  - 所属：イラン空軍
  - 機種：ダッソー ミラージュF1BQ
  - 死者：なし
  - 状況：ホラーサーン州（現ラザヴィー・ホラーサーン州）マシュハド近郊にミラージュF1BQが墜落。乗員2名は緊急脱出したが、ケガを負った[56]。
- 2001年7月13日
  - 所属：ルーマニア空軍
  - 機種：IAR（英語版）・IAI MiG-21 ランサー
  - 死者：不明
  - 状況：バカウ県でMiG-21 ランサー初号機が墜落した[56]。
- 2001年7月14日
  - 所属：サウジアラビア空軍
  - 機種：パナヴィア・エアクラフト トーネード IDS
  - 死者：2名
  - 状況：訓練飛行中に技術上の失敗で墜落、乗員2名が死亡した[56]。
- 2001年7月14日
  - 所属：ロシア非常事態省
  - 機種：S・V・イリユーシン記念航空複合体 Il-76
  - 死者：10名
  - 状況：クラスノヤルスク地方のノリリスクへ建設資材を空輸するためにチカロフスキー飛行場（英語版）を離陸後、飛行場近くの森に墜落。乗員10名全員が死亡した[56]。
- 2001年7月17日
  - 所属：ロシア海軍航空隊
  - 機種：スホーイ Su-33
  - 死者：1名
  - 状況：プスコフ州オストロフの海軍航空隊戦闘訓練センターでの海軍航空隊創設75周年記念航空ショー中、Su-33が着陸前に突然高度を下げて墜落、炎上した。事故機の乗員は病院に運ばれる途中で死亡した[56]。
- 2001年7月17日
  - 所属：アメリカ空軍第416試験飛行隊（英語版）
  - 機種：ジェネラル・ダイナミクス F-16D
  - 死者：2名
  - 状況：空中発射式デコイの安全監視と空撮中、チャイナレイク海軍航空兵器ステーション（英語版）の東48kmに墜落、空軍パイロットと同乗していた航空写真家が死亡した[56]。
- 2001年7月18日
  - 所属：アメリカ空軍第31戦闘航空団（英語版）
  - 機種：ジェネラル・ダイナミクス F-16C
  - 死者：なし
  - 状況：ノーザン・ウォッチ作戦のため、トルコのインジルリク空軍基地を離陸後、バトマン県バトマン付近に墜落。乗員は緊急脱出後に救助された[56]。
- 2001年7月23日
  - 所属：アメリカ空軍
  - 機種：ジェネラル・ダイナミクス F-16C
  - 死者：なし
  - 状況：地上攻撃訓練中にアリゾナ州ルーク空軍基地（英語版）の南西97km地点に墜落、乗員は緊急脱出して無事だった[56]。
- 2001年7月25日
  - 所属：イギリス空軍第54飛行隊
  - 機種：SEPECAT ジャギュア
  - 死者：2名
  - 状況：アラスカ州でのコープサンダー演習中に墜落、乗員2名が死亡した[56]。
- 2001年8月7日
  - 所属：イタリア空軍第32航空団
  - 機種：AMXインターナショナル（英語版） AMX
  - 死者：1名
  - 状況：イタリア南部で訓練飛行中に墜落、乗員1名が死亡した[57]。
- 2001年8月24日
  - 所属：アメリカ空軍
  - 機種：ノースロップ T-38 2機
  - 死者：1名
  - 状況：テキサス州シェパード空軍基地（英語版）を離陸後、編隊飛行訓練中に空中衝突して墜落。1機の乗員2名は緊急脱出して無事だったが、もう1機の乗員1名が死亡した[57]。
- 2001年9月3日
  - 所属：アメリカ空軍第23航空団
  - 機種：フェアチャイルド A-10A
  - 死者：なし
  - 状況：飛行中にネバダ州メスキート付近に墜落。乗員は緊急脱出し、病院に収容された[57]。
- 2001年9月5日
  - 所属：アメリカ空軍
  - 機種：セスナ T-37
  - 死者：なし
  - 状況：単独訓練飛行中、ミシシッピ州モントピリア近くの森に墜落。乗員は緊急脱出して無事だった[57]。
- 2001年9月14日
  - 所属：海上自衛隊小月教育航空群第201教育航空隊
  - 機種：富士重工業 T-5
  - 死者：2名
  - 状況：計器飛行訓練中、関門橋の北約5キロの霊鷲山に墜落。乗員2名が死亡し、1名が重傷を負った[58]。
- 2001年11月8日
  - 所属：フィンランド空軍第21戦闘飛行隊（英語版）
  - 機種：マクドネル・ダグラス F/A-18C
  - 死者：なし
  - 状況：2対2での夜間空戦訓練中、2機が高度9,500mで空中衝突した。1機は機体が損傷しながらもタンペレ＝ピルッカラ空軍基地に着陸したが、もう1機は機体の損傷が大きく、乗員が緊急脱出して救助された[59]。
- 2001年12月13日
  - 所属：アメリカ空軍
  - 機種：ロックウェル・インターナショナル B-1B
  - 死者：なし
  - 状況：ディエゴガルシア島の北30マイルの地点に墜落し、乗員4名は緊急脱出して無事だった[60]。

### 2002年
- 2002年1月9日
  - 所属：アメリカ海兵隊
  - 機種：ロッキード KC-130R
  - 死者：7名
  - 状況：シンド州ジャコババード飛行場を離陸し、数地点を経由後、パキスタン南西部の山岳地帯に墜落。乗員全員が死亡した[60]。
- 2002年1月19日
  - 所属：アメリカ海兵隊第361重ヘリコプター飛行隊（英語版）
  - 機種：シコルスキー・エアクラフト CH-53E
  - 死者：2名
  - 状況：不朽の自由作戦での従事中にアフガニスタンのパルヴァーン州バグラーム南方60kmの地点に墜落。乗員2名が死亡し、5名が負傷した[61]。
- 2002年1月28日
  - 所属：アメリカ陸軍
  - 機種：ボーイング・ヘリコプターズ CH-47
  - 死者：なし
  - 状況：アフガニスタン北部の荒れ地に夜間着陸した際、機体の一部が窪みに嵌まり横転した。乗員24名のうち14名が負傷した[61]。
- 2002年3月7日
  - 所属：陸上自衛隊第8師団第8飛行隊
  - 機種：ヒューズ・ヘリコプターズ OH-6D
  - 死者：4名
  - 状況：大分県玖珠町の万年山付近で夜間訓練飛行中、2機のOH-6Dが空中衝突し、万年山山頂の東南東約2km付近に墜落した。双方の乗員計4名が死亡した[62]。
- 2002年5月8日
  - 所属：アメリカ海軍
  - 機種：ロックウェル・インターナショナル T-39
  - 死者：7名
  - 状況：フロリダ州ペンサコーラから離陸したVT-86所属の2機がガルフ・コーストの沖40マイルで空中衝突し墜落、搭乗していた7名全員が死亡[63]。
- 2002年6月27日
  - 所属：アメリカ空軍第81戦闘飛行隊
  - 機種：フェアチャイルド・リパブリック A-10A
  - 死者：1名
  - 状況：フランスのムルト＝エ＝モゼル県リュネヴィル南方の射爆場で訓練飛行中に墜落し、乗員1名が死亡した[64]。
- 2002年7月27日
  - 所属：ウクライナ空軍
  - 機種：スホーイ Su-27UB
  - 死者：地上に居た観客83人死亡、負傷者200人以上。
  - 状況：ウクライナのリヴィウ近郊で開催された航空ショーにおいて、デモ飛行を行っていたSu-27UBが急降下中に制御を失い、観客区域に墜落して爆発。操縦士二人は墜落直前に脱出して無事だったが地上の観客の多数が巻きこまれ、航空ショーにおける事故としては史上最悪の死傷者を出した。原因は操縦ミスと整備不良だった。また通常は事故を想定して観客席を飛行コースから離れたところに設けるが、それをしなかった運営者側の責任も問われた。操縦士には裁判で有罪判決が出ている。
  - 詳細：「リヴィウ航空ショー墜落事故」を参照。
- 2002年10月1日
  - 所属：インド海軍
  - 機種：イリユーシン Il-38
  - 死者：15名
  - 状況：ゴア州パナジ近郊の上空で、航空ショーに参加していた2機のIl-38が空中衝突し、1機が建設中の民家に墜落。双方の乗員計12名と地上の作業員3名が死亡、墜落現場近くにいた19名が負傷した[65]。
- 2002年11月21日
  - 所属：ユーロファイター
  - 機種：ユーロファイター タイフーン
  - 死者：なし
  - 状況：マドリード郊外ヘタフェにあるEADS CASA工場を離陸後、高度45,000ftをマッハ0.7で直線飛行中、両エンジンが停止してトレド付近で墜落した。乗員2名は緊急脱出して無事だった[66]。

### 2003年
- 2003年1月26日
  - 所属：アメリカ空軍第9偵察航空団（英語版）
  - 機種：ロッキード U-2S
  - 死者：なし
  - 状況：韓国京畿道華城市の山中にU-2Sが墜落。乗員は緊急脱出して無事だったが、墜落現場周辺にいた住民3人が機体の破片を受けて負傷した[67]。
- 2003年2月19日
  - 所属：アメリカ海軍
  - 機種：マクドネル・ダグラス F/A-18
  - 死者：なし
  - 状況：西太平洋上の空母カール・ヴィンソンから約70km離れた地点で飛行訓練中に墜落、乗員は緊急脱出して無事だった[68]。
- 2003年2月19日
  - 所属：イラン空軍
  - 機種：イリユーシン Il-76MD
  - 死者：302名
  - 状況：スィースターン・バルーチェスターン州ザーヘダーンからケルマーン州ケルマーンへ向けて飛行中、ケルマーンの山岳部に墜落。搭乗していた302名全員が死亡した。搭乗者は乗員18名を除く全員がイスラム革命防衛隊所属だった[69]。
  - 詳細：「2003年のイラン革命防衛隊Il-76MD墜落事故」を参照。
- 2003年2月20日
  - 所属：パキスタン空軍
  - 機種：フォッカー F27
  - 死者：17名
  - 状況：北西辺境州コハトのコハト空軍基地（英語版）近くの山中に墜落し、搭乗していた17名全員が死亡した。死亡者の中には空軍参謀長と2名の上級将校も含まれていた[69]。
- 2003年2月26日
  - 所属：コロンビア陸軍
  - 機種：シコルスキー・エアクラフト UH-60L
  - 死者：23名
  - 状況：セサール県の山岳地帯で極左ゲリラ掃討作戦中に墜落し、搭乗していた23名全員が死亡した[69]。
- 2003年5月21日
  - 所属：海上自衛隊第31航空群第91航空隊
  - 機種：ボンバルディア・リアジェット（ボンバルディア・エアロスペース傘下）U-36A
  - 死者：4名
  - 状況：岩国航空基地で連続離着陸訓練中、先行するUS-1Aの後方乱気流により操縦不能となり、墜落炎上した[70]。
- 2003年6月5日
  - 所属：アメリカ空軍第4戦闘航空団（英語版）
  - 機種：マクドネル・ダグラス F-15E
  - 状況：ノースカロライナ州ローリーの南東約35mi（約56km）の地点に墜落。乗員2名は緊急脱出して無事だった[71]。
- 2003年6月10日
  - 所属：アメリカ空軍第56戦闘航空団（英語版）第310戦闘飛行隊（英語版）
  - 機種：ジェネラル・ダイナミクス F-16C
  - 死者：なし
  - 状況：アリゾナ州バリー・M・ゴールドウォーター射爆場（英語版）で空対地攻撃訓練中に墜落。乗員は緊急脱出して無事だった[71]。
- 2003年6月13日
  - 所属：アメリカ空軍第56戦闘航空団（英語版）第61戦闘飛行隊（英語版）
  - 機種：ジェネラル・ダイナミクス F-16C
  - 死者：なし
  - 状況：アリゾナ州バリー・M・ゴールドウォーター射爆場（英語版）で空対地攻撃訓練中に墜落。乗員は緊急脱出して無事だった[71]。
- 2003年9月14日
  - 所属：アメリカ空軍サンダーバーズ
  - 機種：ジェネラル・ダイナミクス F-16C
  - 死者：なし
  - 状況：アイダホ州マウンテンホーム空軍基地（英語版）での航空ショー中に墜落。乗員は緊急脱出して無事だった[72]。

### 2004年
- 2004年5月15日
  - 所属：陸上自衛隊東北方面航空隊第2対戦車ヘリコプター隊
  - 機種：ヒューズ・ヘリコプターズ OH-6D
  - 死者：なし（2名軽傷）
  - 状況：飛行中にエンジントラブルが発生し、二戸市の草地に不時着。機体は不時着後に右に横転し、ローターや機体後部を破損、乗員3名のうち2名が打撲などの軽傷を負った[73]。
- 2004年6月18日
  - 所属：陸上自衛隊中部方面航空隊
  - 機種：ベル・エアクラフト・富士重工業 UH-1H
  - 死者：なし（4名軽傷）
  - 状況：訓練のため航空自衛隊美保基地から隠岐空港に向けて2機編隊で飛行中、西郷町（現隠岐の島町）の山林に1機が不時着した。機体は横転し、大破炎上。乗員4名は炎上直前に機外へ脱出したが、全員が軽傷を負った[74]。
- 2004年7月21日
  - 所属：陸上自衛隊東部方面航空隊第4対戦車ヘリコプター隊
  - 機種：ベル・エアクラフト・富士重工業 AH-1S
  - 死者：なし（1名軽傷）
  - 状況：山梨県北富士演習場で訓練中、演習場内の林に不時着した。機体は不時着後に左側へ90度横転し、垂直安定板及びローターブレードを損傷。乗員2名は無事だったが、うち1名が軽い打撲で病院に搬送された[75]。
- 2004年10月14日
  - 所属：ギリシャ空軍第111戦闘航空団第330戦闘迎撃飛行隊
  - 機種：ジェネラル・ダイナミクス F-16D
  - 死者：4名
  - 状況：訓練飛行中、森林地帯に墜落し、2機の乗員計4名が死亡した[76]。
- 2004年12月1日
  - 所属：アメリカ海軍ブルーエンジェルス
  - 機種：マクドネル・ダグラス F/A-18A
  - 死者：なし
  - 状況：メキシコ湾で訓練中に墜落。乗員は緊急脱出後、救難隊に救助された[77]。
- 2004年12月20日
  - 所属：アメリカ空軍第53航空団（英語版）第422試験評価飛行隊（英語版）
  - 機種：ロッキード・マーティン F/A-22
  - 死者：なし
  - 状況：試験飛行へ向かうため、ネバダ州ネリス空軍基地の滑走路を離陸途中に墜落、炎上した。F/A-22（現F-22A）としては、初の墜落事故[78]。
  - 原因：機体センサー部への電源供給休止によるフライト・コントロール・システムの機能不全。供給休止は1秒に満たない短時間だったが、これによりピッチ・ロール・ヨーの3軸がぎこちない加速となり、飛行不能に陥り墜落した[79]。

### 2005年
- 2005年1月29日
  - 所属：アメリカ海軍第5空母航空団第102戦闘攻撃飛行隊（英語版）
  - 機種：ボーイング F/A-18F
  - 死者：なし（6名重軽傷）
  - 状況：空母キティホークへ着艦した瞬間にアレスティング・ワイヤーが切れ、機体がオーバーランして海に転落した。乗員2名は緊急脱出して無事だったが、乗組員6名が重軽傷を負った[80]。
- 2005年4月14日
  - 所属：航空自衛隊航空救難団新潟救難隊
  - 機種：三菱重工業 MU-2S
  - 死者：4名
  - 状況：陸上捜索訓練のため新潟県新潟分屯基地を離陸後、東蒲原郡阿賀町の御神楽岳に墜落。機体は頂上から西北西1km付近の斜面で発見され、乗員4名全員の死亡が確認された[81]。
  - 原因：失速まで十分な速度の余裕がない状態でバンク角が過大になったことにより、失速に陥り墜落した[82]。
- 2005年9月6日
  - 所属：航空自衛隊第2航空団第203飛行隊
  - 機種：マクドネル・ダグラス・三菱重工業 F-15J
  - 死者：なし
  - 状況：北海道積丹半島沖の日本海上空訓練空域で対戦闘機訓練中、2機のF-15Jが空中接触。1機は右水平尾翼の一部と胴体下増槽前方を破損、もう1機はキャノピーと左垂直尾翼を破損した[83]。
  - 原因：訓練中に2番機の乗員が編隊飛行隊形保持に関する注意配分が不適切となり、1番機との間隔を誤認、その後の回避行動が不適切となったため空中接触に至った[84]。
- 2005年9月18日
  - 所属：陸上自衛隊西部方面航空隊第3対戦車ヘリコプター隊
  - 機種：ベル・エアクラフト・富士重工業 AH-1S
  - 死者：なし
  - 状況：相浦駐屯地創立50周年記念式典「西海ふれあいフェスタ2005」での模擬戦闘訓練展示中、低空で右旋回した際にローターブレードが地面に接触して墜落。乗員は無事で会場で見学していた観客にもケガはなかった[82]。
  - 原因：副操縦士が旋回時のバンク角を過大に設定し過ぎたため、旋回時における高度計や機外状況に対する注意分配不良が高度低下認知と高度保持の回復操作を遅らせたことが主因[84]。
- 2005年11月21日
  - 所属：陸上自衛隊航空学校
  - 機種：ヒューズ・ヘリコプターズ OH-6D
  - 死者：なし（2名軽傷）
  - 状況：教育訓練飛行中、水鳥の群れを避けるために高度を下げたところ、明野駐屯地の南西11kmにある三重県玉城町の池に誤って着水して水没した。乗員は自力で岸まで泳ぎ、軽傷で済んだ[85]。

### 2006年
- 2006年1月13日
  - 所属：アメリカ海軍
  - 機種：ロックウェル・インターナショナル T-39
  - 死者：4名
  - 状況：低空飛行訓練を実施していたT-39がジョージア州の森林地帯に墜落[86]。
- 2006年2月17日
  - 所属：アメリカ海兵隊
  - 機種：シコルスキー・エアクラフト CH-53E×2
  - 死者：10名
  - 状況：ジブチ沖のアデン湾内で訓練中の2機が墜落し、乗っていた海兵隊員および空軍兵士10人が死亡した[87]。
- 2006年4月3日
  - 所属：アメリカ空軍第436空輸航空団（英語版）第9空輸飛行隊（英語版）
  - 機種：ロッキード C-5B
  - 死者：なし
  - 状況：デラウェア州ドーバー空軍基地で着陸に失敗し、機体が全損。乗員17名は全員救出された[88]。
- 2006年5月5日
  - 所属：大韓民国空軍第8戦闘航空団ブラックイーグルス
  - 機種：セスナ A-37B
  - 死者：1名
  - 状況：京畿道水原空軍基地で開催された航空ショーでの展示飛行中、ナイフエッジの直後にすれ違った2機のうちの1機がバランスを失い、滑走路上に墜落。乗員は脱出に失敗し死亡した[89]。
- 2006年6月3日
  - 所属：人民解放軍空軍
  - 機種：西安飛機工業公司 KJ-200
  - 死者：40名
  - 状況：試験運用中だった試作2号機が安徽省で墜落、電子技術者35名を含む40名全員が死亡[90][91]。
- 2006年6月7日
  - 所属：大韓民国空軍第11戦闘航空団
  - 機種：ボーイング F-15K
  - 死者：2名
  - 状況：大邱広域市大邱空軍基地から離陸し、日本海上空で単独夜間飛行訓練中、慶尚北道浦項沖東35km地点に墜落。乗員2名は捜索により発見されたが、死亡が確認された[90]。
  - 原因：墜落した機体の回収調査などの結果、乗員のGによる意識障害（G-LOC）によると断定された[92]。
- 2006年9月2日
  - 所属：イギリス空軍
  - 機種：ホーカー・シドレー ニムロッド
  - 死者：14名
  - 状況：アフガニスタンで作戦飛行中、空中給油を受けた直後に火災が発生し墜落。
  - 詳細：「2006年イギリス空軍ニムロッド墜落事故（英語版）」を参照。
- 2006年10月26日
  - 所属：スウェーデン沿岸警備隊
  - 機種：CASA C-212
  - 死者：4名
  - 状況：哨戒任務中に片側の翼が機体から脱落しファルステルボ運河に墜落、4名の乗員全員が死亡[93][94]。
- 2006年11月6日
  - 所属：陸上自衛隊東部方面航空隊第4対戦車ヘリコプター隊
  - 機種：ベル・エアクラフト・富士重工業 AH-1S
  - 死者：なし（2名重傷）
  - 状況：千葉県鴨川市北側の山中において3機で対舟艇戦闘訓練中に1機が突然高度を下げ、ほぼ垂直に山林急斜面に墜落、横転した。乗員2名は救出されたが、1名は顔面骨折及び裂傷、腰椎骨折、もう1名も顔面骨折の重傷を負った[95]。
  - 原因：メインローターの回転数低下による墜落[96]。

### 2007年
- 2007年2月7日
  - 所属：インド空軍
  - 機種：HAL ドゥルーブ
  - 死者：1名（1名重傷）
  - 状況：カルナータカ州バンガロールのイェラハンカ空軍基地（英語版）で開催された「エアロインディア（英語版）2007」の中で、デモフライトのリハーサル中に墜落[97]。
- 2007年2月8日
  - 所属：インド空軍
  - 機種：HAL IJT
  - 死者：なし
  - 状況：カルナータカ州バンガロールのイェラハンカ空軍基地（英語版）で開催された「エアロインディア（英語版）2007」の中で、デモフライトのために離陸滑走中にタイヤがバーストし、滑走路脇の草地に突っ込んで擱座、中破した。乗員は自力で脱出し無事だった[97][98]。
- 2007年3月30日
  - 所属：陸上自衛隊第1混成団第101飛行隊
  - 機種：ボーイング・川崎重工業 CH-47JA
  - 死者：4名
  - 状況：救急患者搬送のため、沖縄県那覇駐屯地から鹿児島県徳之島へ向けて飛行中、夜間と濃霧による視界不良から同島北部の天城岳の頂上付近に墜落[99]。
- 2007年4月21日
  - 所属：アメリカ海軍ブルーエンジェルス
  - 機種：マクドネル・ダグラス F/A-18A
  - 死者：1名
  - 状況：サウスカロライナ州ビューフォート海兵隊航空基地で開催された航空ショーにおいて、展示飛行での6機によるデルタフォーメンション直後に、6番機が住宅地付近の雑木林に墜落[100]。
- 2007年5月24日
  - 所属：ペルー空軍
  - 機種：デ・ハビランド・カナダ DHC-6
  - 死者：12名
  - 状況：ペルー北東部のロレート県で、悪天候によりジャングルへ墜落。
- 2007年7月6日
  - 所属：航空自衛隊第3輸送航空隊第41教育飛行隊
  - 機種：レイセオン・エアクラフト・カンパニー T-400
  - 死者：なし
  - 状況：鳥取県美保基地の北東約110km付近の訓練空域で編隊飛行訓練中に1番機の右主翼と2番機の左主翼が空中接触した[101]。
  - 原因：編隊飛行訓練中に1番機の正操縦者が2番機の外側から内側に移動する段階で、2番機の位置を確認できない状態を作り出し、思い込みにより機動を継続した結果、空中接触した。また、1番機及び2番機の操縦者間並びに操縦室内の意思疎通が不十分で、各操縦者が思い込みにより適切な助言や編隊離脱等の回避操作を実施しなかったことも要因[102]。
- 2007年10月31日
  - 所属：航空自衛隊第4航空団第21飛行隊
  - 機種：三菱重工業 F-2B
  - 死者：なし（2名負傷）
  - 状況：愛知県名古屋飛行場において、三菱重工業名古屋航空宇宙システム製作所小牧南工場での定期修理（IRAN）作業後1回目の社内飛行で離陸直後、滑走路上に落下、滑走路を外れて芝地に擱座し炎上した[103]。
- 2007年11月2日
  - 所属：ミズーリ州兵航空隊第110戦闘飛行隊（英語版）
  - 機種：マクドネル・ダグラス F-15C
  - 死者：なし（1名負傷）
  - 状況：ミズーリ州中西部での訓練中、戦闘機動中に機体の縦通材が破断して空中分解し、操縦不能になって墜落。乗員は脱出の際に負傷[104]。
- 2007年11月8日
  - 所属：アメリカ陸軍
  - 機種：シコルスキー・エアクラフト UH-60
  - 死者：5名
  - 状況：イタリア北部ベネト州で、超低空飛行中だったUH-60の尾部ローターが地面に接触し、墜落炎上。

### 2008年
- 2008年1月7日
  - 所属：アメリカ海軍第5艦隊
  - 機種：マクドネル・ダグラス F/A-18×2
  - 死者：なし
  - 状況：ペルシャ湾で作戦展開中にF/A-18 2機が空中衝突し、墜落。乗員は脱出して無事。
- 2008年1月23日
  - 所属：ポーランド空軍
  - 機種：EADS CASA C-295M
  - 死者：20名
  - 状況：ポーランド北部のミロスワビッチの空港で、着陸態勢に入っていたC-295Mが滑走路手前で森林地帯に墜落した。
  - 詳細：「2008年ポーランド空軍C-295墜落事故（英語版）」を参照。
- 2008年2月12日
  - 所属：アメリカ海軍
  - 機種：グラマン EA-6B
  - 死者：なし
  - 状況：グアム島アンダーセン基地の洋上で訓練飛行中だったEA-6Bが墜落。乗員は脱出し、無事。
- 2008年2月12日
  - 所属：フランス空軍
  - 機種：ダッソー ミラージュ2000N
  - 死者：なし
  - 状況：ビスケー湾上空で、KC-135FRから空中給油を受けたミラージュ2000Nが、空中給油直後に機体の技術上のトラブルから墜落。乗員2人は脱出して無事。
- 2008年2月19日
  - 所属：アメリカ空軍第33戦闘飛行隊
  - 機種：マクドネル・ダグラス F-15C×2
  - 死者：1名
  - 状況：メキシコ湾上で演習中だったF-15C 2機が空中衝突し、乗員2人は脱出したが、うち1人は病院搬送後に死亡した。
- 2008年2月23日
  - 所属：アメリカ空軍第509爆撃飛行隊
  - 機種：ノースロップ・グラマン B-2A
  - 死者：なし
  - 状況：グアム島アンダーセン基地から離陸しようとしたB-2Aが、エアデータ・センサの整備不良が原因で離陸に失敗し墜落。乗員は脱出して無事。
  - 詳細：「2008年アンダーセン空軍基地B-2墜落事故」を参照。
- 2008年3月14日
  - 所属：アメリカ空軍
  - 機種：ジェネラル・ダイナミクス F-16
  - 死者：1名
  - 状況：アリゾナ州で訓練飛行中だったF-16が、フェニックスから北西約130kmの地点に墜落。
- 2008年3月20日
  - 所属：ロシア空軍
  - 機種：スホーイ Su-25K
  - 死者：1名
  - 状況：ロシア沿海地方のノボセルスコ射爆場で射撃訓練中のSu-25Kが、友軍機からの空対空ミサイルの誤射を受けて墜落。
- 2008年4月7日
  - 所属：韓国空軍
  - 機種：マクドネル・ダグラス RF-4C
  - 死者：なし
  - 状況：水原空軍基地から離陸したRF-4Cが、訓練飛行中に38度線近くの森林地帯に墜落。乗員は脱出して無事。
- 2008年4月8日
  - 所属：バングラデシュ空軍
  - 機種：瀋陽航空機工業 F-7
  - 死者：1名
  - 状況：クルミトラ空軍基地から離陸したF-7が、訓練飛行中にババリバラ付近で墜落。
- 2008年4月17日
  - 所属：ハンガリー空軍
  - 機種：ミコヤーン・グレーヴィチ設計局 MiG-29
  - 死者：なし
  - 状況：ハンガリー中部のケシュメート空軍基地へ着陸進入中だったMiG-29が、基地近くの高速道路に突っ込み、大破炎上。乗員は脱出して無事。
- 2008年4月20日
  - 所属：ヨルダン空軍
  - 機種：ジェネラル・ダイナミクス F-16
  - 死者：1名
  - 状況：訓練飛行中だったF-16が墜落。
- 2008年4月23日
  - 所属：アメリカ空軍
  - 機種：ノースロップ T-38C
  - 死者：2名
  - 状況：ミシシッピ州で訓練飛行中のT-38Cが、コロンバス空軍基地（英語版）から離陸直後に墜落。
- 2008年5月1日
  - 所属：アメリカ空軍
  - 機種：ノースロップ T-38C
  - 死者：2名
  - 状況：テキサス州シェパード空軍基地（英語版）へ着陸進入中だったT-38Cが墜落。
- 2008年7月7日
  - 所属：イラン空軍
  - 機種：ノースロップ F-5B
  - 死者：2名
  - 状況：イラン南西部のフーゼスターン州オミデ空軍基地へ着陸中のF-5Bが墜落。
- 2008年7月21日
  - 所属：アメリカ空軍第96遠征爆撃飛行隊
  - 機種：ボーイング B-52H
  - 死者：6名
  - 状況：グアム島のアンダーセン空軍基地を離陸したB-52Hが、グアム島北西50kmの地点に墜落[105]。
- 2008年7月29日
  - 所属：ロシア空軍
  - 機種：スホーイ Su-27UB
  - 死者：1名
  - 状況：ロシア極東・沿海州南部のヴォスオビシェンコ空軍基地から離陸したSu-27UBがウジュリースク付近で墜落。乗員2名のうち1名が脱出に失敗して死亡。
- 2008年7月30日
  - 所属：アメリカ空軍第65アグレッサー飛行隊
  - 機種：マクドネル・ダグラス F-15D
  - 死者：1名
  - 状況：アメリカのネバダ州で実施されたレッドフラッグ演習中にアグレッサー役を務めていたF-15Dが墜落。乗員は脱出したが、1名死亡、1名負傷。
- 2008年8月1日
  - 所属：エクアドル陸軍
  - 機種：シュド・アビアシオン SA342
  - 死者：5名
  - 状況：エクアドルの首都キトを離陸したSA342が、墜落。
- 2008年8月4日
  - 所属：コロンビア軍ヘリコプター飛行学校
  - 機種：ベル・エアクラフト ベル 206B
  - 死者：3名
  - 状況：コロンビアの首都ボゴタ南東40kmのトレメイダ空軍基地で訓練飛行中のベル 206Bが、着陸中に墜落。
- 2008年8月6日
  - 所属：タイ空軍
  - 機種：ベル・エアクラフト UH-1H
  - 死者：10名
  - 状況：タイの首都バンコクの南方約780kmのヤラー県ベトン基地付近で、着陸中に墜落。
- 2008年8月25日
  - 所属：フィリピン空軍
  - 機種：ロッキード C-130
  - 死者：9名
  - 状況：フィリピン南部ミンダナオ島のダバオを離陸後、墜落。
- 2008年9月4日
  - 所属：イギリス陸軍
  - 機種：アグスタウェストランド アパッチAH.1
  - 死者：なし
  - 状況：アフガニスタンのヘルマンド州にある前方作戦基地を離陸後に墜落。イギリス陸軍が運用するアパッチAH.1で初の事故喪失となった[106]。
- 2008年9月11日
  - 所属：航空自衛隊第8航空団第304飛行隊
  - 機種：マクドネル・ダグラス、F-15J
  - 死者：なし
  - 状況：訓練飛行中に電気系統の不具合により、操縦不能に陥り山口県の見島沖に墜落。乗員は脱出して無事[107]。
- 2008年9月18日
  - 所属：アメリカ陸軍
  - 機種：ボーイング CH-47
  - 死者：7名
  - 状況：クウェートを離陸した4機のCH-47のうち1機がイラク南部バスラ西郊で墜落。
- 2008年10月4日
  - 所属：アメリカ陸軍
  - 機種：シコルスキー UH-60×2
  - 死者：1名
  - 状況：夜間にイラクのバグダード基地へ着陸する際、2機のUH-60が衝突した。
- 2008年10月7日
  - 所属：中国人民解放軍海軍
  - 機種：殲撃7型
  - 死者：1名
  - 状況：訓練飛行中に2機の殲撃7型が空中衝突し、1機は基地に緊急着陸したが、もう1機が墜落した。
- 2008年10月20日
  - 所属：中華民国空軍第421訓練航空団
  - 機種：AIDC F-CK-1B
  - 死者：なし（行方不明者2名）
  - 状況：訓練飛行中に墜落。
- 2008年10月21日
  - 所属：中華民国海軍
  - 機種：不明（哨戒ヘリコプター）
  - 死者：1名
  - 状況：台湾東部花蓮沖で夜間訓練中に海上へ墜落。
- 2008年10月23日
  - 所属：イタリア空軍
  - 機種：シコルスキー HH-3F
  - 死者：8名
  - 状況：フランス軍との合同演習中にフランス東部ムーズ県で墜落。
- 2008年11月4日
  - 所属：韓国空軍原州第8飛行団
  - 機種：ノースロップ F-5E
  - 死者：なし
  - 状況：近接航空支援訓練を行っていたF-5E戦闘機2機が空中衝突し、1機は墜落したが、もう1機は原州基地に緊急着陸した。
- 2008年11月18日
  - 所属：ロシア軍
  - 機種：不明（無人偵察機）
  - 死者：2名死亡、8名負傷
  - 状況：グルジア・南オセチア自治州近くの村に墜落し爆発。付近にいた同国兵士らが爆発に巻きこまれる。
- 2008年12月8日
  - 所属：アメリカ海兵隊
  - 機種：マクドネル・ダグラス F/A-18D
  - 死者：4名
  - 状況：カリフォルニア州ミラマー海兵隊基地へ着陸進入中のF/A-18D戦闘攻撃機が、同基地から約3km離れたサンディエゴの住宅地に墜落。乗員は脱出して無事だったが、墜落によって地上の住宅2棟が倒壊し、住民4名が死亡した。
  - 詳細：「2008年サンディエゴF/A-18墜落事故（英語版）」を参照。

### 2009年
- 2009年1月8日
  - 所属：中国人民解放軍空軍
  - 機種：スホーイ Su-27
  - 死者：不明
  - 状況：重慶市近郊で訓練飛行中だったSu-27戦闘機が空中爆発し、山中に墜落した。乗員の生死は不明である。
- 2009年1月15日
  - 所属：ロシア内務省軍
  - 機種：イリューシン Il-76MD(RA-76825, RA-76827)
  - 死者：RA-76825の乗員6人中4人が死亡[108]。
  - 状況：ロシア連邦南部のダゲスタン共和国マハチカラにあるウイタシ空港で、1機のIl-76輸送機が着陸後にルートから外れ、タキシング中だった別のIl-76輸送機のコクピットに主翼が衝突した。
  - 詳細：「2009年ロシア内務省Il-76衝突事故」を参照。
- 2009年1月17日
  - 所属：フランス軍
  - 機種：アエロスパシアル AS532
  - 死者：7人
  - 状況：アフリカ中西部のガボン沖で、ガボン軍との合同演習に参加中だったAS532輸送ヘリコプターが夜間飛行中に墜落。機体は水深35mの地点に水没し、乗員2名の生存が確認されたが、搭乗していた兵士ら7人が死亡し、1人が行方不明となった。
- 2009年1月20日
  - 所属：スペイン空軍
  - 機種：ダッソー ミラージュF1/F1M
  - 死者：3人
  - 状況：アラゴン州で訓練飛行中だったミラージュF1戦闘機とミラージュF1M戦闘機の2機が地上に墜落し、乗員3人全員が死亡した。両機の墜落現場は約3km離れていたが、詳しい墜落原因は不明。
- 2009年3月17日
  - 所属：トルコ空軍
  - 機種：マクドネル・ダグラス F-4E
  - 死者：1人
  - 状況：トルコ中部のコンヤ県で訓練飛行中だったF-4Eが、制御不能になり墜落。乗員2名は緊急脱出したが、1人が死亡した。
- 2009年3月19日
  - 所属：エクアドル空軍
  - 機種：セスナ 150
  - 死者：7人
  - 状況：エクアドルの首都キトの市街地に訓練飛行中だったセスナ 150が墜落。乗員5人と地上にいた2人が死亡し、住宅数棟が炎上した。
- 2009年3月25日
  - 所属：アメリカ空軍
  - 機種：ロッキード・マーティン F-22A
  - 死者：1人
  - 状況：カリフォルニア州のエドワーズ空軍基地近郊で試験飛行中だったF-22Aが墜落。操縦していたロッキード・マーティン社のテストパイロットが死亡した[109]。
- 2009年3月31日
  - 所属：韓国空軍
  - 機種：ジェネラル・ダイナミクス F-16D
  - 死者：なし
  - 状況：韓国の首都ソウル南西の黄海で訓練飛行中だったF-16Dが墜落。乗員は緊急脱出して無事。
- 2009年4月6日
  - 所属：インドネシア空軍
  - 機種：フォッカー F27 フレンドシップ
  - 死者：24人
  - 状況：インドネシア西部のバンドンでF27が墜落し、空港の格納庫に激突した。乗員6名と特殊部隊訓練生17人および教官1人の計24人全員が死亡した。
- 2009年4月30日
  - 所属：インド空軍
  - 機種：ヒンドスタン航空機 Su-30MKI
  - 死者：1人
  - 状況：インド西部ラジャスタン州で訓練飛行中だったSu-30MKIが墜落し、乗員2名が緊急脱出。1人が着地の際に負傷して死亡。
- 2009年5月15日
  - 所属：インド空軍
  - 機種：ミグ MiG-27
  - 死者：なし
  - 状況：インド西部ラジャスタン州でMiG-27が離陸直後に墜落し、空軍基地近くの村の建設中だった住宅に衝突。住民7人が負傷した。
- 2009年5月19日
  - 所属：アメリカ海軍第6ヘリコプター対潜飛行隊
  - 機種：シコルスキー HH-60
  - 死者：3人
  - 状況：カリフォルニア州南部海域で、COMPTUEX演習に参加していたHH-60が墜落。乗員3人全員が死亡した。
- 2009年5月20日
  - 所属：インドネシア空軍
  - 機種：ロッキード L-100-30
  - 死者：98人死亡、19人負傷
  - 状況：インドネシアの首都ジャカルタを離陸したL-100-30が、ジャワ島西部マディウンの住宅地に墜落。住宅4軒を破壊し、水田で炎上した。乗員乗客112人と住宅地の住民のうち、98人が死亡し、19人が救出された。
  - 詳細：「2009年インドネシア空軍L-100墜落事故（英語版）」を参照。
- 2009年7月3日
  - 所属：パキスタン陸軍
  - 機種：M・L・ミーリ記念モスクワ・ヘリコプター工場 Mi-17
  - 死者：41名
  - 状況：パキスタン北西部の連邦直轄部族地域オーラクザイ管区（英語版）で墜落した。
  - 詳細：「パキスタン陸軍ヘリコプターMi-17墜落事件 (2009年)」を参照。
- 2009年7月19日
  - 所属：人民解放軍空軍
  - 機種：JH-7
  - 死者：2名
  - 状況：吉林省で行われていた、テロを想定した中露合同軍事演習「平和使命―2009」の最中に墜落[110]。
- 2009年8月16日
  - 所属：ロシア空軍
  - 機種：スホーイ Su-27
  - 死者：1名
  - 状況：モスクワ近郊で、航空ショー「MAKS」の事前リハーサルを行っていた戦闘機2機が空中で接触し墜落。搭乗していた3人のうち2人が脱出したものの、1人が死亡し1人が重傷を負った。また、1機が民家に墜落したため、地上にいた5人が負傷した[111]。
- 2009年8月21日
  - 所属：インド海軍
  - 機種：ホーカー・シドレー シーハリアーFRS.51
  - 死者：1名
  - 状況：アラビア海で通常訓練中に墜落、乗員1名が死亡した[112]。
- 2009年9月13日
  - 所属：イスラエル空軍
  - 機種：ロッキード・マーティン F-16
  - 死者：1名
  - 状況：イスラエル南部のヘブロン近郊で訓練飛行中のF-16が墜落。パイロットのアサフ・ラモーン大尉が死亡した。アサフ・ラモーン大尉はイスラエル人初の宇宙飛行士としてスペースシャトル・コロンビア号に搭乗し、同機の空中分解事故により事故死したイラン・ラモーンの長男であった。アサフ・ラモーン大尉は当時21歳で、この事故の3ヶ月前に優秀な成績でイスラエル空軍航空学校（英語版）を卒業したばかりであった[113]。
- 2009年9月24日
  - 所属：フランス海軍
  - 機種：ダッソー ラファールM
  - 死者：1名
  - 状況：地中海で試験飛行を行っていた原子力空母「シャルル・ド・ゴール」艦載機のラファールM戦闘機2機が、空母への帰投中に墜落。乗員1人が救助されたが、残る1人が死亡した。
- 2009年9月28日
  - 所属：海上自衛隊
  - 機種：日本航空機製造 YS-11
  - 死者：なし
  - 状況：航空集団直轄第61航空隊所属のYS-11M輸送機が、厚木航空基地を発って徳島航空基地―岩国航空基地と巡回、最後の立ち寄り地である小月航空基地に到着した際着陸に失敗。オーバーランして外周フェンスを破り、敷地外側の水田で止まる。乗員達は機体停止直後に全員脱出。
- 2009年10月7日
  - 所属：リビア空軍
  - 機種：ミグ MiG-23
  - 死者：1名
  - 状況：トリポリ近郊の空軍基地で行われた航空ショーでのデモフライトで、低空を背面飛行中に墜落。パイロットが脱出に失敗して死亡した。
- 2009年10月9日
  - 所属：ウルグアイ軍
  - 機種：EADS CASA C-212
  - 死者：11名
  - 状況：ハイチでの国際連合ハイチ安定化ミッションに参加していたウルグアイ軍のC-212輸送機がポルトープランス国際空港を離陸後、ドミニカ共和国との国境付近の山岳地帯に墜落。乗っていたウルグアイとヨルダン軍の隊員ら11人全員が死亡した。
- 2009年10月29日
  - 所属：アメリカ海兵隊とアメリカ沿岸警備隊
  - 機種：ベル・ヘリコプター AH-1W、ロッキード HC-130
  - 死者：11名
  - 状況：カリフォルニア州のサンクレメンテ島東方沖40km付近の上空で空中衝突。AH-1Wの乗員2名とHC-130の乗員9名全員が死亡した。
  - 詳細：「2009年カリフォルニア空中衝突事故（英語版）」を参照。
- 2009年11月6日
  - 所属：ロシア海軍太平洋艦隊第568独立ロケット搭載機航空連隊
  - 機種：ツポレフ Tu-142MZ
  - 死者：11名
  - 状況：訓練飛行中に間宮海峡付近で墜落。乗員11名全員が死亡した。
- 2009年11月23日
  - 所属：イタリア空軍第46航空旅団第2飛行隊
  - 機種：ロッキード C-130J
  - 死者：5名
  - 状況：トスカーナ州ピサ空軍基地でタッチアンドゴー訓練中、基地近くの鉄道線路付近に墜落。乗員5名全員が死亡した。
- 2009年12月4日
  - 所属：航空自衛隊第6航空団第306飛行隊
  - 機種：三菱重工業 F-15J
  - 死者：なし
  - 状況：訓練終了後、パイロットが脚を出し忘れたまま小松基地に着陸。胴体下部から出火したが間もなく鎮火した。パイロットは自力で脱出し、怪我は無かった。
- 2009年12月8日
  - 所属：海上自衛隊第22航空群第22航空隊
  - 機種：シコルスキー SH-60J
  - 死者：2人
  - 状況：夜間訓練飛行中、長崎県の西彼杵半島西方沖の海上に不時着、沈没。機長は救助されたが、副操縦士と航空士の2人が死亡した。

## 2010年代

### 2010年
- 2010年1月22日
  - 所属：ミャンマー空軍
  - 機種：瀋陽飛機工廠 成都飛機工廠 F-7
  - 死者：1名
  - 状況：ヤンゴン国際空港への着陸態勢中に墜落。パイロットが死亡した。
- 2010年1月28日
  - 所属：フィリピン空軍
  - 機種：GAF ノーマッドN18
  - 死者：9名
  - 状況：ミンダナオ島、コタバトの住宅地に墜落。搭乗していた空軍航空団司令官ら8名全員と地上の民間人1名が死亡した。
- 2010年2月3日
  - 所属：アメリカ陸軍
  - 機種：シコルスキー UH-60
  - 死者：3名
  - 状況：ドイツ西部マンハイムへ向けて飛行中、着陸予定地近くのヘッセン州の森林に墜落。
- 2010年3月2日
  - 所属：大韓民国空軍
  - 機種：ノースロップ F-5E、F-5F
  - 死者：3名
  - 状況：韓国北東部の江陵空軍基地を離陸して5分後にレーダーから消失。付近の山中で2機の残骸が発見された。
- 2010年3月3日
  - 所属：インド海軍
  - 機種：ヒンドゥスタン・エアロノーティクス・リミテッド HJT-36
  - 死者：2名（2名負傷）
  - 状況：インド南部ハイデラバードでの航空ショー中、4機でのアクロバット飛行中に墜落。パイロット2名が死亡し、地上にいた民間人2名が負傷した。
- 2010年3月31日
  - 所属：アメリカ海軍第125早期警戒飛行隊
  - 機種：ノースロップ・グラマン E-2C
  - 死者：なし（1名行方不明）
  - 状況：ペルシャ湾を飛行中、機械故障により墜落。乗員4名のうち3名が救助されたが、1名が行方不明となった。
- 2010年4月2日
  - 所属：ブラジル空軍
  - 機種：エンブラエル EMB-312
  - 死者：1名
  - 状況：ブラジル南部ラジェスでの航空ショーで曲芸飛行中、急降下して墜落。パイロットが脱出できず死亡。
- 2010年4月8日
  - 所属：アメリカ空軍
  - 機種：ベル ボーイング・バートル CV-22
  - 死者：4名（負傷者多数）
  - 状況：アフガニスタン南部ザブール州カラートの西方11kmの地点を夜間飛行中に墜落。
- 2010年5月29日
  - 所属：ロシア空軍
  - 機種：A・S・ヤコヴレフ記念試作設計局 Yak-130
  - 死者：なし
  - 状況：リペツク州リペツク空軍基地（英語版）を離陸後に墜落、乗員2名は緊急脱出して無事だった[114]。
- 2010年6月18日
  - 所属：韓国空軍
  - 機種：ノースロップ F-5F
  - 死者：2名
  - 状況：韓国東海岸沖で、訓練飛行から帰還中に海上へ墜落。
- 2010年7月5日
  - 所属：ルーマニア空軍
  - 機種：アントノフ An-2
  - 死者：12名（負傷2名）
  - 状況：コンスタンツァ南部で、空挺隊員の訓練中に墜落。
- 2010年7月21日
  - 大韓民国空軍
  - 機種：ボーイング F-15K
  - 死者：なし
  - 状況：後席に試乗した韓国空軍大学総長の誤操作により、タキシング中に非常射出を行ってしまった。これにより、機体修復に10億ウォンを要する損害を被ってしまった。
- 2010年7月23日
  - 所属：カナダ空軍
  - 機種：マクドネル・ダグラス CF-18
  - 死者：なし
  - 状況：アルバータ州レスブリッジ空港で航空ショーの練習飛行の最中、低空飛行時に機体が真っ逆さまになり墜落。パイロットは墜落直前に脱出して無事。
- 2010年7月28日
  - 所属：アメリカ空軍
  - 機種：ボーイング C-17
  - 死者：4名
  - 状況：航空ショーのための飛行訓練を行っていた。操縦士が急激な右旋回を行い、失速警報装置が作動したが旋回を続けたため、機体は回復不能な失速状態に陥り、飛行場から約2マイルの地点に墜落した。
  - 詳細：「2010年のアラスカでのC-17機の墜落事故」を参照。
- 2010年7月30日
  - 所属：ギリシャ陸軍
  - 機種：ボーイング AH-64A
  - 死者：2名
  - 状況：メガラのギリシャ軍基地にて訓練中に墜落し、パイロット2名が死亡[115]。
- 2010年8月17日
  - 所属：朝鮮人民軍（所属不明）
  - 機種：不明（ミグ21との報道有り）
  - 死者：1名
  - 状況：中国の遼寧省・撫順で墜落し、パイロットが死亡。「脱北目的」「操縦ミス」「燃料切れ」など様々が憶測が報道されたが、当局の指示もあって詳細は公表されていない。
- 2010年9月3日
  - 所属：陸上自衛隊中部方面隊中部方面ヘリコプター隊
  - 機種：ベル・ヘリコプター UH-1H
  - 死者：なし（重軽傷4名）
  - 状況：八尾駐屯地内で、中間点検整備後の試験飛行中に高度約10mでのホバリング中に墜落。機体は横転し、乗員4名が重軽傷を負った[116][117]。
- 2010年10月6日
  - 所属：ロシア軍
  - 機種：M・L・ミーリ記念モスクワ・ヘリコプター工場 Mi-8
  - 死者：28名
  - 状況：タジキスタンでの軍事作戦中に墜落。
- 2010年11月12日
  - 所属：韓国空軍
  - 機種：マクドネル・エアクラフト RF-4C
  - 死者：2名
  - 状況：京畿道の水原空軍基地を離陸後、低空訓練飛行中に全羅北道の任実郡の山中に墜落。
- 2010年11月16日
  - 所属：アメリカ空軍第3航空団（英語版）第525戦闘飛行隊（英語版）
  - 機種：ロッキード・マーティン F-22A
  - 死者：1名
  - 状況：2機編隊での訓練飛行から帰投中、1機がアンカレッジ北西約160kmの地点に墜落。機体の墜落現場から射出座席やサバイバルキットなどの破片が発見されたため、乗員は脱出できないまま死亡したことが判明した。

### 2011年
- 2011年2月14日
  - 所属：タイ王国空軍
  - 機種：ジェネラル・ダイナミクス F-16×2
  - 死去：なし
  - 状況：多国間共同訓練コブラ・ゴールド11参加中の2機が空中で接触し、共に墜落した。パイロット2名は緊急脱出に成功し無事だった。
- 2011年3月21日
  - 所属：アメリカ空軍
  - 機種：ボーイング F-15E
  - 死者：なし
  - 状況：リビア紛争におけるオデッセイの夜明け作戦に参加中のレイクンヒース空軍基地所属の機体が、急激な機動（高高度・低速度下での100°にわたる急旋回）を行った際に発生した燃料供給ソフトウェアの不具合から墜落した。
- 2011年7月5日
  - 所属：航空自衛隊第9航空団第204飛行隊
  - 機種：マクドネル・ダグラス・三菱重工業 F-15J
  - 死者：1名
  - 状況：東シナ海の訓練空域にて、ACM訓練の開始直後に操縦士が訓練中止を宣言、海上に墜落[118]。
- 2011年7月26日
  - 所属：モロッコ空軍
  - 機種：ロッキード C-130
  - 死者：80名
  - 状況：西サハラのダフラ空港（英語版）からゲルミンを経由し、ケニトラ空軍基地（英語版）まで飛行する計画であったが、ゲルミンから約10キロ先にある山に墜落した。
  - 詳細：「モロッコ空軍ロッキードC-130墜落事故」を参照。
- 2011年8月2日
  - 所属：インド空軍
  - 機種：ミグ MiG-21
  - 死者：1名
  - 状況：ラージャスターン州ナル＝ビーカーネール空軍基地（英語版）で墜落し、乗員1名が死亡した[119]。
- 2011年8月4日
  - 所属：インド空軍
  - 機種：SEPECAT（英語版）・ヒンドスタン航空機 ジャギュア
  - 死者：2名
  - 状況：ウッタル・プラデーシュ州ゴーラクプル空軍基地（英語版）付近で墜落し、乗員1名と地上の民間人1名が死亡した[119]。
- 2011年8月15日
  - 所属：アメリカ空軍、アメリカ陸軍
  - 機種：ロッキード C-130、AAIコーポレーション（英語版） RQ-7
  - 死者：なし
  - 状況：アフガニスタン上空で空中衝突し、C-130は軽微な損傷をして緊急着陸したが、RQ-7は墜落した[120]。
- 2011年8月20日
  - 所属：イギリス空軍レッドアローズ
  - 機種：BAe ホークT.1
  - 死者：1名
  - 状況：ドーセット州ボーンマス空港（英語版）エアフェスティバルでの展示飛行中に4番機が墜落し、乗員1名が死亡した[119]。

### 2012年
- 2012年2月3日
  - 所属：中華民国空軍
  - 機種：漢翔航空工業 AT-3
  - 死者：なし（2名負傷）
  - 状況：編隊飛行訓練のため高雄市内の基地を出発した2機が、屏東県枋寮付近の空域で空中衝突。うち1機が墜落しパイロット2名が負傷[121]。
- 2012年2月8日
  - 所属：海上自衛隊第21航空群第25航空隊
  - 機種：シコルスキー・エアクラフト・三菱重工業 SH-60J
  - 死者：なし（1名軽傷）
  - 状況：青森県大湊航空基地で降雪状態での低高度飛行訓練中、操縦士の空間識失調により横転した[122]。
- 2012年2月20日
  - 所属：アメリカ空軍
  - 機種：ピラタス U-28A（英語版）
  - 死者：4名
  - 状況：アフガニスタン支援のため飛行し、その帰還途中にソマリア国境に近いキャンプ・レモニエから約10キロ離れた場所で墜落[123]。
- 2012年3月15日
  - 所属：ノルウェー空軍第335飛行隊（ノルウェー語版）
  - 機種：ロッキード・マーティン C-130J
  - 死者：5名
  - 状況：NATO軍の「コールドレスポンス演習」に参加中、スウェーデンのノールボッテン県キルナ空港（英語版）へ着陸直前、山岳地帯に墜落して乗員5名が死亡した[124]。
  - 詳細：「2012年ノルウェー空軍C-130墜落事故（英語版）」を参照。
- 2012年3月21日
  - 所属：アメリカ空軍第51戦闘航空団（英語版）第36戦闘飛行隊（英語版）
  - 機種：ジェネラル・ダイナミクス F-16C
  - 死者：なし
  - 状況：全羅北道群山空軍基地に展開して訓練中、基地近くの水田に墜落した[125]。
- 2012年4月6日
  - 所属：アメリカ海軍第106戦闘攻撃飛行隊（英語版）
  - 機種：マクドネル・ダグラス F/A-18D
  - 死者：なし
  - 状況：バージニア州オシアナ海軍航空基地を離陸後、メカニカルトラブルでバージニアビーチの住宅地に墜落。住宅数軒が損壊して火災が発生した[125]。
  - 詳細：「2012年バージニアビーチF/A-18墜落事故（英語版）」を参照。
- 2012年4月11日
  - 所属：アメリカ海兵隊第261海兵中型ティルトローター飛行隊（英語版）
  - ベル・ヘリコプター・ボーイング・ヘリコプターズ MV-22
  - 死者：2名（重傷者2名）
  - 状況：モロッコ南西部のアガディールにあるモロッコ軍演習場での「アフリカのライオン演習」中、兵員降下後に墜落した[126]。
- 2012年4月15日
  - 所属：海上自衛隊第21航空群第25航空隊
  - 機種：シコルスキー・エアクラフト・三菱重工業 SH-60J
  - 死者：1名
  - 状況：青森県陸奥湾において練習艦隊見送りのための訓練展示中、護衛艦「まつゆき」の格納庫左側に接触し、着水、水没[127]。
- 2012年6月11日
  - 所属:アメリカ海軍
  - 機種:ノースロップ・グラマン RQ-4N BAMS
  - 死者:なし
  - 状況:メリーランド州パタクセント・リバー海軍航空基地で試験中、基地東方約22mi（約35km）の沼地に墜落し、機体は炎上した[128]。
- 2012年6月13日
  - 所属：アメリカ空軍第1特殊作戦航空団第8特殊作戦飛行隊（英語版）
  - 機種：ベル・ヘリコプター・ボーイング・ヘリコプターズ CV-22
  - 死者：なし（5名負傷）
  - 状況：フロリダ州エグリン射場で空対地射撃訓練実施のため、2機編隊飛行中に前方の機体のローター気流に巻き込まれ森林に墜落した[129]。
- 2012年7月1日
  - 所属:ノースカロライナ州兵航空隊（英語版）第145空輸航空団（英語版）第156空輸飛行隊（英語版）
  - 機種:ロッキード C-130H
  - 死者:4名（重傷者2名）
  - 状況:サウスダコタ州エッジモント（英語版）近郊の森林火災の消火活動中に墜落し、乗員4名が死亡、2名が重傷を負った[130]。
  - 原因:乗員の雷雨に関する状況判断ミスにより、マイクロバーストによって機体が地表に叩き付けられた[131]。
- 2012年7月22日
  - 所属:アメリカ空軍第35戦闘航空団第14戦闘飛行隊
  - 機種:ジェネラル・ダイナミクス F-16C
  - 死者:なし
  - 状況:三沢基地からアラスカ州アイルソン空軍基地へ向けて飛行中、根室市沖の北東約870kmの太平洋上に墜落。乗員は緊急脱出し、6時間後に付近を航行中の民間船に救助された[132]。
  - 原因:主燃料閉鎖バルブの閉鎖により、燃料が供給停止したことによるエンジンのフレームアウト[133]。
- 2012年11月15日
  - 所属：大韓民国空軍ブラックイーグルス
  - 機種：韓国航空宇宙産業 T-50B
  - 死者：1名
  - 状況：江原道原州空軍基地を離陸後、原州北東約9kmの山間部に墜落した[134]。
- 2012年11月15日
  - 所属：アメリカ空軍第325戦闘航空団（英語版）第43戦闘飛行隊（英語版）
  - 機種：ロッキード・マーティン F-22A
  - 死者：なし
  - 状況：フロリダ州ティンダル空軍基地（英語版）内のUAV用滑走路東側に墜落、炎上。乗員は緊急脱出して無事だった[135]。
- 2012年11月22日
  - 所属：チェコ空軍
  - 機種：アエロ・ヴォドホディ（英語版） L-159
  - 死者：1名
  - 状況：中央ボヘミアで実施していた訓練飛行中に墜落し、パイロット1人が死亡した[136]。
- 2012年12月5日
  - 所属：南アフリカ空軍
  - 機種：ダグラス・エアクラフト C-47TP
  - 死者：11名
  - 状況：乗員6名とネルソン・マンデラ元大統領の自宅で要人警護を担当するチーム5名を乗せプレトリアのウォータークルーフ空軍基地（英語版）を発ったがその後消息を絶ち、12月6日の朝にクワズール・ナタール州北西部に位置するレディスミス近郊のジャイアンツ・キャッスルで機体が発見され全員の死亡も確認された。悪天候が原因と考えられている。
  - 詳細：「2012年南アフリカ空軍C-47TP墜落事故」を参照。

### 2013年
- 2013年2月15日
  - 所属：アメリカ空軍
  - 機種：ベル・エアクラフト、AH-1
  - 死者：なし（1名軽傷）
  - 状況：韓国版トップ・ギアの撮影中、シボレー・コルベットZR-1とのドラッグレースの対決後、操縦ミスにより墜落。
- 2013年3月31日
  - 所属：中国人民解放軍空軍
  - 機種：スホーイ、Su-27UBK
  - 死者：2名
  - 状況：飛行訓練中に山東省栄成市の虎山鎮長会口大橋の東側から北に200m の砂浜に墜落。乗員2名が死亡[137]。
- 2013年4月16日
  - 所属：アメリカ海兵隊
  - 機種：シコルスキー・エアクラフト CH-53E
  - 死者：0名（21名負傷）
  - 状況：軍事境界線 (朝鮮半島)に近い大韓民国江原道鉄原郡の非武装地帯付近で、米韓合同軍事演習フォールイーグル（英語版）参加中の普天間飛行場所属機が着陸に失敗し炎上、乗員21人が負傷した[138]。
- 2013年8月28日
  - 所属：大韓民国空軍
  - 機種：韓国航空宇宙産業、T-50
  - 死者：2名
  - 状況：光州の空軍基地で離陸中に墜落[139]。

### 2014年
- 2014年1月7日
  - 所属:アメリカ空軍第48戦闘航空団（英語版）
  - 機種:シコルスキー・エアクラフト HH-60G
  - 死者:4名
  - 状況:イギリスのノーフォークの海岸付近で低空飛行訓練中に墜落し、乗員4名が死亡[140]。
- 2014年1月15日
  - 所属：アメリカ陸軍第160特殊作戦航空連隊
  - 機種：シコルスキー・エアクラフト MH-60S
  - 死者：1名
  - 状況：ジョージア州のハンター陸軍飛行場（英語版）で訓練中にハードランディングし、特殊部隊の兵士1人が死亡、2人が負傷した[141]。
- 2014年1月29日
  - 所属：航空自衛隊第4航空団第11飛行隊（ブルーインパルス）
  - 機種:川崎重工業 T-4
  - 死者:なし
  - 状況:松島基地南東45kmの太平洋上で編隊飛行訓練中、1番機と2番機が空中接触。1番機は機首部分の一部へこむ及びピトー管の一部欠損、2番機は左水平安定板を一部損傷し、松島基地に緊急着陸した[142]。
- 2014年3月1日
  - 所属:アメリカ海軍海軍攻撃・航空戦センター（英語版）
  - 機種:ボーイング F/A-18C
  - 死者:1名
  - 状況:ネバダ州ファロン海軍航空基地東方約70mi（約112km）の演習場に墜落し、乗員1名が死亡。なお、機体はアメリカ海兵隊から貸し出されているものだった[143]。
- 2014年3月28日
  - 所属:インド空軍第77飛行隊（英語版）
  - 機種:ロッキード・マーティン C-130J
  - 死者:5名
  - 状況:ニューデリー南方約300kmのマディヤ・プラデーシュ州グワーリヤル近郊で、低空での編隊飛行訓練中に墜落し、乗員5名が死亡[144]。
- 2014年4月25日
  - 所属:中華民国陸軍
  - 機種:ボーイング AH-64E
  - 死者:なし（重傷者2名）
  - 状況:桃園市付近を飛行中に墜落し、乗員2名が負傷。墜落した機体は民家を直撃した[145]。
- 2014年5月17日
  - 所属：ラオス空軍
  - 機種：アントノフ An-74
  - 死者：16名
  - 状況：ジャール平原における対王党派軍戦勝55周年式典に出席する政府や党の要人を輸送していたが、シエン・クワーン県で墜落。ドゥアンチャイ・ピチット副首相兼国防相など政府要人ら16名が死亡[146]。
- 2014年6月9日
  - 所属：スペイン空軍
  - 機種：ユーロファイター EF-2000
  - 死者：1名
  - 状況：セビリア近郊のモロン空軍基地に着陸しようとし滑走路の端に墜落した[147]。
- 2014年7月7日
  - 所属：ベトナム人民軍
  - 機種：MVZミーリ Mi-171
  - 死者：16名
  - 状況：首都ハノイでパラシュート降下訓練中に墜落。乗員21人のうち16人が死亡、5人が負傷[148]。
- 2014年7月14日
  - 所属：カンボジア空軍
  - 機種：哈爾浜飛機製造公司 Z-9
  - 死者：4名
  - 状況：訓練に参加中だったが、プノンペンから約10kmの郊外で突然爆発し、墜落した[149]。
- 2014年10月21日
  - 所属：インド空軍第30飛行隊（英語版）
  - 機種：スホーイ・ヒンドスタン航空機 Su-30MKI
  - 死者：なし
  - 状況：マハーラーシュトラ州ロッチゲアン空軍基地（英語版）へ着陸中、射出座席が突然作動して機体が地上に激突した[150]。
- 2014年11月15日
  - 所属：人民解放軍空軍
  - 機種：成都飛機工業公司 J-10
  - 死者：なし
  - 状況：離陸後まもなく四川省成都の郊外で建物に墜落。パイロットは脱出に成功したが、住民7人ほどが負傷した。
- 2014年12月4日
  - 所属：ロシア空軍
  - 機種：MiG MiG-29UBK
  - 死者：1名
  - 状況：モスクワ近郊で任務中に墜落し、パイロットが死亡した。
- 2014年12月24日
  - 所属：ヨルダン空軍
  - 機種：ジェネラル・ダイナミクス F-16A
  - 死者：なし
  - 状況：シリアのラッカ県ラッカ近郊でISIL攻撃作戦中に墜落。乗員1名は緊急脱出したが、ISIL戦闘員に拘束された[151]。

### 2015年
- 2015年1月25日
  - 所属：アメリカ海兵隊第3海兵航空団第169海兵軽攻撃ヘリコプター飛行隊（英語版）
  - 機種：ベル・ヘリコプター UH-1Y
  - 死者：2名
  - 状況：カリフォルニア州トウェンティナイン・パームス海兵航空地上戦センターで訓練中に墜落し、乗員2名が死亡した[152]。
- 2015年1月26日
  - 所属：ギリシャ空軍
  - 機種：ロッキード・マーティン F-16
  - 死者：10名
  - 状況：スペイン南東部にあるNATOのエリートパイロット訓練施設が入っている空軍基地で、ギリシャ空軍機が離陸に失敗して駐機場に墜落し、このF-16に乗っていたパイロット2名と地上にいたフランス軍の8名の計10名が死亡した。F-16は駐機場に墜落した際に別の5機に激突したという。5機の内訳はイタリア空軍のAMX攻撃機2機、フランス空軍のアルファジェット練習機2機とミラージュ2000戦闘機1機[153]。
  - 詳細：「2015年ロス・ジャノス空軍基地墜落事故（英語版）」を参照。
- 2015年2月12日
  - 所属：海上自衛隊第211教育航空隊
  - 機種：MDヘリコプターズ OH-6DA
  - 死者：3名
  - 状況：伊佐市付近を飛行中、当初、飛行を予定していた鹿児島県出水市の天候が悪いとしてルートを変更し、宮崎県のえびの市や小林市付近の上空を飛行し、鹿屋基地に戻る予定のところ、えびの市の山中に墜落[154]。
  - 詳細：「OH-6DAえびの墜落事故」を参照。
- 2015年2月17日
  - 所属：陸上自衛隊中部方面航空隊中部方面ヘリコプター隊
  - 機種：川崎重工業 OH-1
  - 死者：なし
  - 状況：離着陸訓練中に和歌山県白浜町才野沖約100メートルに不時着し、機体は水没した。乗員2名は脱出して無事だった。機体は同月21日に10メートルの海底から引き揚げられ、駐屯地に移送された[155]。
- 2015年4月6日
  - 所属：陸上自衛隊東北方面航空隊東北方面ヘリコプター隊
  - 機種：ヒューズ・ヘリコプターズ・川崎重工業 OH-6D
  - 死者：なし
  - 状況：仙台市宮城野区岡田の田んぼに不時着、2名の乗員にけがはなかった。テールローターが脱落、メインローターが折損した[156]。
- 2015年4月28日
  - 所属：海上自衛隊第31航空群第71航空隊
  - 機種：新明和工業 US-2
  - 死者：なし（軽傷者5名）
  - 状況：足摺岬北東約40kmの洋上で、離着水訓練の離水中、フロートを折損、エンジン1基が脱落した。搭乗員数は19名。乗員は救命ボートで脱出したところを近くを航行していたタンカーに救助された[157][158][159]。機体は水没を防ぐため台船とロープで結ばれていたが、その後ロープが外れてしまったため海底に水没した[160]。
- 2015年5月8日
  - 所属：パキスタン陸軍航空隊（英語版）
  - 機種：MVZミーリ Mi-17
  - 死者：7名
  - 状況：ギルギット・バルティスタンで、パキスタン外務省主催の視察ツアーのため各国駐在大使らを乗せ飛行中に墜落。駐パキスタンのフィリピンとノルウェー大使のほか7名が死亡し、オランダ、マレーシア、ポーランドの各大使など13名が負傷した[161][162]。
  - 詳細：「2015年パキスタン陸軍Mi-17墜落事故（英語版）」を参照。
- 2015年5月12日
  - 所属：アメリカ海兵隊
  - 機種：ベル・ヘリコプター UH-1Y
  - 死者：8名
  - 状況：ネパール地震の被災地に救援物資を輸送していたが墜落。乗っていた海兵隊員6名とネパール軍兵士2名が死亡した[163]。
- 2015年5月18日
  - 所属：アメリカ海兵隊
  - 機種：ベル・ヘリコプター・ボーイング・ヘリコプターズ MV-22
  - 死者：2名（重軽傷者20名）
  - 状況：ハワイ州オアフ島のベローズ空軍基地で訓練中に着陸に失敗し炎上、隊員1名が死亡した。事故機には22名が乗っており、残る21名も病院に搬送された[164]。その後病院に収容されたうちの1人も死亡した[165]。
- 2015年6月4日
  - 所属：ロシア空軍
  - 機種：MiG MiG-29
  - 死者：なし
  - 状況：ロシア南部で墜落し、乗員2名は脱出して無事だった[166]。
- 2015年6月4日
  - 所属：ロシア空軍
  - 機種：スホーイ Su-34
  - 死者：なし
  - 状況；ヴォロネジ州ヴォロネジ空軍基地（英語版）に着陸した際、ドラッグシュートのトラブルにより滑走路を逸脱して転覆した[166]。
- 2015年6月24日
  - 所属：イラク空軍
  - 機種：ロッキード・マーティン F-16
  - 死者：1名
  - 状況：アメリカ合衆国・アリゾナ州で、イラク空軍の練習生が操縦していたF-16戦闘機が空中給油中に墜落した。墜落でガスの供給管が破裂し、大規模な火災が起きた[167]。
- 2015年7月3日
  - 所属：ロシア空軍
  - 機種：MiG MiG-29
  - 死者：なし
  - 状況：ロストフ州ロストフ・ナ・ドヌ付近でエンジン火災が発生して墜落、乗員1名は緊急脱出した際に軽傷を負った[166]。
- 2015年7月4日
  - 所属：ロシア空軍
  - 機種：スホーイ Su-24
  - 死者：2名
  - 状況：ハバロフスク地方ハバロフスク近郊で離陸直後に機体が左に急横転して地上に激突し、乗員2名が死亡した[166]。
- 2015年7月7日
  - 所属：アメリカ空軍第55戦闘飛行隊（英語版）
  - 機種：ロッキード・マーティン F-16C、セスナ 150
  - 死者：2名
  - 状況：サウスカロライナ州チャールストン空軍基地（英語版）付近の上空で空中衝突し、両機とも墜落した。F-16C戦闘機の乗員は緊急脱出して無事だったが、民間のセスナ150の乗員2名が死亡した[168]。
  - 詳細：「2015年モンクスコーナー空中衝突事故（英語版）」を参照。
- 2015年7月27日
  - 所属：ラオス空軍
  - 機種：MVZミーリ Mi-17
  - 死者：23名
  - 状況：27日から行方不明になり、サイソムブーン県のプービア山の斜面に墜落しているのが29日に見つかった[169]。
- 2015年7月31日
  - 所属：コロンビア空軍
  - 機種：EADS CASA・IPTN CN-235
  - 死者：11名
  - 状況：プエルト・ザルガル空軍基地を離陸し、アルフォンソ・ロペス・プマレホ空港へ向かっていたが、ラス・パロマス付近で墜落。
- 2015年8月22日
  - 所属：民間所有
  - 機種：ホーカー・エアクラフト ハンター
  - 死者：7名
  - 状況：イギリス南部のショアハムで行われていた航空ショーにおいて、宙返り飛行の途中で近くの幹線道路に墜落し、道路上の車両を直撃した。7名が死亡したほか、15名が負傷。操縦士は重体となった[170]。
  - 詳細：「2015年ショアハム航空ショー墜落事故」を参照。
- 2015年9月2日
  - 所属：アメリカ海兵隊
  - 機種：シコルスキー・エアクラフト CH-53E
  - 死者：1名
  - 状況：ノースカロライナ州のキャンプ・ルジューン基地で、宙づり訓練を行っていた際、墜落し乗員の海兵隊員1名が死亡、11名が負傷した[171]。
- 2015年10月2日
  - 所属：アメリカ空軍第455遠征航空団（英語版）
  - 機種：ロッキード・マーティン C-130J
  - 死者：14名
  - 状況：アフガニスタン東部のジャララバード空港で離陸直後に墜落。乗員6名のほか、同乗の民間人5名、地上の3人も死亡した[172][173][174]。
  - 詳細：「2015年アメリカ空軍C-130墜落事故」を参照。
- 2015年12月20日
  - 所属：インドネシア空軍
  - 機種：韓国航空宇宙産業 T-50
  - 死者：2名
  - 状況：ジョグジャカルタ空軍飛行学校創立70周年を祝う航空ショーで、曲技飛行隊が運用するT-50が墜落した[175]。

### 2016年
- 2016年1月14日
  - 所属：アメリカ海兵隊第1海兵航空団
  - 機種：シコルスキー・エアクラフト CH-53E×2
  - 死者：12名
  - 状況：ハワイ州オアフ島沖で、それぞれ6人が乗り組んだ第1海兵航空団所属機2機が訓練中に衝突墜落し、12人全員が死亡した[176][177]。
  - 詳細：「2016年アメリカ海兵隊CH-53空中衝突事故（英語版）」を参照。
- 2016年1月21日
  - 所属：中華民国空軍
  - 機種：ジェネラル・ダイナミクス F-16A
  - 死者：1名
  - 状況：アリゾナ州ルーク空軍基地（英語版）に配備している機体が空対空戦闘訓練中に墜落した[178]。
- 2016年2月10日
  - 所属：インドネシア空軍
  - 機種：エンブラエル EMB-314
  - 死者：3名
  - 状況：試験飛行を行うために基地を離陸したが、離陸から間もなく東ジャワ州マランの住宅地の民家に墜落。パイロットと建物内にいた民間人2人の計3人が死亡した[179]。
- 2016年2月15日
  - 所属：大韓民国陸軍第13航空団第205航空大隊
  - 機種：ベル・エアクラフト UH-1H
  - 死者：3名
  - 状況：飛行点検のためホバリング中に突然急上昇し、近くの畑に墜落した[180]。
- 2016年3月20日
  - 所属：インドネシア国軍
  - 機種：ベル・ヘリコプター ベル 412
  - 死者：12名
  - 状況：乗客7人と乗員6人が乗っていたが、離陸から35分後に悪天候の中墜落した[181]。
- 2016年4月6日
  - 所属：航空自衛隊飛行点検隊
  - 機種：ブリティッシュ・エアロスペース U-125
  - 死者：6名
  - 状況：鹿屋航空基地で電波航法設備の点検に当たっていたが、基地北側の高隈山地付近で行方不明となった。御岳中腹に墜落した残骸が翌7日早朝に発見され、その後乗員6名全員の死亡が確認された[182]。
  - 詳細：「U-125御岳墜落事故」を参照。
- 2016年4月27日
  - 所属：人民解放軍海軍
  - 機種：瀋陽飛機工業集団 J-15
  - 死者：1名
  - 状況：陸上基地から空母遼寧への着艦訓練中、飛行操縦制御装置が故障し墜落した[183]。
- 2016年5月6日
  - 所属：アメリカ海兵隊第542海兵攻撃飛行隊（英語版）
  - 機種：マクドネル・ダグラス AV-8B
  - 死者：なし
  - 状況：ノースカロライナ州ウィルミントン国際空港（英語版）を離陸して飛行訓練中、沿岸から3.2kmの沖合に墜落した[184]。
- 2016年5月19日
  - 所属：アメリカ空軍
  - 機種：ボーイング B-52H
  - 死者：なし
  - 状況：グアムのアンダーセン空軍基地で離陸に失敗し、墜落炎上した[185]。
- 2016年6月2日
  - 所属：アメリカ空軍サンダーバーズ
  - 機種：ジェネラル・ダイナミクス F-16
  - 死者：なし
  - 状況：空軍士官学校卒業式の上空を飛行した直後に墜落した。パイロットは脱出し無事だった[186]。
- 2016年6月2日
  - 所属：アメリカ海軍ブルーエンジェルス
  - 機種：マクドネル・ダグラス F/A-18
  - 死者：1名
  - 状況：テネシー州のスマーナ空港で4、5日に開催予定の「グレート・テネシー・エアショー」で曲技飛行を披露するため、同空港に展開して飛行訓練を行っていたが墜落[186]。
- 2016年6月14日
  - 所属：ベトナム空軍
  - 機種：スホーイ Su-30MK2
  - 死者：1名
  - 状況：ゲアン省マット島から北東に13～14カイリの空域で訓練中に海上に墜落。操縦士2人の内1人は救助されたがもう1人はパラシュートに包まれた状態で遺体で発見された[187]。
- 2016年6月16日
  - 所属：ベトナム海上警察
  - 機種：CASA C-212
  - 死者：9名
  - 状況：14日に墜落したベトナム空軍のSu-30MK2の操縦士と機体の捜索中に墜落[188]。
- 2016年6月19日
  - 所属：大韓民国空軍
  - 機種：ノースロップ F-5
  - 死者：2名
  - 状況：訓練から戻る途中だったが江陵市沖で墜落し2人が死亡した[189]。
- 2016年6月27日
  - 所属：コロンビア軍
  - 機種：ミル Mi-17
  - 死者：11名
  - 状況：悪天候の中、左翼ゲリラ「民族解放軍」の制圧作戦を支援する任務に当たっていたが墜落[190]。
- 2016年6月30日
  - 所属：インドネシア空軍
  - 機種：ロッキード・マーティン C-130
  - 死者：143名
  - 状況：軍物資などを載せてメダン空軍基地を出発し、ナトゥナ諸島へ向かったが離陸2分後に墜落した。
- 2016年7月22日
  - 所属：インド空軍
  - 機種：KMZ An-32
  - 死者：29名
  - 状況：アンダマン・ニコバル諸島のポートブレアに向かう途中、行方不明になった[191]。
  - 詳細：「2016年インド空軍An-32行方不明事件（英語版）」を参照。
- 2016年8月14日
  - 所属：タイ王国陸軍
  - 機種：エアバス・ヘリコプターズ UH-72
  - 死者：5名
  - 状況：タイ北部メーホンソン県の洪水被災地へ救援物資を届けピッサヌローク県の陸軍基地に向け帰還途中だったが、山岳地帯を飛行中に消息を絶ち陸軍第4歩兵師団長ら5人が死亡した[192]。
- 2016年8月30日
  - 所属：スイス空軍
  - 機種：マクドネル・ダグラス F/A-18
  - 死者：1名
  - 状況：アルプス山脈上空を訓練飛行中に消息不明になり、その後アルプスの山中で破片が発見された[193][194]
- 2016年9月20日
  - 所属：アメリカ空軍第9偵察航空団（英語版）第1偵察飛行隊（英語版）
  - 機種：ロッキード TU-2S
  - 死者：1名
  - 状況：カリフォルニア州ビール空軍基地を訓練飛行のために離陸後、同州北部のサッター・ビューツ山脈付近に墜落し、操縦士1名が死亡、もう1名が負傷した[195]。
- 2016年9月27日
  - 所属：大韓民国海軍
  - 機種：アグスタウェストランド リンクス Mk.99
  - 死者：3名
  - 状況：米韓合同訓練中、イージス艦西厓柳成龍から発艦した8分後に突然救難信号を出して通信が途絶え、日本海に墜落した。調査の結果、品質保証書類が偽造されたボルトが納品されていたことが明らかになったが事故との関連は不明[196]。
- 2016年9月28日
  - 所属：人民解放軍空軍
  - 機種：成都飛機工業公司 J-10
  - 死者：なし
  - 状況：バードストライクによりエンジンが故障し、天津市の武清南湖公園の芝生に墜落した。パイロットはパラシュートで脱出に成功した[197]。
- 2016年11月12日
  - 所属：人民解放軍空軍八一飛行表演隊
  - 機種：成都飛機工業公司 J-10
  - 死者：1名
  - 状況：河北省唐山上空を飛行中にトラブルが発生し墜落。パイロットは緊急脱出そのものには成功したが、直後に僚機の補助翼に激突し死亡した[198]。
- 2016年11月14日
  - 所属：ロシア海軍
  - 機種：MiG MIG-29K
  - 死者：なし
  - 状況：空母アドミラル・クズネツォフへの着艦アプローチ中の機体が不具合を起こし墜落した[199]。
- 2016年11月24日
  - 所属：インドネシア国軍
  - 機種：ベル・ヘリコプター ベル 412
  - 死者：3名
  - 状況：マレーシア国境に近い遠隔地にある駐屯地への補給品の移送中に墜落した。5名が搭乗していたが、2名がそれぞれ別の場所で救助された[200][201]。
- 2016年12月18日
  - 所属：インドネシア空軍
  - 機種：ロッキード C-130H
  - 死者：13名
  - 状況：パプア州の山岳地帯に位置する町ワカナに食料品を輸送する途中だったがその山中で墜落し、搭乗者全員が死亡した[202]。
  - 詳細：「2016年インドネシア空軍C-130墜落事故（英語版）」を参照。
- 2016年12月25日
  - 所属：ロシア国防省
  - 機種：ツポレフ Tu-154
  - 死者：92名
  - 状況：ロシアのソチ国際空港を離陸しシリアのフメイミム空軍基地へ向かっている途中で黒海に墜落した[203]。
  - 詳細：「2016年ロシア国防省Tu-154墜落事故」を参照。

### 2017年
- 2017年1月14日
  - 所属：タイ王国空軍
  - 機種：SAAB JAS39C
  - 死者：1名
  - 状況：タイ南部スラートターニー県の空軍基地で、「子どもの日」の航空ショーに参加していたが滑走路に墜落した[204]。
- 2017年1月29日
  - 所属：アメリカ海兵隊
  - 機種：ベル・ヘリコプター・ボーイング・ヘリコプターズ MV-22
  - 死者：なし（負傷者3名）
  - 状況：イエメン中部バイダー県で武装勢力急襲作戦の支援中、ハードランディングして機体が損壊した。海兵隊の手によって事故機はその場で破壊された[205]。
- 2017年4月13日
  - 所属：レソト国防軍
  - 機種：ユーロコプター EC 135 T2+
  - 死者：4名
  - 状況：兵士3人と年金を届けに来ていた財務省の職員1人を乗せ飛行していたが、送電線に接触しタバ・プツォア山地（英語版）近くの山岳地帯に墜落した[206]。
  - 詳細：「2017年レソト国防軍ヘリコプター墜落事故」を参照。
- 2017年4月17日
  - 所属：アメリカ陸軍
  - 機種：シコルスキー・エアクラフト UH-60
  - 死者：1名
  - 状況：複数機による編隊飛行訓練中に突然、ワシントンDCの南東約100キロ地点のメリーランド州内のゴルフ場に墜落[207]。
- 2017年4月26日
  - 所属：ロシア航空宇宙軍
  - 機種：ミコヤーン・グレーヴィチ設計局 MiG-31
  - 死者：なし
  - 状況：シベリア連邦管区のテレムバ演習場で訓練飛行中、僚機の射線に誤って入ったMiG-31が、僚機の発射したR-33空対空ミサイルによって撃墜された[208]。
- 2017年4月28日
  - 所属：キューバ陸軍
  - 機種：アントノフ An-26
  - 死者：8名
  - 状況：キューバのバラコアの空港を離陸後、西部アルテミサ州の山間部に墜落した[209]。
  - 詳細：「2017年アエロガビオータAn-26墜落事故」を参照。
- 2017年5月15日
  - 所属：陸上自衛隊北部方面航空隊
  - 機種：ビーチクラフト LR-2
  - 死者：4名
  - 状況：急患輸送のため札幌市の丘珠空港を離陸したが飛行中に消息を絶った。翌日の16日には北斗市の山中で機体の残骸が発見され、さらに、乗組員とみられる4人が発見されたが、搬送先の病院で全員の死亡が確認された[210]。
- 2017年5月29日
  - 所属：ギリシャ空軍
  - 機種：ダッソー ミラージュ2000
  - 死者：なし
  - 状況：スポラテス上空を訓練飛行中に不具合が生じ墜落。パイロットは緊急脱出に成功し無事だった[211]。
- 2017年5月31日
  - 所属：トルコ軍
  - 機種：エアバス・ヘリコプターズ AS 532
  - 死者：13名
  - 状況：南東アナトリア地方シュルナク県の山岳地域で、離陸から3分後に高圧線に接触して墜落し、軍警察第23国境師団司令部司令官のアイドアン・アイドゥン少将を含む将兵13人が殉職した。アイドゥン少将の指揮のもと、現場ではテロ組織に大打撃を与える数多くの包括的なテロ掃討作戦が実行されていた[212]。
- 2017年6月7日
  - 所属：ミャンマー空軍
  - 機種：西安飛機工業公司 Y-8F-200
  - 死者：122名
  - 状況：乗客乗員122人を乗せ、ミャンマー南部のミェイクからヤンゴンに向かっていたが、アンダマン海沖で消息を突然絶ち[213]、翌日に機体の一部が海上にて発見された[214]。
  - 詳細：「ミャンマー空軍Y-8墜落事故」を参照。
- 2017年6月23日
  - 所属：アメリカ空軍サンダーバーズ
  - 機種：ジェネラル・ダイナミクス F-16D
  - 死者：なし
  - 状況：オハイオ州デイトン国際空港へ着陸した際、機体が草地に飛び出して横転した[215]。
- 2017年7月10日
  - 所属：アメリカ海兵隊第452海兵空中給油輸送飛行隊（英語版）
  - 機種：ロッキード・マーティン KC-130T
  - 死者：16名
  - 状況：ノースカロライナ州の海兵隊航空基地を離陸、その後ミシシッピ州上空で消息を絶ち、墜落した[216]。
  - 詳細：「2017年アメリカ海兵隊KC-130墜落事故」を参照。
- 2017年8月5日
  - 所属：アメリカ海兵隊第265海兵中型ティルトローター飛行隊
  - 機種：ベル・ヘリコプター・ボーイング・ヘリコプターズ MV-22B
  - 死者：3名
  - 状況：オーストラリアクイーンズランド州ロックハンプトン沖で米豪軍事演習「タリスマン・セーバー」に参加し、輸送揚陸艦グリーン・ベイに着陸する際、船尾に機体が接触し墜落[217]。乗員の26人のうち23人は救助されたが、残り3人が死亡した[218][219]。
- 2017年8月15日
  - 所属：アメリカ陸軍
  - 機種：シコルスキー・エアクラフト UH-60
  - 死者：なし（5名行方不明）
  - 状況：オアフ島西部のディリンガム飛行場とカエナ岬の間を2機で訓練飛行していたところ、1機が墜落し、乗員5名が行方不明になっている[220]。
- 2017年8月16日
  - 所属：ホンジュラス空軍
  - 機種：LETクノヴィツェ L-410
  - 死者：1名
  - 状況：コマヤグアの米軍パルメロラ基地の敷地内に墜落し、住宅に突っ込んだ。操縦士が死亡し、副操縦士も負傷[221]。
- 2017年8月17日
  - 所属：陸上自衛隊東部方面航空隊第4対戦車ヘリコプター隊
  - 機種：ベル・ヘリコプター・テキストロン・富士重工業 AH-1S
  - 死者：なし
  - 状況：東富士演習場で夜間射撃訓練中に落着し、機体が損傷した[222]。
- 2017年8月17日
  - 所属：海上自衛隊しらせ飛行科
  - 機種：アグスタウェストランド CH-101
  - 死者：なし（4名軽傷）
  - 状況：山口県岩国市の岩国航空基地で、訓練飛行中にバランスを崩し基地内で横転した。乗員8名の内4名が軽傷を負い、機体は回転翼などが大破した[223]。
- 2017年8月26日
  - 所属：海上自衛隊第21航空群第25航空隊
  - 機種：三菱重工業・シコルスキー・エアクラフト SH-60J
  - 死者：2名（1名行方不明）
  - 状況：護衛艦せとぎりに搭載され、甲板からの夜間発着艦訓練中に青森県竜飛崎沖西南西約90kmの日本海に不時着水し、その後フライトレコーダーや取り付けられていたレーダーの一部などが発見された。乗組員1人は海上で救助され、機体の引き揚げ時に2人の遺体が発見されたが、現在も1人が行方不明になっている[222][224][225]。
- 2017年9月12日
  - 所属：スイス空軍
  - 機種：ピラタス PC-7
  - 死者：1名
  - 状況：スイス北西部のパイエルヌ空軍基地を出発した後、ベルン州グリンデルヴァルトのシュレックホルン山の山頂付近に墜落[226]。
- 2017年9月24日
  - 所属：イタリア空軍
  - 機種：ユーロファイター タイフーン
  - 死者：1名
  - 状況：イタリアのテッラチーナで行われた航空ショーに参加中、観客の目の前でティレニア海に墜落した[227]。
- 2017年9月29日
  - 所属：アメリカ海兵隊
  - 機種：ベル・ヘリコプター・ボーイング・ヘリコプターズ MV-22B
  - 死者：なし（2名負傷）
  - 状況：シリアにてイスラム過激派組織「ISIL」掃討作戦の支援任務に就いていたが、シリア国内の米軍の軍事拠点にて墜落・炎上した[228][229]。
- 2017年10月1日
  - 所属：アメリカ海軍第1訓練航空団第7訓練飛行隊
  - 機種：マクドネル・ダグラス T-45C
  - 死者：2名
  - 状況：テネシー州ノックスビルからミシシッピ州メリディアン海軍航空基地へ飛行中、ノックスビルの南112kmのテリコ・プレインズ（英語版）付近で墜落した[230][231]。
- 2017年10月10日
  - 所属：ロシア航空宇宙軍
  - 機種：スホーイ Su-24
  - 死者：2名
  - 状況：シリアのフメイミム空軍基地で離陸滑走後、滑走路から外れて大破した[232]。
- 2017年10月12日
  - 所属：スペイン空軍
  - 機種：ユーロファイター タイフーン
  - 死者：1名
  - 状況：祝日に合わせた軍事ショーに参加した後、アルバセテの空軍基地に着陸しようとした際に墜落した[233]。
- 2017年10月14日
  - 所属：フランス軍チャーター
  - 機種：アントノフ An-26
  - 死者：4名
  - 状況：コートジボワールのアビジャンの海岸近くで、フランス軍がチャーターして10人が乗っていた機が暴風雨に見舞われた後に海に墜落し、4人が死亡、フランス陸軍兵士3人を含む6人が負傷した[234]。
  - 詳細：「2017年ヴァラン・インターナショナルAn-26墜落事故」を参照。
- 2017年10月17日
  - 所属：航空自衛隊 浜松救難隊
  - 機種：シコルスキー・エアクラフト UH-60J
  - 死者：3名（1名行方不明）
  - 状況：要救助者を捜す夜間捜索訓練のため海上を飛行していたが、浜松基地を離陸した約10分後にレーダーから消え、連絡が途絶えた。その後の捜索の結果、同基地から南約30キロ付近の沖合の海面で機体のドアや燃料タンク、タイヤなどが相次いで発見された[235]。
- 2017年10月17日
  - 所属：スペイン空軍
  - 機種：マクドネル・ダグラス F-18
  - 死者：1名
  - 状況：トレホン・デ・アルドス空軍基地を離陸した直後、基地に近い居住区に墜落した[236]。
- 2017年10月18日
  - 所属：航空自衛隊第7航空団
  - 機種：マクドネル・ダグラス F-4EJ改
  - 死者：なし
  - 状況：百里基地で、太平洋上での飛行訓練に向かうため滑走路に向かっていた際に主脚一本が損傷。その際にバランスを崩し機体が傾いたため翼にある燃料タンクが地面と接触して出火した。乗員は脱出し無事だった[237]。
- 2017年11月20日
  - 所属：アメリカ空軍
  - 機種：ノースロップ・グラマン T-38
  - 死者：1名
  - 状況：テキサス州南西部サンアントニオ近くの基地から離陸後、北西のメキシコ国境付近に墜落した[238]。
- 2017年12月16日
  - 所属：ホンジュラス空軍
  - 機種：ユーロコプター AS350 B3
  - 死者：6名
  - 状況：首都テグシガルパのトンコンティン国際空港から飛び立った後、悪天候のためイェルバブエナ山に墜落した。フアン・オルランド・エルナンデス大統領の姉のイルダ・エルナンデス（スペイン語版）前通信相やその警護担当者ら乗っていた6人全員が死亡した[239]。
- 2017年12月31日
  - 所属：ロシア軍
  - 機種：ミル設計局 Mi-24
  - 死者：2名
  - 状況：シリア中部ハマー県の空軍基地に向かう途中で墜落し、操縦士2人が死亡、機関士1人が負傷した。送電線に触れて墜落したとみられている[240]。

### 2018年
- 2018年1月16日
  - 所属：コロンビア陸軍
  - 機種：MVZミーリ Mi-17-1V
  - 死者：10名
  - 状況：北西部アンティオキア県セゴビア（英語版）付近にて墜落し、搭乗していた兵士8人と民間人2人の計10人が死亡した。事故当時はガソリン備蓄施設の調査任務に就いており、悪天候に見舞われていた[241]。
- 2018年1月20日
  - 所属：アメリカ陸軍
  - 機種：ボーイング AH-64D
  - 死者：2名
  - 状況：カリフォルニア州のフォート・アーウィン国立訓練センターで通常訓練中に墜落し、乗っていた操縦士ら2人が死亡した[242]。
- 2018年1月27日
  - 所属：オーストラリア空軍第6飛行隊（英語版）
  - 機種：ボーイング EA-18G
  - 死者：なし
  - 状況：ネバダ州でのレッドフラッグ18-1演習中、ネリス空軍基地から離陸のため滑走中に右エンジンから出火した[243]。
- 2018年1月29日
  - 所属：中国人民解放軍空軍
  - 機種：西安飛機工業公司 Y-8G
  - 死者：12名
  - 状況：訓練中にY-8G電子情報収集機が河南省で墜落した[244]。
- 2018年2月2日
  - 所属：フランス陸軍
  - 機種：アエロスパシアル SA341×2
  - 死者：5名
  - 状況：陸軍学校所属のSA341 2機が訓練中に空中衝突し、保養地のサントロペ付近に墜落した。1機の3人、別の1機の2人の5人全員が死亡した[245][246]。
- 2018年2月5日
  - 所属：陸上自衛隊西部方面航空隊第3対戦車ヘリコプター隊
  - 機種：ボーイング・富士重工業 AH-64D
  - 死者：2名
  - 状況：整備後の点検飛行中、佐賀県神埼市の住宅街に墜落した。事故機は機首から墜落し、乗員2名が死亡した[247][248][249][250]。
- 2018年2月6日
  - 所属：韓国空軍ブラックイーグルス
  - 機種：韓国航空宇宙産業 T-50B
  - 死者：なし
  - 状況：シンガポール・エアショーでの展示飛行のため離陸中の6番機が滑走路を逸脱して機体から出火。乗員は脱出したが軽傷を負った[251]。
- 2018年2月16日
  - 所属：メキシコ軍
  - 機種：シコルスキー・エアクラフト UH-60M
  - 死者：13名
  - 状況：南部で発生した強い地震の現地視察のためアルフォンソ・ナバレテ（英語版）内相とアレハンドロ・ムラト（英語版）オアハカ州知事を乗せていたUH-60が被害状況を視察した後に、広場に着陸しようとした際にコントロールを失い墜落し、3人の子供を含む地上にいた13人が死亡した。内相と知事は軽傷だった[252][253][254]。
- 2018年3月6日
  - 所属：ロシア空軍
  - 機種：アントノフ An-26
  - 死者：39名
  - 状況：シリア北西部のフメイミム空軍基地に着陸を試みた際に滑走路から500メートルの地点に墜落し、乗っていた軍関係者を含む39人全員が死亡した[255]。
  - 詳細：「2018年ロシア航空宇宙軍An-26墜落事故」を参照。
- 2018年3月14日
  - 所属：アメリカ海軍第8空母航空団（英語版）第213戦闘打撃飛行隊（英語版）
  - 機種：ボーイング F/A-18F
  - 死者：2名
  - 状況：第213戦闘打撃飛行隊所属のF/A-18Fが演習飛行中にキーウェスト海軍航空基地に接近した際に墜落した。操縦士2人は緊急脱出していたが、その後2人とも遺体が回収された[256]。
- 2018年3月15日
  - 所属：セネガル空軍
  - 機種：MVZミーリ Mi-17
  - 死者：6名
  - 状況：首都ダカールに向かう途中で墜落し、6人が死亡、14人が負傷した[257]。
- 2018年3月15日
  - 所属：アラスカ空軍州兵（英語版）第176航空団（英語版）第210救難飛行隊（英語版）
  - 機種：シコルスキー・エアクラフト HH-60G
  - 死者：7名
  - 状況：イラクからシリアへ向かう兵員輸送中だったHH-60Gがイラク西部アンバール県で墜落し、乗っていた兵士7人全員が死亡した[258][259]。
- 2018年3月20日
  - 所属：イギリス空軍レッドアローズ
  - 機種：BAEシステムズ ホークT.1A
  - 死者：1名
  - 状況：ウェールズ北西部アングルシー島にあるバレー空軍基地（英語版）で離陸後の上昇中に墜落し、操縦士は脱出に成功したものの技術要員1人が死亡した[260][261]。
- 2018年4月3日
  - 所属：アメリカ海兵隊第3海兵航空団第465海兵重ヘリコプター飛行隊（英語版）
  - 機種：シコルスキー・エアクラフト CH-53E
  - 死者：4名
  - 状況：カリフォルニア州南部のエル・セントロ海軍飛行場（英語版）近郊で飛行訓練中に墜落し、乗員4人が死亡した[262][263]。
- 2018年4月3日
  - 所属：アメリカ海兵隊第2海兵航空団第542海兵攻撃飛行隊（英語版）
  - 機種：マクドネル・ダグラス AV-8Bプラス
  - 死者：なし
  - 状況：ジブチ国際空港を離陸中に墜落した。操縦士は緊急脱出し無事だった[264]。
- 2018年4月3日
  - 所属：ミャンマー空軍
  - 機種：成都飛機工業公司 F-7M
  - 死者：1人名
  - 状況：ミャンマー中部バゴー地方域で墜落、乗員は緊急脱出したが搬送先の病院で死亡した[259]。
- 2018年4月4日
  - 所属：アメリカ空軍サンダーバーズ
  - 機種：ロッキード・マーティン F-16CM-52
  - 死者：1名
  - 状況：ネバダ州ネリス試験訓練場でアクロバット飛行訓練中のF-16Cが墜落し、乗員1名が死亡した。事故機はマーチ空軍予備役基地（英語版）で開催されるエアショーに参加予定だった[263][265]。
- 2018年4月5日
  - 所属：韓国空軍第11戦闘航空団（朝鮮語版）
  - 機種：ボーイング F-15K
  - 死者：2名
  - 状況：大邱空軍基地から離陸し訓練を終え帰還中だったF-15Kが、慶尚北道漆谷郡にある遊鶴山に墜落した[266]。
- 2018年4月6日
  - 所属：アメリカ陸軍第101空挺師団
  - 機種：ボーイング AH-64E
  - 死者：2名
  - 状況：ケンタッキー州のフォートキャンベル陸軍基地で通常の訓練飛行中に墜落し、第101空挺師団の兵士2人が死亡した[267]。
- 2018年4月11日
  - 所属：アルジェリア空軍（英語版）
  - 機種：イリューシン Il-76TD
  - 死者：257名
  - 状況：ブファリック基地からティンドーフ空港（英語版）へ向かう予定だったIl-76輸送機が離陸直後に墜落した[268]。
  - 詳細：「2018年アルジェリア空軍Il-76墜落事故」を参照。
- 2018年4月11日
  - 所属：セルビア空軍
  - 機種：ソコ（英語版） G-4
  - 死者：1名
  - 状況：南バナト郡コヴァチツァ（英語版）の近くで墜落し、パイロット1人が死亡した[269]。
- 2018年4月12日
  - 所属：ロシア海軍
  - 機種：カモフ設計局 Ka-29
  - 死者：2名
  - 状況：夜間の試験飛行中だったKa-29が墜落し、カリーニングラード州のバルト海水域において大破した[270]。
- 2018年4月24日
  - 所属：アメリカ空軍第56戦闘航空団（英語版）第310戦闘飛行隊（英語版）
  - 機種：ロッキード・マーティン F-16CM-42
  - 死者：なし
  - 状況：アリゾナ州レイクハヴァスシティ空港（英語版）に緊急着陸した際、オーバーランして機体が炎上。乗員は脱出して無事だった[263]。
- 2018年5月2日
  - 所属：プエルトリコ空軍州兵（英語版）第156空輸航空団（英語版）第198空輸飛行隊（英語版）
  - 機種：ロッキード WC-130H
  - 死者：9名
  - 状況：ジョージア州サバンナのサバンナ・ヒルトンヘッド国際空港（英語版）を離陸直後のWC-130Hが墜落し、搭乗者9人全員が死亡した。墜落現場は幹線道路の交差点だった[271][272]。なお、事故機はアリゾナ州デビスモンサン空軍基地へフェリーされる途中だった[273]。
  - 詳細：「2018年アメリカ空軍州兵C-130墜落事故（英語版）」を参照。
- 2018年5月3日
  - 所属：ロシア航空宇宙軍
  - 機種：スホーイ Su-30SM
  - 死者：2名
  - 状況：シリアにおけるロシア空軍の拠点であるフメイミム空軍基地を離陸し上昇している最中に失速して地中海に墜落し、操縦士ら2人が死亡した[274]。
- 2018年5月7日
  - 所属：ロシア航空宇宙軍
  - 機種：カモフ Ka-52
  - 死者：2名
  - 状況：シリア東部の空域を飛行していた際に墜落し操縦士2人が死亡した[275]。
- 2018年5月22日
  - 所属：タイ王国空軍第41航空団第411飛行隊
  - 機種：エアロボドチェディ L-39ZA/ART
  - 死者：1名
  - 状況：ターク県プミポンダム近くのゴルフ場に墜落し副操縦士が死亡、操縦士が重傷を負った[263][276]。
- 2018年5月23日
  - 所属：アメリカ空軍第14飛行訓練航空団（英語版）
  - 機種：ノースロップ T-38C
  - 死者：なし
  - 状況：ミシシッピ州コロンバス空軍基地（英語版）を離陸直後に墜落。乗員は緊急脱出して無事だった[263]。
- 2018年5月24日
  - 所属：ブラジル空軍第3航空軍第1戦闘航空群
  - 機種：ノースロップ F-5FM
  - 死者：なし
  - 状況：リオデジャネイロ州サンタクルス空軍基地（英語版）を離陸直後に墜落。乗員2人は脱出し、軽傷を負った[263]。
- 2018年6月4日
  - 所属：中華民国空軍
  - 機種：ロッキード・マーティン F-16A
  - 死者：1名
  - 状況：実弾演習に参加していたF-16戦闘機が基隆の山中に墜落し操縦士1人が死亡した[277]。
- 2018年6月26日
  - 所属：アメリカ空軍第9偵察航空団（英語版）第348偵察飛行隊
  - 機種：ノースロップ・グラマン RQ-4B
  - 死者：なし
  - 状況：スペインのアンダルシア州ロタ海軍基地沖に墜落した[263]。
- 2018年6月27日
  - 所属：インド空軍
  - 機種：ヒンドスタン航空機 Su-30MKI
  - 死者：なし
  - 状況：ヒンドスタン航空機での納入前試験飛行中に墜落した[263]。
- 2018年7月1日
  - 所属：バングラデシュ空軍
  - 機種：南昌飛機製造公司 K-8W
  - 死者：2名
  - 状況：ジョソール県モティウル・ラーマン空軍基地を離陸後に墜落。乗員2人が死亡した[263]。
- 2018年7月6日
  - 所属：ポーランド空軍
  - 機種：ミグ MiG-29G
  - 死者：1名
  - 状況：夜間訓練中にポーランド北部パスウェンク（ポーランド語版）付近に墜落した[263]。
- 2018年7月7日
  - 所属：ルーマニア空軍
  - 機種：ミグ MiG-21 LANCER
  - 死者：1人
  - 状況：カララシ県ボルチャ（英語版）で開催されたエアショーでのデモフライト中に墜落、乗員1人が死亡した[278]。
- 2018年7月11日
  - 所属：イラン空軍
  - 機種：マクドネル・エアクラフト F-4D
  - 死者：なし
  - 状況：イラン南部のスィースターン・バルーチェスターン州チャーバハール付近で墜落した[263]。
- 2018年7月12日
  - 所属：サウジアラビア空軍
  - 機種：パナヴィア・エアクラフト（英語版） トーネード IDS
  - 死者：なし
  - 状況：サウジアラビア南西部のアスィール州で墜落した[263]。
- 2018年7月16日
  - 所属：ルーマニア空軍
  - 機種：アヴィオアネ・クラヨーヴァ（英語版） IAR 99C
  - 死者：なし
  - 状況：バカウ県第95空軍基地（英語版）を離陸後に墜落した[263]。
- 2018年7月17日
  - 所属：タイ王国陸軍
  - 機種：セスナ 182
  - 死者：5名
  - 状況：メーホンソン県の山中に機体が墜落し、兵士3人が死亡し、1人が重傷を負った[279]。
- 2018年7月17日
  - 所属：大韓民国海兵隊
  - 機種：韓国航空宇宙産業 MUH-1
  - 死者：5名
  - 状況：慶尚北道浦項の飛行場にて、試験飛行のために離陸した直後にローターが分離して飛ばされ墜落し、乗っていた6人のうち5人が死亡し1人が負傷した[280][281]。
- 2018年7月17日
  - 所属：メキシコ空軍
  - 機種：レイセオン・ビーチ T-6Cプラス
  - 死者：なし
  - 状況：オアハカ州第15オアハカ空軍基地付近で墜落した[263]。
- 2018年7月18日
  - 所属：インド空軍
  - 機種：ミグ MiG-21bis
  - 死者：1名
  - 状況：パンジャーブ州パタンコート空軍基地（英語版）を離陸直後に墜落した[263]。
- 2018年7月26日
  - 所属：ベトナム人民空軍
  - 機種：スホーイ Su-22UM-3K
  - 死者：2名
  - 状況：空爆の訓練中だったSu-22がゲアン省ギアダン郡ギアイエン村の山に墜落し、操縦士2人が死亡した[282]。
- 2018年8月4日
  - 所属：ドミニカ共和国空軍
  - 機種：エナエル（英語版） T-35B
  - 死者：1名
  - 状況：エリアス・ピーニャ州で墜落。乗員1人が死亡し、1人が負傷した[263]。
- 2018年8月17日
  - 所属：アメリカ空軍第71飛行訓練航空団（英語版）
  - 機種：ノースロップ T-38C
  - 死者：なし
  - 状況：オクラホマ州イーニド付近で墜落した[263]。
- 2018年8月20日
  - 所属：アメリカ陸軍第160特殊作戦航空連隊
  - 機種：シコルスキー・エアクラフト MH-60
  - 死者：1名
  - 状況：イラク西部のアンバール県アル・カーイムで墜落した[263]。
- 2018年8月21日
  - 所属：スウェーデン空軍
  - 機種：SAAB JAS39
  - 死者：なし
  - 状況：訓練中のJAS39が鳥の群れに衝突し、ロンネビュー（英語版）近郊の空軍基地から北に8キロ離れた森林地帯に墜落した。操縦士は脱出して無事だった[283]。
- 2018年8月28日
  - 所属：ギリシャ空軍第120訓練航空団
  - 機種：ノースアメリカン T-2E
  - 死者：なし
  - 状況：ギリシャ南部のメッシニア県カラマタでスピン回復訓練中に墜落した[263]。
- 2018年8月30日
  - 所属：エチオピア空軍（英語版）
  - 機種：デ・ハビランド・カナダ DHC-6-300
  - 死者：18名
  - 状況：エチオピア中部のオロミア州モジョ（英語版）近郊に墜落し、乗員18人全員が死亡した[263]。
- 2018年9月4日
  - 所属：インド空軍
  - 機種：ミグ MiG-27MU
  - 死者：なし
  - 状況：ラージャスターン州ジョードプル近郊に墜落した[263]。
- 2018年9月11日
  - 所属：アメリカ空軍第80飛行訓練航空団（英語版）
  - 機種：ノースロップ T-38C
  - 死者：なし
  - 状況：テキサス州シェパード空軍基地（英語版）で離陸に失敗して墜落した[263]。
- 2018年9月17日
  - 所属：ロシア航空宇宙軍
  - 機種：イリューシン Il-20
  - 死者：15名
  - 状況：シリア・ラタキア沿岸の地中海で、ロシア軍のIl-20偵察機がシリア軍の誤射により撃墜され、乗員15名全員が死亡した。同じ時間帯にイスラエル空軍のF-16戦闘機4機がラタキアで空爆を行っており、これに応戦したシリア軍の地対空ミサイルが偵察機に命中した[284]。
- 2018年9月18日
  - 所属：アメリカ空軍第12飛行訓練航空団（英語版）第559飛行訓練飛行隊（英語版）
  - 機種：レイセオン・ビーチ T-6A
  - 死者：なし
  - 状況：訓練飛行中、テキサス州サンアントニオ付近に墜落した[263]。
- 2018年9月28日
  - 所属：アメリカ海兵隊第501海兵戦闘攻撃訓練飛行隊（英語版）
  - 機種：ロッキード・マーティン F-35B
  - 死者：なし
  - 状況：訓練中にサウスカロライナ州のビューフォート海兵隊航空基地北西付近で墜落した。操縦士は緊急脱出し無事だった[285]。
- 2018年10月5日
  - 所属：ロシア航空宇宙軍
  - 機種：ミグ MiG-29UB
  - 死者：なし
  - 状況：モスクワ州ジュコーフスキー空港を離陸後、訓練飛行中に墜落した[263]。
- 2018年10月16日
  - 所属：ウクライナ空軍
  - 機種：スホーイ Su-27UB1M
  - 死者：2名
  - 状況：NATO加盟8ヶ国による合同軍事演習中に墜落し、操縦士2人が死亡した[286]。
- 2018年10月16日
  - 所属：ミャンマー空軍
  - 機種：成都飛機工業公司 F-7M
  - 死者：2名
  - 状況：マグウェ空軍基地（英語版）周辺にて、濃霧で視界が悪い中飛行していたF-7戦闘機1機が近くの通信塔に突入し、操縦士1人と、機体の破片が直撃した10歳の少女の2人が死亡[287]。
- 2018年10月16日
  - 所属：ミャンマー空軍
  - 機種：成都飛機工業公司 F-7M
  - 死者：1名
  - 状況：上記の事故現場から16キロしか離れていない場所でも同型機の墜落事故が発生し、操縦士は機外へは脱出したものの、地面に落下した際に死亡した[287]。
- 2018年10月18日
  - 所属：ロシア海軍
  - 機種：アエロ・ヴォドホディ（英語版） L-39C
  - 死者：2名
  - 状況：アゾフ海に墜落し、乗員2人が死亡した[263]。
- 2018年10月19日
  - 所属：アメリカ海軍第5空母航空団第77ヘリコプター海洋打撃飛行隊
  - 機種：シコルスキー・エアクラフト MH-60R
  - 死者：なし
  - 状況：空母「ロナルド・レーガン」から発艦した直後に同艦の飛行甲板に墜落し、複数の乗員がすり傷や骨折などの怪我を負った[288]。
- 2018年10月28日
  - 所属：アメリカ空軍
  - 機種：ジェネラル・アトミックス・エアロノーティカル・システムズ MQ-9A
  - 死者：なし
  - 状況：アフガニスタン南東部のパクティヤー州で墜落した[263]。
- 2018年10月31日
  - 所属：アフガニスタン空軍
  - 機種：MVZミーリ Mi-17
  - 死者：なし
  - 状況：アフガニスタン西部のヘラート州で離陸直後に墜落した[263]。
- 2018年11月2日
  - 所属：航空自衛隊第8航空団第8飛行隊
  - 機種：三菱重工業 F-2A×2
  - 死者：なし
  - 状況：築城基地所属の2機が基地の西約200キロの洋上にて、訓練後、機体に異常がないかを互いに目視で確認していた際に接触し、1番機の垂直尾翼の上部と、2番機の左主翼下のミサイルランチャーの一部が損傷して脱落した[289]。
- 2018年11月3日
  - 所属：エジプト空軍
  - 機種：ミグ MiG-29M
  - 死者：なし
  - 状況：訓練飛行中に墜落し、乗員は緊急脱出して無事だった[290]。
- 2018年11月13日
  - 所属：アメリカ空軍第47飛行訓練航空団（英語版）第87飛行訓練飛行隊（英語版）
  - 機種：ノースロップ T-38C
  - 死者：1名
  - 状況：テキサス州ラフリン空軍基地（英語版）付近で墜落し、乗員1人が死亡、もう1人が重傷を負った[263]。
- 2018年11月17日
  - 所属：フランス空軍
  - 機種：ジェネラル・アトミックス・エアロノーティカル・システムズ MQ-9A
  - 死者：なし
  - 状況：ニジェールの首都ニアメにあるディオリ・アマニ国際空港付近で墜落した[263]。
- 2018年11月22日
  - 所属：フィリピン空軍
  - 機種：PZLシフィドニク W-3A
  - 死者：なし
  - 状況：フィリピン北部のルソン島にあるクローバレー射爆撃場で墜落、乗員8人のうち4人が負傷した[263]。
- 2018年11月26日
  - 所属：トルコ陸軍
  - 機種：ベル・エアクラフト UH-1H
  - 死者：2名
  - 状況：イスタンブールのイスタンブール・サマンディラ陸軍航空基地（英語版）を離陸後、郊外のサンジャクテペ（英語版）地区に墜落、乗員4人のうち2人が死亡した[291]。
- 2018年11月28日
  - 所属：インド空軍
  - 機種：ヒンドスタン航空機 HJT-16
  - 死者：なし
  - 状況：インド中部テランガーナ州で墜落、乗員2人のうち1人が負傷した[263]。
- 2018年11月28日
  - 所属：アメリカ空軍第1戦闘航空団（英語版）第71飛行訓練飛行隊
  - 機種：ノースロップ T-38C
  - 死者：なし
  - 状況：バージニア州ニューポートニューズ国際空港（英語版）に着陸失敗して墜落した[263]。
- 2018年12月25日
  - 所属：ウクライナ空軍
  - 機種：スホーイ Su-27
  - 死者：1名
  - 状況：ジトーミル州で、訓練中の機体が着陸体勢に入ったところで墜落し、乗っていた操縦士が死亡した[286]。

### 2019年
- 2019年1月9日
  - 所属：フランス空軍
  - 機種：ダッソー ミラージュ2000D
  - 死者：2名
  - 状況：フランス東部のドゥー県とジュラ県の間に位置する山岳地帯を飛行中に墜落。機体の残骸がジュラ県で発見され、乗員2人も遺体で発見された[292]。
- 2019年1月18日
  - 所属：ロシア航空宇宙軍
  - 機種：スホーイ Su-34
  - 死者：2名
  - 状況：日本海の間宮海峡上空で、定期訓練中のSu-34戦闘爆撃機2機が空中衝突、2機とも墜落し、パイロットは脱出して1人は救助されたが、2人が死亡、1人が行方不明となった[292]。
- 2019年1月19日
  - 所属：マリ空軍
  - 機種：哈爾浜飛機製造公司 Z-9
  - 死者：なし
  - 状況：ハードランディング事故を起こし、機体は登録抹消となった[293]。
- 2019年1月22日
  - 所属：ロシア航空宇宙軍
  - 機種：ツポレフ設計局 Tu-22M3
  - 死者：3名
  - 状況：ムルマンスク州オレニヤ海軍航空基地（英語版）に着陸しようとした際に墜落し、乗員4人のうち3人が死亡した[294]。
- 2019年2月19日
  - 所属：インド空軍スーリヤ・キラン（英語版）
  - 機種：BAEシステムズ ホークMk.132
  - 死者：1名
  - 状況：インド南部バンガロールでアクロバット飛行（曲技飛行）のリハーサルを行っていたホーク高等練習機2機が空中衝突して墜落し、パイロット1人が死亡、2人が負傷した[295]。
- 2019年2月20日
  - 所属：航空自衛隊第8航空団第6飛行隊
  - 機種：三菱重工業 F-2B
  - 死者：なし
  - 状況：航空自衛隊のF-2B戦闘機1機が訓練で山口県沖の日本海を飛行中にレーダーから機影が消えて連絡が取れなくなった。機体は福岡県にある築城基地の所属で、後に墜落した事が判明し乗っていた隊員2人は現場付近で救助された[296][297]。
- 2019年2月28日
  - 所属：アメリカ海兵隊第3海兵航空団
  - 機種：ボーイング F/A-18
  - 死者：なし
  - 状況：カリフォルニア州の海兵隊基地トゥエンティナインパームス地対空戦闘センター上空で2月28日、F/A-18戦闘攻撃機2機が空中接触した。事故機は同州ミラマー海兵航空基地の第3海兵航空団所属で、接触後2機とも無事に着陸し、操縦士2人は無傷だった。米海軍安全センターは、事故の深刻度を示す4分類のうち、最も重大な「クラスA」に分類した[298]。
- 2019年3月30日
  - 所属：アメリカ海兵隊
  - 機種：ベル・ヘリコプター AH-1Z
  - 死者：2名
  - 状況：アリゾナ州ユマ近郊で訓練中のAH-1Z攻撃ヘリコプター1機が墜落し、パイロット2人が死亡した[299]。
- 2019年4月9日
  - 所属：航空自衛隊第3航空団第302飛行隊
  - 機種：ロッキード・マーティン F-35A
  - 死者：1名
  - 状況：夜間対戦闘機戦闘訓練のため青森県三沢基地を4機編隊で離陸後、青森県の東約135キロメートルの太平洋上に墜落し、乗員1名が死亡。F-35Aとしては初の墜落事故となった[300][301][302]。
- 2019年5月13日
  - 所属：カメルーン空軍
  - 機種：哈爾浜飛機製造公司 Z-9
  - 死者：1名
  - 状況：北西州バメンダを離陸後、悪天候に遭遇してオク近郊に墜落。同乗していた警察関係者1人が死亡した[303]。
- 2019年5月16日
  - 所属：イラン空軍
  - 機種：グラマン F-14A
  - 死者：なし
  - 状況：訓練飛行中に緊急事態を宣言したF-14Aが、エスファハーン州エスファハーン空軍基地に着陸した際に機体が滑走路に叩き付けられ、全損した[303]。
- 2019年5月16日
  - 所属：アメリカ空軍
  - 機種：ロッキード・マーティン F-16
  - 死者：なし
  - 状況：カリフォルニア州ペリスのマーチ空軍予備役基地近くの倉庫に墜落した。操縦士は緊急脱出し無事だったが、13人が負傷した[304]。
- 2019年5月20日
  - 所属：アメリカ海兵隊第2海兵航空団
  - 機種：マクドネル・ダグラス AV-8B
  - 死者：なし
  - 状況：ノースカロライナ州クレイブン郡でAV-8Bが墜落した[303]。
- 2019年6月3日
  - 所属：インド空軍
  - 機種：KMZ An-32
  - 死者：13名
  - 状況：アッサム州のジョールハートからメンチュカへ向かう途中、消息を絶った[305]。
- 2019年6月21日
  - 所属：陸上自衛隊東部方面航空隊
  - 機種：ベル・ヘリコプター UH-1J
  - 死者：なし
  - 状況：立川駐屯地での飛行訓練中、着陸に失敗し、テール部分が折れ、メインローターも壊れた。操縦士2人にけがはなかった[306]。
- 2019年6月24日
  - 所属：ドイツ連邦空軍第73戦術航空団（英語版）
  - 機種：ユーロファイター（英語版） EF-2000
  - 死者：1名
  - 状況 :ドイツ北部メクレンブルク・フォアポンメルン州にあるラーゲ基地の近くで、「航空戦闘ミッション」を行っていたユーロファイター3機のうち2機が空中衝突しパイロット2人は脱出したが1人が遺体で見つかった。武器は搭載していなかった[307]。
- 2019年7月11日
  - 所属：タイ王国空軍
  - 機種：アエロ・ヴォドホディ（英語版） L-39
  - 死者：1名
  - 状況：練習飛行中だったL-39がチェンマイ県で墜落し、乗員2人のうち1人が死亡、1人が脱出して軽いけがをした[308]。
- 2019年9月19日
  - 所属：ベルギー空軍
  - 機種：ジェネラル・ダイナミクス F-16
  - 死者：なし
  - 状況：フランス西部モルビアン県で墜落。操縦士2人は脱出したものの、1人はパラシュートが電線に引っ掛かって宙づり状態になり、2時間後に救助された[309]。
- 2019年11月21日
  - 所属：アメリカ空軍
  - 機種：ノースロップ T-38×2
  - 死者：2名
  - 状況：オクラホマ州のバンス空軍基地（英語版）近郊で2機が訓練中に墜落し、空軍兵2人が死亡した[310]。
- 2019年11月21日
  - 所属：チリ空軍
  - 機種：ロッキード・マーティン C-130
  - 死者：38名
  - 状況：南極のエドゥアルド・フレイ・モンタルバ基地で後方支援業務に当たる乗員の輸送を行っていたC-130輸送機が海上で消息を絶ち、その後の捜索で搭乗者とみられる遺体や、機体の一部が見つかった[311][312]。

## 2020年代

### 2020年
- 2020年1月2日
  - 所属：中華民国空軍
  - 機種：シコルスキー・エアクラフト UH-60M
  - 死者：8名
  - 状況：13人を乗せたUH-60が台北近くの山地に墜落し、部隊の視察に向かうところだった沈一鳴参謀総長ら8人が死亡した[313]。
  - 詳細は「2020年新北市ヘリコプター墜落事故」を参照。
- 2020年1月27日
  - 所属：アメリカ空軍
  - 機種：ノースロップ・グラマン E-11A
  - 死者：4名
  - 状況：乗員5人が搭乗していたアメリカ空軍機がアフガニスタン東部に墜落した。乗員2人と地上の2人の遺体が回収されたが、他の乗員3人の安否は不明[314]。
  - 詳細：「2020年アメリカ空軍E-11A墜落事故」を参照。
- 2020年2月7日
  - 所属：陸上自衛隊第2飛行隊
  - 機種：ベル・ヘリコプター UH-1J
  - 死者：なし
  - 状況：旭川駐屯地内でホバリング訓練中に機体が横転し、副操縦士が頭蓋骨骨折などの重傷を負った[315]。
- 2020年3月11日
  - 所属：パキスタン空軍
  - 機種：ロッキード・マーティン F-16
  - 死者：1名
  - 状況：首都イスラマバードで、軍事パレードのリハーサルに参加していたF-16戦闘機が墜落し、操縦士が死亡した[316]。
- 2020年4月29日
  - 所属：カナダ海軍
  - 機種：シコルスキー・エアクラフト CH-148
  - 死者：1名（行方不明者5名）
  - 状況：ギリシャ - イタリア間の海上で、北大西洋条約機構の訓練に参加していたカナダ海軍の哨戒ヘリが、フレデリクトン (フリゲート)への帰還途中に墜落した[317]。
- 2020年5月15日
  - 所属：アメリカ空軍
  - 機種：ロッキード・マーティン・ボーイング F-22A
  - 死者：0名
  - 状況：フロリダ州のエグリン空軍基地の約19キロ北東にある訓練場で墜落したが、操縦士は緊急脱出して無事だった[318]。
- 2020年5月17日
  - 所属：カナダ空軍
  - 機種：カナディア CL-41
  - 死者：1名
  - 状況：カナダ空軍のアクロバット飛行隊「スノーバーズ」所属機がブリティッシュコロンビア州カムループスの空港を離陸した直後に墜落。操縦士2人はは緊急脱出したが1人が死亡、もう1人が負傷した[319]。
- 2020年5月19日
  - 所属：アメリカ空軍
  - 機種：ロッキード・マーティン F-35A
  - 死者：0名
  - 状況：夜間訓練中だったF-35がフロリダ州のエグリン空軍基地付近で墜落した。操縦士は緊急脱出して無事だった[320]。
- 2020年6月6日
  - 所属：インドネシア陸軍
  - 機種：MVZミーリ Mi-17
  - 死者：4名
  - 状況：飛行訓練を行っていたMi-17がジャワ島に墜落し、兵士4人が死亡、5人が負傷した[321]。
- 2020年6月15日
  - 所属：アメリカ空軍第48戦闘航空団（英語版）
  - 機種：ボーイング F-15C
  - 死者：1名
  - 状況：イギリスのレイクンヒース空軍基地から訓練飛行のために飛び立った米軍のF-15が北海に墜落した[322]。
- 2020年6月30日
  - 所属：アメリカ空軍
  - 機種：ロッキード・マーティン F-16
  - 死者：1名
  - 状況：訓練飛行中だったF-16がサウスカロライナ州ショー空軍基地 （英語版）で墜落した[323]。
- 2020年7月16日
  - 所属：中華民国陸軍
  - 機種：ベル・ヘリコプター OH-58D
  - 死者：2名
  - 状況：中国軍による侵攻を想定した定例の大規模軍事演習に参加後新竹空軍基地（中国語版）に戻る際に墜落し、正副操縦士が死亡した[324]。
- 2020年8月5日
  - 所属：アルゼンチン空軍
  - 機種：ロッキード・マーティン A-4AR（英語版）
  - 死者：1名
  - 状況：コルドバ州南方で墜落し、乗員は脱出したが死亡した[325]。
- 2020年8月31日
  - 所属：アメリカ海軍
  - 機種：ノースロップ・グラマン E-2
  - 死者：0名
  - 状況：ノーフォーク海軍基地所属のE-2がワロップス島近くで墜落した。乗員4人はパラシュートで緊急脱出し無事だった[326]。
- 2020年9月25日
  - 所属：ウクライナ空軍
  - 機種：アントノフ An-26
  - 死者：26名
  - 状況：操縦士ら7人と空軍の士官候補生20人が乗り、訓練飛行中だった。墜落の約7分前、事故機から左側エンジンの異常を知らせる連絡があり、事故機はハリコフ州の空軍基地への着陸を試みていたが、その後基地付近に墜落・炎上した[327]。
- 2020年9月29日
  - 所属：アメリカ海兵隊
  - 機種：ロッキード・マーティン F-35B、ロッキード・マーティン KC-130J
  - 死者：0名
  - 状況：F-35BとKC-130Jがカリフォルニア州で空中給油中に接触し、F-35Bが墜落した。F-35Bの乗員は緊急脱出、KC-130Jも緊急着陸し、全員無事だった[328]。
- 2020年9月25日
  - 所属：中華民国空軍
  - 機種：ノースロップ F-5E
  - 死者：1名
  - 状況：操縦士は離陸直後にエンジンの不具合を報告して脱出したが、海から意識不明の状態で救出され、後に死亡が確認された[329]。
- 2020年10月23日
  - 所属：アメリカ海軍
  - 機種：ビーチクラフト T-6B テキサンII
  - 死者：2名
  - 状況：アラバマ州フォーリーでアメリカ海軍のT-6B練習機が地上に墜落、乗員2名が両名とも死亡した[330][331]。
- 2020年11月12日
  - 所属：多国籍軍監視団
  - 機種：シコルスキー・エアクラフト UH-60
  - 死者：8名
  - 状況：エジプト東部シナイ半島で、エジプトとイスラエル両軍の停戦監視に当たる「多国籍軍監視団」のUH-60が墜落し、アメリカ人6名、フランス人とチェコ人各1名の計8名が死亡した[332]。
- 2020年11月17日
  - 所属：中華民国空軍
  - 機種：ロッキード・マーティン F-16
  - 死者：行方不明者1名
  - 状況：花蓮空軍基地から離陸した2分後に、高度約1800メートルの地点でレーダーから消えた[333]。

### 2021年
- 2021年1月20日
  - 所属：ニューヨーク陸軍州兵
  - 機種：シコルスキー・エアクラフト UH-60
  - 死者：3名
  - 状況：ニューヨーク州北部で、訓練中だった州兵のUH-60が墜落し、搭乗していた兵士3人が死亡した[334]。
- 2021年2月2日
  - 所属：アイダホ陸軍州兵
  - 機種：シコルスキー・エアクラフト UH-60
  - 死者：3名
  - 状況：アイダホ州ボイシ近郊の山岳地帯で、陸軍州兵のUH-60が訓練から戻る途中に墜落し、兵士3人が死亡した[335]。
- 2021年2月20日
  - 所属：アメリカ空軍
  - 機種：ノースロップ T-38
  - 死者：2名
  - 状況：アラバマ州モンゴメリー空港（英語版）に着陸進入中、3キロ手前の地点に墜落した。留学し米空軍の教育課程で操縦技術などを学んでいた航空自衛隊のパイロットと同乗していた米空軍の教官が死亡した[336]。
- 2021年2月21日
  - 所属：ナイジェリア空軍
  - 機種：ホーカー・ビーチクラフト キングエア B350i
  - 死者：7名
  - 状況：中部のミンナへ向かう途中でエンジン故障を報告して引き返し、ンナムディ・アジキウェ国際空港を目指したが、着陸しようとして滑走路近くの空き地に墜落し、炎上した[337]。
- 2021年3月22日
  - 所属：中華民国空軍
  - 機種：ノースロップ F-5E×2
  - 死者：1名（行方不明者1名）
  - 状況：台東市の志航基地から出発した戦闘機4機編隊のうち、2機がレーダーから姿を消した。空中衝突したのち海に墜落したとみられる。操縦士2人はそれぞれパラシュートで脱出したが、1人は海で発見され、搬送先の病院で死亡が確認された。もう1人の行方は分かっていない[338]。
- 2021年5月21日
  - 所属：ナイジェリア空軍
  - 機種：ホーカー・ビーチクラフト キングエア B350i
  - 死者：11名
  - 状況：ナイジェリア中部のカドゥナ空港に悪天候下で着陸しようとした際に墜落し、搭乗していたイブラヒム・アッタヒル陸軍参謀長ら11名全員が死亡した[339][340]。
- 2021年6月8日
  - 所属：大韓民国空軍第20戦闘飛行団
  - 機種：ロッキード・マーティン KF-16
  - 死者：なし
  - 状況：忠清南道の瑞山飛行場にて離陸滑走中、エンジンから炎と煙が出た。パイロット非常脱出し無事だった。滑走中、吸気口に鳥類が入り、エンジンが損傷したことが確認された[341]。
- 2021年6月23日
  - 所属：フィリピン空軍
  - 機種：シコルスキー・エアクラフト S-70i
  - 死者：6名
  - 状況：夜間飛行訓練中だったS-70i1機がクロウバレー訓練場付近で墜落し、操縦士3人、空軍兵士3人の乗員6人全員が死亡した[342]。
- 2021年7月4日
  - 所属：フィリピン空軍
  - 機種：ロッキード C-130
  - 死者：50名
  - 状況：スールー州ホロ島に対アブ・サヤフの部隊を輸送していたC-130が、着陸の際、滑走路から外れて空港から数キロ離れた地点に墜落した。搭乗していた兵士ら47人と住民3人が死亡した。負傷者は兵士ら49人と住民4人[343]。
- 2021年7月18日
  - 所属：海上自衛隊
  - 機種：シコルスキー・エアクラフト SH-60×2
  - 死者：なし
  - 状況：鹿児島県の奄美大島の東、およそ300キロの太平洋上で、護衛艦「きりさめ」と護衛艦「かが」搭載のSH-60が訓練飛行中に接触し、メインローターのブレードが1枚ずつ損傷した。2機は事故後に護衛艦にそのまま着艦し、乗員にけがはなかった[344][345]。
- 2021年8月14日
  - 所属：ロシア国防省
  - 機種：ベリエフ設計局 Be-200
  - 死者：8名
  - 状況：大規模な山火事の消火作業のためトルコに派遣されていたBe-200消火飛行艇が南部カフラマンマラシュに墜落し、搭乗していたロシア軍兵士5人とトルコの専門家3人の計8人が死亡した[346]。
- 2021年8月17日
  - 所属：イリユーシン
  - 機種：イリユーシン Il-112V
  - 死者：3名
  - 状況：開発中のIl-112Vの試作機が、モスクワ郊外のクビンカ飛行場に着陸進入中に右エンジンが発火し、回転しながら墜落した。機体は全焼し、テストパイロットら3人全員が死亡した[347]。
- 2021年8月18日
  - 所属：ロシア航空宇宙軍
  - 機種：ミグ設計局 MiG-29
  - 死者：1名
  - 状況：南部アストラハン州の無人の訓練地域を訓練飛行中に墜落し、パイロットが死亡した[348]。
- 2021年8月31日
  - 所属：アメリカ海軍
  - 機種：シコルスキー・エアクラフト MH-60S
  - 死者：5名
  - 状況：空母「エイブラハム・リンカーン」から発艦後、サンディエゴ沖約110キロの海域に墜落した。 乗員1人は救出されたが、5人が死亡した[349][350]。
- 2021年9月7日
  - 所属：川崎重工業
  - 機種：川崎重工業 P-1
  - 死者：なし
  - 状況：航空自衛隊岐阜基地で、海上自衛隊への引き渡し前の点検のための確認飛行が行われていたが、着陸直後に滑走路を逸脱し、脇の芝生を数十メートル滑走した。操縦していたのは海上自衛隊のパイロットで、海上自衛隊の隊員と防衛省の職員、あわせて10人が乗っていたが、けが人はいなかった[351]。
- 2021年9月19日
  - 所属：アメリカ海軍
  - 機種：マクドネル・ダグラス T-45C
  - 死者：なし
  - 状況：テキサス州コーパスクリスティ国際空港（英語版）から発進して訓練飛行を行っていたT-45Cがレイクワース（英語版）の住宅の裏庭に墜落した。パイロットのインストラクターと訓練生は脱出し、負傷したが無事だった[352]。
- 2021年11月17日
  - 所属：イギリス空軍
  - 機種：ロッキード・マーティン F-35B
  - 死者：なし
  - 状況：空母クイーン・エリザベス艦載機のF-35Bが地中海での訓練中に墜落した。操縦士は脱出して無事だった[353]。
- 2021年12月8日
  - 所属：インド空軍
  - 機種：ミル Mi-17
  - 死者：14名
  - 状況：タミル・ナードゥ州で、陸海空軍を統括するビピン・ラワット（英語版）国防参謀長とその妻ら14人を乗せ国防大学へ向かっていたヘリコプターが墜落し、全員が死亡した[354][355]。
- 2021年12月14日
  - 所属：タイ王国陸軍
  - 機種：エンストロム・ヘリコプター・コーポレーション エンストロム 480B
  - 死者：2名
  - 状況：訓練飛行中にナコーンサワン県の陸軍基地近くの郵便局の敷地に墜落、炎上し、搭乗していた教官と訓練生が死亡した[356]。

### 2022年
- 2022年1月11日
  - 所属：大韓民国空軍
  - 機種：ノースロップ F-5E
  - 死者：1名
  - 状況：基地から離陸した後、上昇中に左右のエンジンの火災を知らせる警告灯がつき、機体が急降下。京畿道華城市の山に墜落し、操縦士1人が死亡した。操縦士は2回にわたり脱出を試みたが、脱出できなかった[357]。
- 2022年1月11日
  - 所属：中華民国空軍
  - 機種：ロッキード・マーティン F-16V
  - 死者：1名
  - 状況：嘉義県沖の台湾海峡で、対地訓練中のF-16が急角度で海に墜落した。12日に機体の一部残骸が発見された[358]。その後、現場で見つかった人の指などから採取された検体のDNA型鑑定の結果、パイロットの死亡が確認された[359]。
- 2022年1月24日
  - 所属：アメリカ海軍
  - 機種：ロッキード・マーティン F-35C
  - 死者：1名
  - 状況：南シナ海でF-35が空母「カール・ヴィンソン」への着艦に失敗し、7人が負傷した。緊急脱出したパイロットはヘリコプターで救助された[360]。
- 2022年1月31日
  - 所属：航空自衛隊飛行教導群
  - 機種：マクドネル・ダグラス・三菱重工業 F-15DJ
  - 死者：2名
  - 状況：飛行教導群司令ら2人が乗り[361]、訓練空域に向かうため小松基地を離陸した直後、基地の西北西約5キロの日本海上でレーダーから消えた[362]。その後の捜索で、乗員2人の遺体が発見された[363]。
  - 詳細は「飛行教導群F-15墜落事故」を参照。
- 2022年2月21日
  - 所属：イラン空軍
  - 機種：ノースロップ F-5
  - 死者：3名
  - 状況：訓練飛行中にタブリーズ中心部のモナジェム地区に墜落した。同機は学校の外壁に突っ込み、乗員2人と通行人1人が死亡した[364]。
- 2022年3月14日
  - 所属：中華民国空軍
  - 機種：ダッソー ミラージュ2000
  - 死者：なし
  - 状況：訓練中、パイロットが機械故障を報告した後、東部・台東市沖に墜落した。パイロットはパラシュートで脱出し、軍のUH-60ヘリコプターで救助された[365]。
- 2022年3月18日
  - 所属：アメリカ海兵隊
  - 機種：ベル・ヘリコプター・ボーイング MV-22B
  - 死者：4名
  - 状況：ノルウェー北部ボドで、北大西洋条約機構の演習「コールド・レスポンス」に参加していたMV-22Bが墜落し、乗員4人が死亡した[366][367]。
- 2022年3月29日
  - 所属：国際連合コンゴ民主共和国安定化ミッション
  - 機種：アエロスパシアル SA 330
  - 死者：1名
  - 状況：コンゴ東部で国連平和維持部隊のヘリコプターが墜落し、パキスタン人6人、ロシア人、セルビア人各1人の計8人が死亡した[368]。
- 2022年4月1日
  - 所属：大韓民国空軍
  - 機種：韓国航空宇宙産業 KT-1×2
  - 死者：4名
  - 状況：泗川基地所属機2機が飛行訓練中に空中衝突し、墜落した。2機の操縦士と指導員ら4人全員の死亡が確認された[369]。
- 2022年5月31日
  - 所属：中華民国空軍
  - 機種：漢翔航空工業 AT-3
  - 死者：1名
  - 状況：訓練中に所属する岡山基地付近で墜落し、パイロット1人が死亡した[370]。
- 2022年6月8日
  - 所属：アメリカ海兵隊第3海兵航空団
  - 機種：ベル・ヘリコプター・ボーイング MV-22
  - 死者：5名
  - 状況：カリフォルニア州サンディエゴの東約200キロで、訓練任務中だったMV-22が墜落し、乗員5人全員が死亡した[371]。
- 2022年6月9日
  - 所属：中国人民解放軍空軍
  - 機種：瀋陽飛機工廠 成都飛機工廠、J-7
  - 死者：1名
  - 状況：訓練中だったJ-7が湖北省襄陽市の空港近くで墜落し、住宅数棟が損壊した。操縦士は脱出したが、住民1人が死亡、2人が負傷した[372]。
- 2022年6月24日
  - 所属：ロシア航空宇宙軍
  - 機種： イリューシン設計局 Il-76
  - 死者：4名
  - 状況：訓練飛行中のIl-76がリャザン州で訓練飛行中、エンジンに問題が起こり着陸を試みたが墜落、4人が死亡、5人が負傷した[373]。
- 2022年7月15日
  - 所属：メキシコ海軍
  - 機種：シコルスキー・エアクラフト UH-60
  - 死者：14名
  - 状況：麻薬組織の大物の身柄拘束作戦を支援していた海軍のUH-60が墜落し、海兵隊の要員14人が死亡した[374]。
- 2022年8月12日
  - 所属：大韓民国空軍
  - 機種：マクドネル・ダグラス F-4E
  - 死者：なし
  - 状況：水原空軍基地所属機が基地へ戻る途中にエンジン火災を起こし、華城市沖に墜落した。操縦士2人は緊急脱出し無事だった[375]。
- 2022年10月17日
  - 所属：ロシア航空宇宙軍
  - 機種：スホーイ Su-34
  - 死者：15名
  - 状況：離陸時に片方のエンジンから出火した。操縦士は緊急脱出したが、機体はクラスノダール地方エイスクの9階建ての集合住宅の敷地に墜落し、爆発・炎上した。子供3人を含む15人が死亡、19人が負傷した[376][377]。
  - 詳細：「エイスク軍用機墜落事故」を参照。
- 2022年10月23日
  - 所属：スホーイ
  - 機種：スホーイ Su-30
  - 死者：2名
  - 状況：シベリア南部のイルクーツク州でロシア軍への引き渡しに向けた試験飛行中のSu-30が2階建ての住宅に墜落し、操縦士2人が死亡した[378][379]。
- 2022年11月12日
  - 所属：民間所有
  - 機種：ボーイング B-17、ベル・エアクラフト P-63
  - 死者：6人
  - 状況：テキサス州のダラス・エグゼクティブ空港で開催された航空ショーにおいて2機が空中衝突し墜落、炎上した[380]。
  - 詳細：「ダラス航空ショー空中衝突事故」を参照。
- 2022年11月12日
  - 所属：大韓民国空軍第19戦闘航空団
  - 機種：ロッキード・マーティン・韓国航空宇宙産業 KF-16
  - 死者：なし
  - 状況：哨戒任務中のKF-16が、江原道原州基地から西方20キロの京畿道楊平郡楊東面の山岳地帯上空でエンジントラブルを起こして墜落した。パイロットは緊急脱出し無事だった[381]。
- 2022年12月26日
  - 所属：大韓民国空軍
  - 機種：韓国航空宇宙産業 KA-1
  - 死者：なし
  - 状況：江原道横城郡内の畑に離陸直後のKA-1が墜落した。操縦士2人は緊急脱出した[382]。

### 2023年
- 2023年3月29日
  - 所属：アメリカ陸軍第101空挺師団
  - 機種：シコルスキー・エアクラフト UH-60×2
  - 死者：9名
  - 状況：ケンタッキー州で、夜間に暗視ゴーグルを使用して編隊飛行する定期訓練に参加していた2機が空中衝突し墜落。搭乗していた兵士9人が死亡した[383][384]。
- 2023年4月6日
  - 所属：陸上自衛隊第8師団第8飛行隊
  - 機種：シコルスキー・エアクラフト・三菱重工業 UH-60JA
  - 死者：10名[385]
  - 状況：宮古島近くの海域で偵察飛行中のところ離陸から10分後の午後3時56分にレーダーから機影が消失。第8師団長の坂本雄一陸将を含んだ10名が搭乗していた[386]。
  - 詳細は「宮古島沖陸自ヘリ航空事故」を参照。
- 2023年4月20日
  - 所属：ロシア航空宇宙軍
  - 機種：スホーイ Su-34
  - 死者：なし
  - 状況：ベルゴロド州の州都ベルゴロドの上空を飛行中に航空用弾薬の緊急投下を行い、大きな爆発が起きた。交差点付近に20m大の穴ができ、3人が負傷した[387]。
- 2023年4月26日
  - 所属：ロシア航空宇宙軍
  - 機種：MiG MiG-31
  - 死者：なし
  - 状況：ムルマンスク州で訓練飛行中にトラブルが発生し、火を噴きながら無人地帯に墜落した。搭乗していたパイロット2人は脱出して無事だった[388]。
- 2023年4月27日
  - 所属：アメリカ陸軍第11空挺師団第25航空連隊第1攻撃大隊
  - 機種：マクドネル・ダグラス AH-64×2
  - 死者：3名
  - 状況：2機のAH-64アパッチ攻撃ヘリが戦闘訓練から戻る際に空中衝突し墜落。搭乗していた3名が死亡、1名が負傷[389]。
- 2023年5月6日
  - 所属：アメリカ空軍第7空軍第8戦闘航空団
  - 機種：ロッキード・マーティン F-16
  - 死者：なし
  - 状況：訓練中のF-16が京畿道の烏山空軍基地近くの農業地域に墜落した。パイロットは墜落前に無事に脱出した[390]。
- 2023年5月8日
  - 所属：インド空軍
  - 機種：MiG MiG-21
  - 死者：3名
  - 状況：ラジャスタン州を飛行中に墜落。パイロットは緊急脱出したが、機体が墜落した民家の住民3人が死亡した[391]。
- 2023年7月4日
  - 所属：ロシア航空宇宙軍
  - 機種：MiG MiG-31
  - 死者：なし（行方不明者2名）
  - 状況：太平洋沿岸で訓練中だったMig-31がカムチャツカ半島南東部海岸のアバチャ湾に墜落し、パイロット2人が行方不明になった[392]。
- 2023年7月17日
  - 所属：ロシア航空宇宙軍
  - 機種：スホーイ Su-25
  - 死者：1名
  - 状況：クラスノダール地方エイスク沖のアゾフ海に訓練中のSu-25が墜落した。パイロットは緊急脱出したが、死亡が確認された[393]。
- 2023年7月28日
  - 所属：オーストラリア陸軍
  - 機種：NHインダストリーズ（英語版） MRH90
  - 死者：4名[394]
  - 状況：オーストラリアとアメリカが主催する多国間の大規模軍事演習「タリスマン・セーバー」の夜間訓練中にクイーンズランド州沖合のハミルトン島近くで墜落し、乗員4人が行方不明となった[395]。
- 2023年9月17日
  - 所属：アメリカ海兵隊第501海兵戦闘攻撃訓練飛行隊（英語版）
  - 機種：ロッキード・マーティン F-35B
  - 死者：なし
  - 状況：サウスカロライナ州上空を飛行中にトラブルが発生し、パイロットが緊急脱出。機体は一時行方不明となったが、その後チャールストン統合基地から北東に2時間の場所で残骸が発見された[396]。
- 2023年11月12日
  - 所属：アメリカ陸軍第160特殊作戦航空連隊
  - 機種：シコルスキー・エアクラフト MH-60
  - 死者：5名
  - 状況：訓練の一環で空中給油をしていたMH-60が地中海で墜落し、乗っていた5人全員が死亡した[397]。
- 2023年11月29日
  - 所属：アメリカ空軍特殊作戦コマンド第353特殊作戦航空団（英語版）
  - 機種：ベル/ボーイング CV-22
  - 死者：8名[398]
  - 状況：鹿児島県屋久島沖を飛行中に何らかの異常事態に陥り、屋久島空港への緊急着陸に試みるも海上に墜落。乗員8名が死亡[399]。
  - 詳細は「屋久島沖米軍オスプレイ墜落事故」を参照。

### 2024年
- 2024年1月31日
  - 所属：アメリカ空軍第7空軍第8戦闘航空団
  - 機種：ロッキード・マーティン F-16
  - 死者：なし
  - 状況：朝鮮半島西側の沖合上空での訓練中に緊急事態が発生し、墜落した。パイロットは緊急脱出し、墜落の約50分後に救出された[400]。
- 2024年2月6日
  - 所属：アメリカ海兵隊
  - 機種：シコルスキー・エアクラフト CH-53E
  - 死者：5名
  - 状況：定期訓練でネバダ州からカリフォルニア州に向かう途中で行方不明となった。7日にヘリが山中で発見された後、5人の死亡も確認された[401]。
- 2024年3月12日
  - 所属：ロシア航空宇宙軍
  - 機種： イリューシン設計局 Il-76
  - 死者：15名
  - 状況：離陸直後にエンジンの一つが炎上し、そのまま墜落した[402]。
- 2024年4月20日
  - 所属：海上自衛隊第22航空隊、第24航空隊
  - 機種：三菱重工業 SH-60K×2
  - 死者：8名
  - 状況：伊豆諸島・鳥島の東洋上において夜間対潜訓練実施中、22時38分に1機の通信が途絶え、同39分に緊急信号を受信。もう1機との通信も23時04分に途絶。両機は洋上に墜落したと見られる[403]。2機には計8人が搭乗しており、このうち1人が救助されたが、死亡が確認された。防衛省は2機が空中衝突したとみている[404]。6月11日、海上自衛隊は残る7人に関し、死亡と判断したと発表した[405]。
- 2024年4月23日
  - 所属：マレーシア海軍
  - 機種：アグスタウェストランド AW139、ユーロコプター フェニック
  - 死者：10名
  - 状況：マレーシア北部、ルムット海軍基地にて軍の創設90周年を記念する式典に向けたリハーサルが行われていた最中、空中で2機が接触しそのまま墜落した。その場で搭乗していた10人全員の死亡が確認された[406]。
- 2024年5月19日
  - 所属：イラン空軍
  - 機種：ベル・ヘリコプター ベル 212
  - 死者：乗客乗員9人全員が死亡。
  - 状況：エブラーヒーム・ライースィー大統領らの要人輸送中に墜落した。ハードランディングであるとされている。事故の前日、イラン気象局は事故が発生した地域にオレンジの気象警報を発令していた。
  - 詳細：「東アーザルバーイジャーン州ヘリコプター墜落事故」を参照。
- 2024年5月25日
  - 所属：イギリス空軍バトル・オブ・ブリテン記念飛行隊（英語版）
  - 機種：スーパーマリン スピットファイア
  - 死者：1名
  - 状況：コニングスビー空軍基地近くで道路わきの野原に墜落し、パイロット1人が死亡した[407]。
- 2024年7月24日
  - 所属：イタリア空軍
  - 機種：ユーロファイター タイフーン
  - 死者：なし
  - 状況：オーストラリアのダーウィン近郊で行われていた多国間空軍演習「ピッチブラック24」に参加していたイタリア空軍機が墜落。パイロットはすぐに脱出し、無事だった[408]。
- 2024年8月15日
  - 所属：ロシア航空宇宙軍
  - 機種：ツポレフ Tu-22M3
  - 死者：1名
  - 状況：イルクーツク州で墜落。乗員4人は緊急脱出し、1人が死亡、残り3人も負傷した。 機体の故障が墜落原因とみられる[409]。
- 2024年9月10日
  - 所属：中華民国空軍
  - 機種：ダッソー ミラージュ2000
  - 死者：なし
  - 状況：台湾北部・新竹沖に墜落。パイロットは脱出に成功し、救助された[410]。
- 2024年10月27日
  - 所属：陸上自衛隊第1ヘリコプター団
  - 機種：ベル/ボーイング V-22
  - 死者：なし
  - 状況：沖縄県与那国島の与那国駐屯地で、離陸の際にバランスを崩し左翼の一部が地面と接触して損傷した[411]。
- 2024年12月21日
  - 所属：アメリカ海軍
  - 機種：ボーイング F/A-18F
  - 死者：なし
  - 状況：空母ハリー・S・トルーマンを拠点に活動していたF/A-18が紅海上空で巡洋艦ゲティスバーグにより誤って撃墜された。パイロット2人は緊急脱出したが、1人が軽傷を負った[412]。

### 2025年
- 2025年1月28日
  - 所属：アメリカ空軍
  - 機種：ロッキード・マーティン F-35
  - 死者：なし
  - 状況：アラスカ州のアイルソン空軍基地で訓練飛行中に故障が起き、着陸段階の機体が墜落した。操縦士は脱出して無事だった[413]。
- 2025年3月4日
  - 所属：フィリピン空軍
  - 機種：韓国航空宇宙産業 FA-50
  - 死者：2名
  - 状況：セブ州マクタン島の基地を3日深夜に発進し、目標空域に到達する直前の4日午前0時過ぎに通信不能となった。大規模な捜索の結果、5日にミンダナオ島の山地で機体の残骸が発見され、乗員2人の死亡が確認された[414]。
- 2025年3月6日
  - 所属：大韓民国空軍
  - 機種：ロッキード・マーティン KF-16
  - 死者：なし
  - 状況：米韓両軍が陸上と空中で「合同火力実射撃訓練」を行っていたところ、京畿道抱川市でKF-16戦闘機2機が誤って民家がある地域にMk 82爆弾8発を投下し、住宅５棟や教会、車などが破損。2人が重傷、13人が軽傷を負った[415]。軍によると、パイロットの入力ミスが原因とのこと[416]。
  - 詳細：「2025年抱川誤爆事故」を参照。
- 2025年4月2日
  - 所属：ロシア航空宇宙軍
  - 機種：ツポレフ Tu-22M3
  - 死者：1名
  - 状況：故障が原因でイルクーツク州で墜落し、乗組員4人が緊急脱出したが、うち1人が死亡した[417]。
- 2025年5月6日
  - 所属：アメリカ海軍第1空母航空団第11戦闘攻撃飛行隊
  - 機種：ボーイング F/A-18F
  - 死者：なし
  - 状況：空母ハリー・S・トルーマンへの着艦に失敗し海に墜落した。パイロットと兵装システム士官は脱出し無事だった[418]。
- 2025年5月7日
  - 所属：フィンランド空軍
  - 機種：ボーイング F/A-18
  - 死者：なし
  - 状況：ロヴァニエミ空港付近で航空ショーのリハーサル中に墜落した。パイロットは墜落直前に脱出し無事だった[419]。
- 2025年5月14日
  - 所属：航空自衛隊
  - 機種：川崎重工業 T-4
  - 死者：2名[420]
  - 状況：小牧基地を離陸した2分後に犬山市付近の上空でレーダーから機影が消え、同市の入鹿池に墜落した[421]。
- 2025年5月29日
  - 所属：大韓民国海軍
  - 機種：ロッキード・マーティン P-3CK
  - 死者：4名
  - 状況：離着陸訓練をしていて空港周辺を楕円形に右旋回していたところ、機体が揺れ、7～8秒後にぐるぐる回りながら垂直に落下した[422]。
- 2025年7月21日
  - 所属：バングラデシュ空軍
  - 機種：成都飛機工業公司 J-7
  - 死者：31名
  - 状況：F-7戦闘機の訓練機が首都ダッカにある大学に墜落した[423]。地元メディアは死者が31人に上り、うち少なくとも25人は子供だと報じた[424]。
- 2025年8月6日
  - 所属：ガーナ空軍
  - 機種：ハルビン飛機工業集団 Z-9
  - 死者：8名
  - 状況：首都アクラから南部オブアシに向かっていたZ-9が墜落し、エドワード・オマネ・ボアマ（英語版）国防相とイブラヒム・ムルタラ・ムハンメド（英語版）環境相を含む乗客5人と乗員3人が死亡した[425]。
- 2025年8月7日
  - 所属：航空自衛隊
  - 機種：三菱重工業 F-2
  - 死者：なし
  - 状況：百里基地所属のF-2が訓練飛行中、パイロットが管制に異状を伝えた後、茨城県沖の太平洋に墜落した。搭乗していたパイロット1人は緊急脱出し、海上で救難ヘリコプターに救助された[426]。